# Liste des planètes mineures non numérotées découvertes entre le 16 et le 30 avril 2014
Pour un article plus général, voir Liste des planètes mineures non numérotées découvertes en 2014.
Pour un article plus général, voir Liste des planètes mineures.
Cet article dresse la liste des planètes mineures (astéroïdes, centaures, objets transneptuniens et assimilés) non numérotées découvertes en avril 2014 dans l'ordre de leur découverte.
Au 15 janvier 2025, 661 077 des 1 434 993 planètes mineures répertoriées par le Centre des planètes mineures ne sont pas encore numérotées, soit 46,07 %.

## Rappel concernant la désignation provisoire
La désignation provisoire indique l'ordre de découverte de ces objets. En effet, cette désignation est composée de l'année de découverte (par exemple 2014) suivie de la quinzaine (demi-mois) de découverte (p.e. A = 1-15 janvier) puis de l'ordre de découverte dans cette quinzaine. Cet ordre est indiqué par une lettre et éventuellement un chiffre comme suit : A pour la première découverte, B pour la deuxième, ..., Z pour la 25e (le I n'est pas utilisé pour éviter la confusion avec 1), A1 pour la 26e, B1 pour la 27e, etc. , Z1 pour la 50e, A2 pour la 51e, B2 pour la 52e, etc. L'ordre de la numérotation ne suit donc pas l'ordre alphanumérique. 2014 AA1 suit ainsi 2014 AZ et précède 2014 AB1.

## Liste du 16 au 30 avril 2014
- 2014 HC
- 2014 HD
- 2014 HJ
- 2014 HK
- 2014 HR
- 2014 HW
- 2014 HX
- 2014 HP1
- 2014 HA2
- 2014 HK2
- 2014 HL2
- 2014 HM2
- 2014 HN2
- 2014 HO2
- 2014 HP2
- 2014 HS2
- 2014 HU2
- 2014 HV2
- 2014 HW2
- 2014 HX2
- 2014 HY2
- 2014 HB3
- 2014 HD3
- 2014 HE3
- 2014 HJ3
- 2014 HO3
- 2014 HU3
- 2014 HG4
- 2014 HH4
- 2014 HJ4
- 2014 HK4
- 2014 HM4
- 2014 HN4
- 2014 HP4
- 2014 HQ4
- 2014 HS4
- 2014 HT4
- 2014 HU4
- 2014 HV4
- 2014 HW4
- 2014 HY4
- 2014 HZ4
- 2014 HC5
- 2014 HE5
- 2014 HF5
- 2014 HH5
- 2014 HL5
- 2014 HO5
- 2014 HP5
- 2014 HR5
- 2014 HU5
- 2014 HV5
- 2014 HN6
- 2014 HP6
- 2014 HS6
- 2014 HA7
- 2014 HD7
- 2014 HF7
- 2014 HQ7
- 2014 HV7
- 2014 HY7
- 2014 HJ8
- 2014 HK8
- 2014 HQ8
- 2014 HR8
- 2014 HV8
- 2014 HW8
- 2014 HJ9
- 2014 HK9
- 2014 HN9
- 2014 HS9
- 2014 HZ9
- 2014 HE10
- 2014 HQ10
- 2014 HT10
- 2014 HW10
- 2014 HX10
- 2014 HZ10
- 2014 HD11
- 2014 HF11
- 2014 HM11
- 2014 HS11
- 2014 HU11
- 2014 HV11
- 2014 HG12
- 2014 HN12
- 2014 HV12
- 2014 HX12
- 2014 HY12
- 2014 HW13
- 2014 HY13
- 2014 HC14
- 2014 HE14
- 2014 HH14
- 2014 HJ14
- 2014 HT14
- 2014 HU14
- 2014 HW14
- 2014 HA15
- 2014 HN15
- 2014 HO15
- 2014 HR15
- 2014 HW15
- 2014 HX15
- 2014 HZ15
- 2014 HF16
- 2014 HJ16
- 2014 HL16
- 2014 HR16
- 2014 HX16
- 2014 HA17
- 2014 HE17
- 2014 HS17
- 2014 HT17
- 2014 HV17
- 2014 HW17
- 2014 HA18
- 2014 HC18
- 2014 HD18
- 2014 HF18
- 2014 HJ18
- 2014 HK18
- 2014 HO18
- 2014 HR18
- 2014 HU18
- 2014 HV18
- 2014 HW18
- 2014 HA19
- 2014 HB19
- 2014 HN19
- 2014 HO19
- 2014 HE20
- 2014 HF20
- 2014 HM20
- 2014 HN20
- 2014 HT20
- 2014 HD21
- 2014 HH21
- 2014 HN21
- 2014 HT21
- 2014 HB22
- 2014 HL22
- 2014 HQ22
- 2014 HX22
- 2014 HC23
- 2014 HN23
- 2014 HR23
- 2014 HU23
- 2014 HZ23
- 2014 HN24
- 2014 HV24
- 2014 HC25
- 2014 HG25
- 2014 HE26
- 2014 HV26
- 2014 HA27
- 2014 HB27
- 2014 HE27
- 2014 HG27
- 2014 HJ27
- 2014 HN27
- 2014 HO27
- 2014 HP27
- 2014 HQ27
- 2014 HV27
- 2014 HW27
- 2014 HA28
- 2014 HC28
- 2014 HG28
- 2014 HF29
- 2014 HJ29
- 2014 HL29
- 2014 HM29
- 2014 HP29
- 2014 HQ29
- 2014 HT29
- 2014 HU29
- 2014 HY29
- 2014 HC30
- 2014 HD30
- 2014 HJ30
- 2014 HK30
- 2014 HQ30
- 2014 HS30
- 2014 HX31
- 2014 HY31
- 2014 HN32
- 2014 HU32
- 2014 HB33
- 2014 HD33
- 2014 HG33
- 2014 HO33
- 2014 HQ33
- 2014 HR33
- 2014 HV33
- 2014 HX33
- 2014 HY33
- 2014 HD34
- 2014 HF34
- 2014 HH34
- 2014 HO34
- 2014 HP34
- 2014 HU34
- 2014 HX34
- 2014 HA35
- 2014 HE35
- 2014 HH35
- 2014 HK35
- 2014 HM35
- 2014 HP35
- 2014 HF36
- 2014 HM36
- 2014 HZ36
- 2014 HA37
- 2014 HD37
- 2014 HG37
- 2014 HH37
- 2014 HJ37
- 2014 HA38
- 2014 HE38
- 2014 HH38
- 2014 HK38
- 2014 HN38
- 2014 HO38
- 2014 HP38
- 2014 HV38
- 2014 HA39
- 2014 HC39
- 2014 HF39
- 2014 HH39
- 2014 HL39
- 2014 HO39
- 2014 HF40
- 2014 HM40
- 2014 HO40
- 2014 HQ40
- 2014 HY40
- 2014 HA41
- 2014 HD41
- 2014 HF41
- 2014 HK41
- 2014 HM41
- 2014 HN41
- 2014 HU41
- 2014 HB42
- 2014 HC42
- 2014 HL42
- 2014 HP42
- 2014 HR42
- 2014 HD43
- 2014 HH43
- 2014 HK43
- 2014 HP43
- 2014 HY43
- 2014 HZ43
- 2014 HC44
- 2014 HE44
- 2014 HH44
- 2014 HS45
- 2014 HT45
- 2014 HU45
- 2014 HV45
- 2014 HW45
- 2014 HE46
- 2014 HG46
- 2014 HH46
- 2014 HS46
- 2014 HT46
- 2014 HU46
- 2014 HV46
- 2014 HW46
- 2014 HG47
- 2014 HP47
- 2014 HQ47
- 2014 HV47
- 2014 HA48
- 2014 HF48
- 2014 HL48
- 2014 HR48
- 2014 HS48
- 2014 HV48
- 2014 HY48
- 2014 HC49
- 2014 HE49
- 2014 HF49
- 2014 HM49
- 2014 HQ49
- 2014 HU49
- 2014 HW49
- 2014 HY49
- 2014 HZ49
- 2014 HC50
- 2014 HD50
- 2014 HJ50
- 2014 HL50
- 2014 HT50
- 2014 HU50
- 2014 HV50
- 2014 HW50
- 2014 HA51
- 2014 HB51
- 2014 HE51
- 2014 HF51
- 2014 HH51
- 2014 HK51
- 2014 HN51
- 2014 HS51
- 2014 HT51
- 2014 HX51
- 2014 HZ51
- 2014 HH52
- 2014 HO52
- 2014 HP52
- 2014 HT52
- 2014 HV52
- 2014 HX52
- 2014 HY52
- 2014 HA53
- 2014 HB53
- 2014 HC53
- 2014 HE53
- 2014 HG53
- 2014 HH53
- 2014 HK53
- 2014 HP53
- 2014 HQ53
- 2014 HS53
- 2014 HT53
- 2014 HU53
- 2014 HV53
- 2014 HW53
- 2014 HX53
- 2014 HY53
- 2014 HB54
- 2014 HE54
- 2014 HG54
- 2014 HH54
- 2014 HM54
- 2014 HN54
- 2014 HQ54
- 2014 HR54
- 2014 HU54
- 2014 HW54
- 2014 HX54
- 2014 HZ54
- 2014 HD55
- 2014 HE55
- 2014 HK55
- 2014 HS55
- 2014 HV55
- 2014 HW55
- 2014 HA56
- 2014 HE56
- 2014 HH56
- 2014 HJ56
- 2014 HK56
- 2014 HM56
- 2014 HO56
- 2014 HS56
- 2014 HT56
- 2014 HV56
- 2014 HW56
- 2014 HZ56
- 2014 HB57
- 2014 HC57
- 2014 HE57
- 2014 HF57
- 2014 HH57
- 2014 HK57
- 2014 HM57
- 2014 HO57
- 2014 HT57
- 2014 HX57
- 2014 HA58
- 2014 HC58
- 2014 HD58
- 2014 HG58
- 2014 HL58
- 2014 HN58
- 2014 HO58
- 2014 HP58
- 2014 HR58
- 2014 HT58
- 2014 HU58
- 2014 HV58
- 2014 HY58
- 2014 HB59
- 2014 HC59
- 2014 HH59
- 2014 HL59
- 2014 HM59
- 2014 HN59
- 2014 HR59
- 2014 HS59
- 2014 HU59
- 2014 HV59
- 2014 HX59
- 2014 HZ59
- 2014 HA60
- 2014 HB60
- 2014 HC60
- 2014 HE60
- 2014 HG60
- 2014 HH60
- 2014 HO60
- 2014 HX60
- 2014 HZ60
- 2014 HH61
- 2014 HK61
- 2014 HR61
- 2014 HW61
- 2014 HX61
- 2014 HY61
- 2014 HZ61
- 2014 HA62
- 2014 HB62
- 2014 HC62
- 2014 HE62
- 2014 HF62
- 2014 HK62
- 2014 HN62
- 2014 HO62
- 2014 HP62
- 2014 HQ62
- 2014 HS62
- 2014 HU62
- 2014 HV62
- 2014 HW62
- 2014 HX62
- 2014 HY62
- 2014 HC63
- 2014 HD63
- 2014 HF63
- 2014 HH63
- 2014 HK63
- 2014 HL63
- 2014 HO63
- 2014 HP63
- 2014 HR63
- 2014 HS63
- 2014 HV63
- 2014 HX63
- 2014 HZ63
- 2014 HA64
- 2014 HB64
- 2014 HC64
- 2014 HE64
- 2014 HF64
- 2014 HG64
- 2014 HH64
- 2014 HL64
- 2014 HM64
- 2014 HN64
- 2014 HP64
- 2014 HQ64
- 2014 HS64
- 2014 HU64
- 2014 HV64
- 2014 HW64
- 2014 HX64
- 2014 HZ64
- 2014 HA65
- 2014 HD65
- 2014 HJ65
- 2014 HK65
- 2014 HM65
- 2014 HP65
- 2014 HS65
- 2014 HU65
- 2014 HV65
- 2014 HX65
- 2014 HA66
- 2014 HB66
- 2014 HE66
- 2014 HF66
- 2014 HG66
- 2014 HH66
- 2014 HJ66
- 2014 HK66
- 2014 HM66
- 2014 HN66
- 2014 HO66
- 2014 HP66
- 2014 HQ66
- 2014 HR66
- 2014 HT66
- 2014 HW66
- 2014 HY66
- 2014 HZ66
- 2014 HA67
- 2014 HC67
- 2014 HD67
- 2014 HG67
- 2014 HH67
- 2014 HJ67
- 2014 HK67
- 2014 HL67
- 2014 HM67
- 2014 HO67
- 2014 HR67
- 2014 HS67
- 2014 HU67
- 2014 HV67
- 2014 HW67
- 2014 HY67
- 2014 HZ67
- 2014 HA68
- 2014 HB68
- 2014 HC68
- 2014 HG68
- 2014 HJ68
- 2014 HL68
- 2014 HP68
- 2014 HU68
- 2014 HV68
- 2014 HW68
- 2014 HX68
- 2014 HZ68
- 2014 HB69
- 2014 HE69
- 2014 HF69
- 2014 HG69
- 2014 HH69
- 2014 HJ69
- 2014 HK69
- 2014 HN69
- 2014 HO69
- 2014 HR69
- 2014 HS69
- 2014 HT69
- 2014 HU69
- 2014 HV69
- 2014 HW69
- 2014 HX69
- 2014 HC70
- 2014 HE70
- 2014 HF70
- 2014 HH70
- 2014 HK70
- 2014 HM70
- 2014 HO70
- 2014 HS70
- 2014 HU70
- 2014 HV70
- 2014 HW70
- 2014 HX70
- 2014 HZ70
- 2014 HC71
- 2014 HE71
- 2014 HF71
- 2014 HH71
- 2014 HJ71
- 2014 HK71
- 2014 HL71
- 2014 HM71
- 2014 HN71
- 2014 HO71
- 2014 HR71
- 2014 HX71
- 2014 HY71
- 2014 HA72
- 2014 HD72
- 2014 HE72
- 2014 HF72
- 2014 HG72
- 2014 HH72
- 2014 HJ72
- 2014 HK72
- 2014 HM72
- 2014 HN72
- 2014 HS72
- 2014 HT72
- 2014 HU72
- 2014 HZ72
- 2014 HA73
- 2014 HB73
- 2014 HE73
- 2014 HG73
- 2014 HH73
- 2014 HJ73
- 2014 HN73
- 2014 HP73
- 2014 HQ73
- 2014 HR73
- 2014 HS73
- 2014 HT73
- 2014 HU73
- 2014 HW73
- 2014 HX73
- 2014 HA74
- 2014 HB74
- 2014 HC74
- 2014 HD74
- 2014 HF74
- 2014 HK74
- 2014 HN74
- 2014 HO74
- 2014 HP74
- 2014 HQ74
- 2014 HR74
- 2014 HT74
- 2014 HV74
- 2014 HY74
- 2014 HZ74
- 2014 HA75
- 2014 HB75
- 2014 HC75
- 2014 HF75
- 2014 HH75
- 2014 HJ75
- 2014 HK75
- 2014 HL75
- 2014 HM75
- 2014 HN75
- 2014 HP75
- 2014 HQ75
- 2014 HR75
- 2014 HT75
- 2014 HU75
- 2014 HV75
- 2014 HY75
- 2014 HA76
- 2014 HD76
- 2014 HE76
- 2014 HJ76
- 2014 HK76
- 2014 HM76
- 2014 HO76
- 2014 HS76
- 2014 HU76
- 2014 HX76
- 2014 HY76
- 2014 HZ76
- 2014 HA77
- 2014 HF77
- 2014 HH77
- 2014 HJ77
- 2014 HL77
- 2014 HN77
- 2014 HP77
- 2014 HQ77
- 2014 HR77
- 2014 HS77
- 2014 HT77
- 2014 HW77
- 2014 HX77
- 2014 HA78
- 2014 HB78
- 2014 HD78
- 2014 HE78
- 2014 HG78
- 2014 HH78
- 2014 HJ78
- 2014 HK78
- 2014 HL78
- 2014 HM78
- 2014 HN78
- 2014 HO78
- 2014 HP78
- 2014 HR78
- 2014 HU78
- 2014 HX78
- 2014 HY78
- 2014 HZ78
- 2014 HB79
- 2014 HC79
- 2014 HF79
- 2014 HK79
- 2014 HL79
- 2014 HN79
- 2014 HP79
- 2014 HQ79
- 2014 HR79
- 2014 HS79
- 2014 HT79
- 2014 HU79
- 2014 HV79
- 2014 HW79
- 2014 HX79
- 2014 HD80
- 2014 HE80
- 2014 HF80
- 2014 HG80
- 2014 HK80
- 2014 HM80
- 2014 HN80
- 2014 HQ80
- 2014 HR80
- 2014 HS80
- 2014 HT80
- 2014 HU80
- 2014 HX80
- 2014 HZ80
- 2014 HC81
- 2014 HF81
- 2014 HG81
- 2014 HO81
- 2014 HP81
- 2014 HS81
- 2014 HV81
- 2014 HW81
- 2014 HZ81
- 2014 HA82
- 2014 HB82
- 2014 HC82
- 2014 HE82
- 2014 HG82
- 2014 HH82
- 2014 HJ82
- 2014 HL82
- 2014 HM82
- 2014 HP82
- 2014 HS82
- 2014 HT82
- 2014 HU82
- 2014 HV82
- 2014 HW82
- 2014 HA83
- 2014 HB83
- 2014 HC83
- 2014 HH83
- 2014 HK83
- 2014 HL83
- 2014 HO83
- 2014 HP83
- 2014 HQ83
- 2014 HS83
- 2014 HT83
- 2014 HW83
- 2014 HB84
- 2014 HC84
- 2014 HD84
- 2014 HE84
- 2014 HF84
- 2014 HG84
- 2014 HH84
- 2014 HJ84
- 2014 HM84
- 2014 HN84
- 2014 HO84
- 2014 HP84
- 2014 HR84
- 2014 HV84
- 2014 HW84
- 2014 HZ84
- 2014 HA85
- 2014 HC85
- 2014 HF85
- 2014 HH85
- 2014 HK85
- 2014 HN85
- 2014 HO85
- 2014 HQ85
- 2014 HS85
- 2014 HV85
- 2014 HW85
- 2014 HX85
- 2014 HY85
- 2014 HB86
- 2014 HC86
- 2014 HE86
- 2014 HF86
- 2014 HG86
- 2014 HH86
- 2014 HJ86
- 2014 HO86
- 2014 HQ86
- 2014 HR86
- 2014 HS86
- 2014 HV86
- 2014 HW86
- 2014 HX86
- 2014 HY86
- 2014 HZ86
- 2014 HD87
- 2014 HF87
- 2014 HH87
- 2014 HL87
- 2014 HM87
- 2014 HN87
- 2014 HP87
- 2014 HS87
- 2014 HW87
- 2014 HX87
- 2014 HY87
- 2014 HZ87
- 2014 HC88
- 2014 HE88
- 2014 HG88
- 2014 HH88
- 2014 HK88
- 2014 HM88
- 2014 HN88
- 2014 HO88
- 2014 HP88
- 2014 HR88
- 2014 HS88
- 2014 HV88
- 2014 HX88
- 2014 HZ88
- 2014 HD89
- 2014 HE89
- 2014 HF89
- 2014 HG89
- 2014 HK89
- 2014 HM89
- 2014 HO89
- 2014 HP89
- 2014 HT89
- 2014 HU89
- 2014 HV89
- 2014 HX89
- 2014 HY89
- 2014 HZ89
- 2014 HC90
- 2014 HD90
- 2014 HG90
- 2014 HH90
- 2014 HJ90
- 2014 HK90
- 2014 HL90
- 2014 HM90
- 2014 HO90
- 2014 HP90
- 2014 HR90
- 2014 HS90
- 2014 HT90
- 2014 HV90
- 2014 HY90
- 2014 HC91
- 2014 HD91
- 2014 HG91
- 2014 HH91
- 2014 HJ91
- 2014 HK91
- 2014 HL91
- 2014 HM91
- 2014 HO91
- 2014 HP91
- 2014 HQ91
- 2014 HS91
- 2014 HT91
- 2014 HV91
- 2014 HW91
- 2014 HX91
- 2014 HZ91
- 2014 HE92
- 2014 HG92
- 2014 HJ92
- 2014 HK92
- 2014 HL92
- 2014 HN92
- 2014 HP92
- 2014 HR92
- 2014 HS92
- 2014 HT92
- 2014 HV92
- 2014 HW92
- 2014 HY92
- 2014 HZ92
- 2014 HA93
- 2014 HD93
- 2014 HG93
- 2014 HH93
- 2014 HK93
- 2014 HL93
- 2014 HM93
- 2014 HN93
- 2014 HO93
- 2014 HP93
- 2014 HR93
- 2014 HS93
- 2014 HT93
- 2014 HU93
- 2014 HX93
- 2014 HY93
- 2014 HA94
- 2014 HB94
- 2014 HF94
- 2014 HG94
- 2014 HH94
- 2014 HL94
- 2014 HM94
- 2014 HN94
- 2014 HO94
- 2014 HP94
- 2014 HR94
- 2014 HT94
- 2014 HV94
- 2014 HW94
- 2014 HX94
- 2014 HY94
- 2014 HZ94
- 2014 HA95
- 2014 HB95
- 2014 HC95
- 2014 HE95
- 2014 HF95
- 2014 HG95
- 2014 HJ95
- 2014 HL95
- 2014 HM95
- 2014 HN95
- 2014 HQ95
- 2014 HR95
- 2014 HS95
- 2014 HT95
- 2014 HW95
- 2014 HY95
- 2014 HA96
- 2014 HB96
- 2014 HE96
- 2014 HF96
- 2014 HG96
- 2014 HH96
- 2014 HL96
- 2014 HN96
- 2014 HP96
- 2014 HR96
- 2014 HU96
- 2014 HV96
- 2014 HW96
- 2014 HX96
- 2014 HZ96
- 2014 HA97
- 2014 HB97
- 2014 HC97
- 2014 HF97
- 2014 HG97
- 2014 HJ97
- 2014 HK97
- 2014 HM97
- 2014 HP97
- 2014 HR97
- 2014 HU97
- 2014 HX97
- 2014 HY97
- 2014 HZ97
- 2014 HB98
- 2014 HC98
- 2014 HD98
- 2014 HE98
- 2014 HF98
- 2014 HH98
- 2014 HK98
- 2014 HN98
- 2014 HO98
- 2014 HP98
- 2014 HQ98
- 2014 HS98
- 2014 HX98
- 2014 HZ98
- 2014 HA99
- 2014 HB99
- 2014 HD99
- 2014 HE99
- 2014 HF99
- 2014 HG99
- 2014 HH99
- 2014 HJ99
- 2014 HK99
- 2014 HL99
- 2014 HM99
- 2014 HN99
- 2014 HO99
- 2014 HQ99
- 2014 HR99
- 2014 HS99
- 2014 HU99
- 2014 HV99
- 2014 HW99
- 2014 HX99
- 2014 HY99
- 2014 HZ99
- 2014 HA100
- 2014 HC100
- 2014 HF100
- 2014 HJ100
- 2014 HK100
- 2014 HO100
- 2014 HP100
- 2014 HQ100
- 2014 HR100
- 2014 HS100
- 2014 HX100
- 2014 HY100
- 2014 HZ100
- 2014 HA101
- 2014 HB101
- 2014 HF101
- 2014 HH101
- 2014 HM101
- 2014 HN101
- 2014 HR101
- 2014 HS101
- 2014 HT101
- 2014 HU101
- 2014 HV101
- 2014 HW101
- 2014 HX101
- 2014 HY101
- 2014 HZ101
- 2014 HD102
- 2014 HF102
- 2014 HH102
- 2014 HJ102
- 2014 HK102
- 2014 HL102
- 2014 HN102
- 2014 HP102
- 2014 HR102
- 2014 HS102
- 2014 HT102
- 2014 HW102
- 2014 HZ102
- 2014 HD103
- 2014 HE103
- 2014 HF103
- 2014 HG103
- 2014 HJ103
- 2014 HK103
- 2014 HM103
- 2014 HN103
- 2014 HP103
- 2014 HQ103
- 2014 HS103
- 2014 HT103
- 2014 HU103
- 2014 HW103
- 2014 HX103
- 2014 HY103
- 2014 HA104
- 2014 HB104
- 2014 HE104
- 2014 HF104
- 2014 HH104
- 2014 HJ104
- 2014 HK104
- 2014 HL104
- 2014 HM104
- 2014 HN104
- 2014 HO104
- 2014 HR104
- 2014 HS104
- 2014 HW104
- 2014 HY104
- 2014 HD105
- 2014 HE105
- 2014 HF105
- 2014 HH105
- 2014 HJ105
- 2014 HK105
- 2014 HN105
- 2014 HO105
- 2014 HQ105
- 2014 HR105
- 2014 HT105
- 2014 HU105
- 2014 HV105
- 2014 HW105
- 2014 HX105
- 2014 HY105
- 2014 HZ105
- 2014 HA106
- 2014 HC106
- 2014 HD106
- 2014 HE106
- 2014 HF106
- 2014 HG106
- 2014 HH106
- 2014 HL106
- 2014 HO106
- 2014 HP106
- 2014 HQ106
- 2014 HT106
- 2014 HV106
- 2014 HW106
- 2014 HY106
- 2014 HB107
- 2014 HF107
- 2014 HG107
- 2014 HH107
- 2014 HK107
- 2014 HL107
- 2014 HN107
- 2014 HO107
- 2014 HP107
- 2014 HR107
- 2014 HS107
- 2014 HU107
- 2014 HW107
- 2014 HX107
- 2014 HA108
- 2014 HB108
- 2014 HE108
- 2014 HF108
- 2014 HG108
- 2014 HH108
- 2014 HK108
- 2014 HL108
- 2014 HM108
- 2014 HN108
- 2014 HO108
- 2014 HP108
- 2014 HR108
- 2014 HS108
- 2014 HT108
- 2014 HU108
- 2014 HW108
- 2014 HY108
- 2014 HB109
- 2014 HC109
- 2014 HD109
- 2014 HE109
- 2014 HF109
- 2014 HG109
- 2014 HJ109
- 2014 HM109
- 2014 HN109
- 2014 HO109
- 2014 HQ109
- 2014 HR109
- 2014 HT109
- 2014 HV109
- 2014 HX109
- 2014 HA110
- 2014 HB110
- 2014 HC110
- 2014 HD110
- 2014 HE110
- 2014 HG110
- 2014 HL110
- 2014 HO110
- 2014 HQ110
- 2014 HR110
- 2014 HS110
- 2014 HT110
- 2014 HU110
- 2014 HX110
- 2014 HA111
- 2014 HB111
- 2014 HC111
- 2014 HD111
- 2014 HG111
- 2014 HH111
- 2014 HL111
- 2014 HP111
- 2014 HQ111
- 2014 HR111
- 2014 HT111
- 2014 HV111
- 2014 HW111
- 2014 HX111
- 2014 HY111
- 2014 HC112
- 2014 HD112
- 2014 HE112
- 2014 HF112
- 2014 HH112
- 2014 HM112
- 2014 HN112
- 2014 HQ112
- 2014 HS112
- 2014 HT112
- 2014 HU112
- 2014 HV112
- 2014 HX112
- 2014 HY112
- 2014 HC113
- 2014 HD113
- 2014 HE113
- 2014 HG113
- 2014 HL113
- 2014 HQ113
- 2014 HR113
- 2014 HS113
- 2014 HT113
- 2014 HV113
- 2014 HW113
- 2014 HZ113
- 2014 HB114
- 2014 HC114
- 2014 HE114
- 2014 HF114
- 2014 HG114
- 2014 HH114
- 2014 HL114
- 2014 HR114
- 2014 HS114
- 2014 HU114
- 2014 HV114
- 2014 HW114
- 2014 HY114
- 2014 HA115
- 2014 HB115
- 2014 HD115
- 2014 HE115
- 2014 HG115
- 2014 HJ115
- 2014 HL115
- 2014 HN115
- 2014 HO115
- 2014 HP115
- 2014 HQ115
- 2014 HS115
- 2014 HT115
- 2014 HU115
- 2014 HV115
- 2014 HW115
- 2014 HA116
- 2014 HC116
- 2014 HD116
- 2014 HF116
- 2014 HG116
- 2014 HH116
- 2014 HL116
- 2014 HM116
- 2014 HN116
- 2014 HO116
- 2014 HP116
- 2014 HQ116
- 2014 HT116
- 2014 HU116
- 2014 HX116
- 2014 HY116
- 2014 HA117
- 2014 HC117
- 2014 HG117
- 2014 HJ117
- 2014 HL117
- 2014 HN117
- 2014 HO117
- 2014 HP117
- 2014 HQ117
- 2014 HR117
- 2014 HU117
- 2014 HV117
- 2014 HX117
- 2014 HZ117
- 2014 HA118
- 2014 HE118
- 2014 HF118
- 2014 HG118
- 2014 HJ118
- 2014 HK118
- 2014 HM118
- 2014 HO118
- 2014 HQ118
- 2014 HR118
- 2014 HS118
- 2014 HT118
- 2014 HX118
- 2014 HZ118
- 2014 HA119
- 2014 HB119
- 2014 HC119
- 2014 HF119
- 2014 HG119
- 2014 HJ119
- 2014 HL119
- 2014 HM119
- 2014 HN119
- 2014 HO119
- 2014 HQ119
- 2014 HR119
- 2014 HW119
- 2014 HX119
- 2014 HY119
- 2014 HA120
- 2014 HB120
- 2014 HC120
- 2014 HE120
- 2014 HF120
- 2014 HG120
- 2014 HH120
- 2014 HK120
- 2014 HL120
- 2014 HM120
- 2014 HN120
- 2014 HP120
- 2014 HQ120
- 2014 HR120
- 2014 HU120
- 2014 HV120
- 2014 HW120
- 2014 HY120
- 2014 HZ120
- 2014 HB121
- 2014 HC121
- 2014 HE121
- 2014 HF121
- 2014 HG121
- 2014 HH121
- 2014 HK121
- 2014 HM121
- 2014 HN121
- 2014 HO121
- 2014 HP121
- 2014 HR121
- 2014 HS121
- 2014 HU121
- 2014 HV121
- 2014 HA122
- 2014 HH122
- 2014 HS122
- 2014 HU122
- 2014 HH123
- 2014 HL123
- 2014 HM123
- 2014 HN123
- 2014 HO123
- 2014 HP123
- 2014 HR123
- 2014 HT123
- 2014 HZ123
- 2014 HA124
- 2014 HB124
- 2014 HC124
- 2014 HE124
- 2014 HF124
- 2014 HG124
- 2014 HH124
- 2014 HJ124
- 2014 HM124
- 2014 HO124
- 2014 HQ124
- 2014 HR124
- 2014 HS124
- 2014 HY124
- 2014 HA125
- 2014 HC125
- 2014 HF125
- 2014 HJ125
- 2014 HL125
- 2014 HO125
- 2014 HR125
- 2014 HU125
- 2014 HB126
- 2014 HC126
- 2014 HE126
- 2014 HG126
- 2014 HL126
- 2014 HN126
- 2014 HO126
- 2014 HS126
- 2014 HU126
- 2014 HW126
- 2014 HZ126
- 2014 HC127
- 2014 HG127
- 2014 HJ127
- 2014 HL127
- 2014 HR127
- 2014 HS127
- 2014 HU127
- 2014 HY127
- 2014 HB128
- 2014 HH128
- 2014 HO128
- 2014 HP128
- 2014 HJ129
- 2014 HK129
- 2014 HL129
- 2014 HM129
- 2014 HZ129
- 2014 HC130
- 2014 HT130
- 2014 HV130
- 2014 HE131
- 2014 HJ131
- 2014 HK131
- 2014 HN131
- 2014 HX131
- 2014 HB132
- 2014 HC132
- 2014 HF132
- 2014 HJ132
- 2014 HM132
- 2014 HN132
- 2014 HO132
- 2014 HP132
- 2014 HQ132
- 2014 HR132
- 2014 HS132
- 2014 HT132
- 2014 HW132
- 2014 HX132
- 2014 HZ132
- 2014 HG133
- 2014 HK133
- 2014 HL133
- 2014 HM133
- 2014 HS133
- 2014 HU133
- 2014 HV133
- 2014 HX133
- 2014 HB134
- 2014 HC134
- 2014 HD134
- 2014 HE134
- 2014 HF134
- 2014 HL134
- 2014 HM134
- 2014 HX134
- 2014 HA135
- 2014 HB135
- 2014 HJ135
- 2014 HM135
- 2014 HN135
- 2014 HO135
- 2014 HP135
- 2014 HQ135
- 2014 HR135
- 2014 HT135
- 2014 HW135
- 2014 HY135
- 2014 HZ135
- 2014 HB136
- 2014 HC136
- 2014 HD136
- 2014 HE136
- 2014 HH136
- 2014 HJ136
- 2014 HP136
- 2014 HR136
- 2014 HU136
- 2014 HY136
- 2014 HA137
- 2014 HB137
- 2014 HK137
- 2014 HT137
- 2014 HV137
- 2014 HZ137
- 2014 HH138
- 2014 HJ138
- 2014 HM138
- 2014 HN138
- 2014 HT138
- 2014 HU138
- 2014 HY138
- 2014 HZ138
- 2014 HE139
- 2014 HF139
- 2014 HM139
- 2014 HP139
- 2014 HU139
- 2014 HW139
- 2014 HB140
- 2014 HD140
- 2014 HE140
- 2014 HL140
- 2014 HN140
- 2014 HR140
- 2014 HT140
- 2014 HZ140
- 2014 HB141
- 2014 HC141
- 2014 HD141
- 2014 HE141
- 2014 HN141
- 2014 HQ141
- 2014 HR141
- 2014 HS141
- 2014 HV141
- 2014 HW141
- 2014 HB142
- 2014 HC142
- 2014 HE142
- 2014 HS142
- 2014 HU142
- 2014 HW142
- 2014 HY142
- 2014 HA143
- 2014 HB143
- 2014 HD143
- 2014 HK143
- 2014 HN143
- 2014 HC144
- 2014 HU144
- 2014 HD145
- 2014 HJ145
- 2014 HL145
- 2014 HP145
- 2014 HX145
- 2014 HA146
- 2014 HC146
- 2014 HN146
- 2014 HS146
- 2014 HX146
- 2014 HJ147
- 2014 HL147
- 2014 HC148
- 2014 HP148
- 2014 HV148
- 2014 HZ148
- 2014 HJ149
- 2014 HQ149
- 2014 HR149
- 2014 HU149
- 2014 HA150
- 2014 HC150
- 2014 HL150
- 2014 HR150
- 2014 HW150
- 2014 HH151
- 2014 HL151
- 2014 HN151
- 2014 HO151
- 2014 HX151
- 2014 HG152
- 2014 HJ152
- 2014 HX152
- 2014 HY152
- 2014 HA153
- 2014 HB153
- 2014 HD153
- 2014 HN153
- 2014 HV153
- 2014 HZ153
- 2014 HG154
- 2014 HH154
- 2014 HK154
- 2014 HQ154
- 2014 HU154
- 2014 HV154
- 2014 HW154
- 2014 HB155
- 2014 HJ155
- 2014 HN155
- 2014 HS155
- 2014 HU155
- 2014 HA156
- 2014 HG156
- 2014 HH156
- 2014 HK156
- 2014 HP156
- 2014 HW156
- 2014 HD157
- 2014 HG157
- 2014 HH157
- 2014 HM157
- 2014 HV157
- 2014 HY157
- 2014 HZ157
- 2014 HA158
- 2014 HE158
- 2014 HH158
- 2014 HQ158
- 2014 HR158
- 2014 HS158
- 2014 HT158
- 2014 HV158
- 2014 HE159
- 2014 HW159
- 2014 HX159
- 2014 HQ160
- 2014 HS160
- 2014 HX160
- 2014 HY160
- 2014 HN161
- 2014 HD162
- 2014 HE162
- 2014 HN162
- 2014 HP162
- 2014 HS162
- 2014 HY162
- 2014 HA163
- 2014 HR163
- 2014 HV163
- 2014 HD164
- 2014 HE164
- 2014 HQ164
- 2014 HX164
- 2014 HZ164
- 2014 HA165
- 2014 HL165
- 2014 HT165
- 2014 HU165
- 2014 HD166
- 2014 HH166
- 2014 HV166
- 2014 HD167
- 2014 HG168
- 2014 HO168
- 2014 HU168
- 2014 HV168
- 2014 HY168
- 2014 HD169
- 2014 HK169
- 2014 HB170
- 2014 HE170
- 2014 HH170
- 2014 HM170
- 2014 HW170
- 2014 HZ170
- 2014 HP171
- 2014 HU171
- 2014 HZ171
- 2014 HB172
- 2014 HC172
- 2014 HL172
- 2014 HO172
- 2014 HP172
- 2014 HU172
- 2014 HV172
- 2014 HX172
- 2014 HY172
- 2014 HE173
- 2014 HL173
- 2014 HM173
- 2014 HN173
- 2014 HO173
- 2014 HR173
- 2014 HU173
- 2014 HV173
- 2014 HZ173
- 2014 HA174
- 2014 HB174
- 2014 HC174
- 2014 HD174
- 2014 HE174
- 2014 HG174
- 2014 HH174
- 2014 HK174
- 2014 HL174
- 2014 HM174
- 2014 HP174
- 2014 HQ174
- 2014 HV174
- 2014 HK175
- 2014 HN175
- 2014 HV175
- 2014 HC176
- 2014 HE176
- 2014 HF176
- 2014 HG176
- 2014 HJ176
- 2014 HR176
- 2014 HU176
- 2014 HV176
- 2014 HW176
- 2014 HX176
- 2014 HY176
- 2014 HZ176
- 2014 HA177
- 2014 HB177
- 2014 HC177
- 2014 HD177
- 2014 HE177
- 2014 HF177
- 2014 HJ177
- 2014 HK177
- 2014 HM177
- 2014 HN177
- 2014 HP177
- 2014 HR177
- 2014 HS177
- 2014 HT177
- 2014 HV177
- 2014 HW177
- 2014 HX177
- 2014 HA178
- 2014 HB178
- 2014 HC178
- 2014 HD178
- 2014 HE178
- 2014 HF178
- 2014 HG178
- 2014 HH178
- 2014 HL178
- 2014 HN178
- 2014 HO178
- 2014 HP178
- 2014 HQ178
- 2014 HR178
- 2014 HS178
- 2014 HT178
- 2014 HZ178
- 2014 HH179
- 2014 HO179
- 2014 HU179
- 2014 HD180
- 2014 HF180
- 2014 HG180
- 2014 HM180
- 2014 HT180
- 2014 HW180
- 2014 HL181
- 2014 HU181
- 2014 HF182
- 2014 HH182
- 2014 HJ182
- 2014 HQ182
- 2014 HS182
- 2014 HT182
- 2014 HV182
- 2014 HF183
- 2014 HG183
- 2014 HH183
- 2014 HN183
- 2014 HT183
- 2014 HA184
- 2014 HD184
- 2014 HE184
- 2014 HF184
- 2014 HG184
- 2014 HJ184
- 2014 HK184
- 2014 HL184
- 2014 HM184
- 2014 HO184
- 2014 HP184
- 2014 HQ184
- 2014 HS184
- 2014 HT184
- 2014 HR185
- 2014 HS185
- 2014 HV185
- 2014 HE186
- 2014 HH186
- 2014 HR186
- 2014 HC187
- 2014 HE187
- 2014 HG187
- 2014 HK187
- 2014 HL187
- 2014 HM187
- 2014 HC188
- 2014 HF188
- 2014 HJ188
- 2014 HL188
- 2014 HX188
- 2014 HZ188
- 2014 HA189
- 2014 HE189
- 2014 HG189
- 2014 HJ190
- 2014 HK190
- 2014 HN190
- 2014 HO190
- 2014 HP190
- 2014 HR190
- 2014 HS190
- 2014 HT190
- 2014 HV190
- 2014 HW190
- 2014 HB191
- 2014 HD191
- 2014 HQ191
- 2014 HT191
- 2014 HU191
- 2014 HV191
- 2014 HW191
- 2014 HX191
- 2014 HY191
- 2014 HZ191
- 2014 HA192
- 2014 HB192
- 2014 HC192
- 2014 HD192
- 2014 HE192
- 2014 HF192
- 2014 HH192
- 2014 HL192
- 2014 HO192
- 2014 HQ192
- 2014 HS192
- 2014 HT192
- 2014 HY192
- 2014 HZ192
- 2014 HA193
- 2014 HD193
- 2014 HE193
- 2014 HJ193
- 2014 HM193
- 2014 HN193
- 2014 HO193
- 2014 HP193
- 2014 HQ193
- 2014 HS193
- 2014 HU193
- 2014 HY193
- 2014 HZ193
- 2014 HB194
- 2014 HC194
- 2014 HE194
- 2014 HF194
- 2014 HG194
- 2014 HK194
- 2014 HF195
- 2014 HH195
- 2014 HP195
- 2014 HQ195
- 2014 HR195
- 2014 HS195
- 2014 HT195
- 2014 HV195
- 2014 HW195
- 2014 HX195
- 2014 HY195
- 2014 HZ195
- 2014 HA196
- 2014 HC196
- 2014 HD196
- 2014 HE196
- 2014 HF196
- 2014 HG196
- 2014 HH196
- 2014 HJ196
- 2014 HK196
- 2014 HL196
- 2014 HM196
- 2014 HO196
- 2014 HP196
- 2014 HQ196
- 2014 HR196
- 2014 HS196
- 2014 HT196
- 2014 HU196
- 2014 HV196
- 2014 HW196
- 2014 HX196
- 2014 HY196
- 2014 HZ196
- 2014 HA197
- 2014 HB197
- 2014 HC197
- 2014 HD197
- 2014 HE197
- 2014 HG197
- 2014 HH197
- 2014 HJ197
- 2014 HK197
- 2014 HL197
- 2014 HM197
- 2014 HN197
- 2014 HO197
- 2014 HP197
- 2014 HQ197
- 2014 HR197
- 2014 HS197
- 2014 HT197
- 2014 HU197
- 2014 HV197
- 2014 HW197
- 2014 HX197
- 2014 HY197
- 2014 HZ197
- 2014 HA198
- 2014 HB198
- 2014 HC198
- 2014 HD198
- 2014 HE198
- 2014 HF198
- 2014 HG198
- 2014 HH198
- 2014 HJ198
- 2014 HL198
- 2014 HM198
- 2014 HN198
- 2014 HO198
- 2014 HP198
- 2014 HQ198
- 2014 HR198
- 2014 HS198
- 2014 HT198
- 2014 HU198
- 2014 HV198
- 2014 HW198
- 2014 HX198
- 2014 HY198
- 2014 HZ198
- 2014 HA199
- 2014 HB199
- 2014 HC199
- 2014 HD199
- 2014 HE199
- 2014 HF199
- 2014 HG199
- 2014 HH199
- 2014 HJ199
- 2014 HK199
- 2014 HL199
- 2014 HM199
- 2014 HN199
- 2014 HO199
- 2014 HH200
- 2014 HN200
- 2014 HP200
- 2014 HQ200
- 2014 HR200
- 2014 HS200
- 2014 HT200
- 2014 HU200
- 2014 HV200
- 2014 HW200
- 2014 HX200
- 2014 HZ200
- 2014 HA201
- 2014 HB201
- 2014 HC201
- 2014 HE201
- 2014 HF201
- 2014 HH201
- 2014 HK201
- 2014 HM201
- 2014 HO201
- 2014 HP201
- 2014 HR201
- 2014 HS201
- 2014 HT201
- 2014 HV201
- 2014 HW201
- 2014 HX201
- 2014 HZ201
- 2014 HA202
- 2014 HB202
- 2014 HD202
- 2014 HG202
- 2014 HJ202
- 2014 HR202
- 2014 HT202
- 2014 HQ203
- 2014 HV203
- 2014 HW203
- 2014 HR204
- 2014 HW204
- 2014 HX204
- 2014 HJ205
- 2014 HP205
- 2014 HR205
- 2014 HB206
- 2014 HU206
- 2014 HV206
- 2014 HW206
- 2014 HX206
- 2014 HL207
- 2014 HN207
- 2014 HT207
- 2014 HW207
- 2014 HP208
- 2014 HR208
- 2014 HV208
- 2014 HX209
- 2014 HM211
- 2014 HN211
- 2014 HO211
- 2014 HP211
- 2014 HU211
- 2014 HW211
- 2014 HY211
- 2014 HZ211
- 2014 HB212
- 2014 HH212
- 2014 HJ212
- 2014 HM212
- 2014 HO212
- 2014 HP212
- 2014 HR212
- 2014 HS212
- 2014 HT212
- 2014 HU212
- 2014 HV212
- 2014 HW212
- 2014 HZ212
- 2014 HC213
- 2014 HD213
- 2014 HE213
- 2014 HF213
- 2014 HG213
- 2014 HH213
- 2014 HJ213
- 2014 HK213
- 2014 HL213
- 2014 HO213
- 2014 HS213
- 2014 HT213
- 2014 HU213
- 2014 HV213
- 2014 HX213
- 2014 HY213
- 2014 HZ213
- 2014 HA214
- 2014 HB214
- 2014 HC214
- 2014 HD214
- 2014 HE214
- 2014 HG214
- 2014 HH214
- 2014 HJ214
- 2014 HK214
- 2014 HM214
- 2014 HO214
- 2014 HP214
- 2014 HQ214
- 2014 HR214
- 2014 HS214
- 2014 HU214
- 2014 HV214
- 2014 HW214
- 2014 HY214
- 2014 HZ214
- 2014 HA215
- 2014 HB215
- 2014 HC215
- 2014 HD215
- 2014 HE215
- 2014 HF215
- 2014 HH215
- 2014 HJ215
- 2014 HL215
- 2014 HM215
- 2014 HO215
- 2014 HP215
- 2014 HR215
- 2014 HS215
- 2014 HT215
- 2014 HU215
- 2014 HV215
- 2014 HW215
- 2014 HX215
- 2014 HZ215
- 2014 HA216
- 2014 HB216
- 2014 HD216
- 2014 HE216
- 2014 HF216
- 2014 HH216
- 2014 HJ216
- 2014 HM216
- 2014 HN216
- 2014 HQ216
- 2014 HR216
- 2014 HS216
- 2014 HT216
- 2014 HV216
- 2014 HX216
- 2014 HY216
- 2014 HA217
- 2014 HB217
- 2014 HC217
- 2014 HE217
- 2014 HF217
- 2014 HG217
- 2014 HH217
- 2014 HJ217
- 2014 HK217
- 2014 HL217
- 2014 HM217
- 2014 HO217
- 2014 HP217
- 2014 HQ217
- 2014 HR217
- 2014 HS217
- 2014 HT217
- 2014 HU217
- 2014 HV217
- 2014 HW217
- 2014 HY217
- 2014 HA218
- 2014 HB218
- 2014 HC218
- 2014 HF218
- 2014 HG218
- 2014 HH218
- 2014 HJ218
- 2014 HK218
- 2014 HM218
- 2014 HN218
- 2014 HO218
- 2014 HP218
- 2014 HR218
- 2014 HT218
- 2014 HU218
- 2014 HX218
- 2014 HY218
- 2014 HZ218
- 2014 HA219
- 2014 HB219
- 2014 HC219
- 2014 HD219
- 2014 HE219
- 2014 HF219
- 2014 HH219
- 2014 HJ219
- 2014 HK219
- 2014 HL219
- 2014 HM219
- 2014 HR219
- 2014 HS219
- 2014 HT219
- 2014 HV219
- 2014 HX219
- 2014 HY219
- 2014 HE220
- 2014 HG220
- 2014 HW220
- 2014 HC221
- 2014 HH221
- 2014 HJ221
- 2014 HK221
- 2014 HM221
- 2014 HN221
- 2014 HP221
- 2014 HR221
- 2014 HT221
- 2014 HX221
- 2014 HG222
- 2014 HK222
- 2014 HR222
- 2014 HT222
- 2014 HU222
- 2014 HW222
- 2014 HA223
- 2014 HB223
- 2014 HE223
- 2014 HF223
- 2014 HG223
- 2014 HN223
- 2014 HQ223
- 2014 HS223
- 2014 HT223
- 2014 HU223
- 2014 HV223
- 2014 HW223
- 2014 HA224
- 2014 HB224
- 2014 HC224
- 2014 HL224
- 2014 HM224
- 2014 HN224
- 2014 HO224
- 2014 HP224
- 2014 HQ224
- 2014 HS224
- 2014 HT224
- 2014 HU224
- 2014 HV224
- 2014 HW224
- 2014 HZ224
- 2014 HA225
- 2014 HC225
- 2014 HE225
- 2014 HF225
- 2014 HG225
- 2014 HJ225
- 2014 HK225
- 2014 HN225
- 2014 HT225
- 2014 HU225
- 2014 HX225
- 2014 HY225
- 2014 HZ225
- 2014 HA226
- 2014 HF226
- 2014 HG226
- 2014 HH226
- 2014 HN226
- 2014 HP226
- 2014 HQ226
- 2014 HW226
- 2014 HY226
- 2014 HB227
- 2014 HD227
- 2014 HE227
- 2014 HH227
- 2014 HJ227
- 2014 HK227
- 2014 HL227
- 2014 HM227
- 2014 HN227
- 2014 HP227
- 2014 HQ227
- 2014 HR227
- 2014 HS227
- 2014 HT227
- 2014 HV227
- 2014 HW227
- 2014 HX227
- 2014 HY227
- 2014 HZ227
- 2014 HA228
- 2014 HB228
- 2014 HC228
- 2014 HD228
- 2014 HE228
- 2014 HF228
- 2014 HG228
- 2014 HH228
- 2014 HK228
- 2014 HL228
- 2014 HM228
- 2014 HN228
- 2014 HO228
- 2014 HP228
- 2014 HQ228
- 2014 HT228
- 2014 HW228
- 2014 HX228
- 2014 HZ228
- 2014 HA229
- 2014 HB229
- 2014 HD229
- 2014 HE229
- 2014 HG229
- 2014 HH229
- 2014 HJ229
- 2014 HK229
- 2014 HL229
- 2014 HM229
- 2014 HN229
- 2014 HO229
- 2014 HP229
- 2014 HQ229
- 2014 HS229
- 2014 HU229
- 2014 HV229
- 2014 HY229
- 2014 HZ229
- 2014 HA230
- 2014 HB230
- 2014 HD230
- 2014 HE230
- 2014 HF230
- 2014 HG230
- 2014 HH230
- 2014 HJ230
- 2014 HK230
- 2014 HL230
- 2014 HM230
- 2014 HN230
- 2014 HO230
- 2014 HQ230
- 2014 HR230
- 2014 HS230
- 2014 HT230
- 2014 HU230
- 2014 HX230
- 2014 HA231
- 2014 HB231
- 2014 HG231
- 2014 HH231
- 2014 HJ231
- 2014 HK231
- 2014 HL231
- 2014 HN231
- 2014 HO231
- 2014 HQ231
- 2014 HR231
- 2014 HS231
- 2014 HT231
- 2014 HU231
- 2014 HW231
- 2014 HX231
- 2014 HZ231
- 2014 HB232
- 2014 HC232
- 2014 HG232
- 2014 HJ232
- 2014 HK232
- 2014 HL232
- 2014 HM232
- 2014 HP232
- 2014 HQ232
- 2014 HR232
- 2014 HV232
- 2014 HY232
- 2014 HD233
- 2014 HE233
- 2014 HF233
- 2014 HG233
- 2014 HH233
- 2014 HJ233
- 2014 HK233
- 2014 HM233
- 2014 HN233
- 2014 HQ233
- 2014 HS233
- 2014 HT233
- 2014 HU233
- 2014 HW233
- 2014 HX233
- 2014 HY233
- 2014 HZ233
- 2014 HB234
- 2014 HC234
- 2014 HF234
- 2014 HG234
- 2014 HO234
- 2014 HP234
- 2014 HQ234
- 2014 HR234
- 2014 HX234
- 2014 HY234
- 2014 HZ234
- 2014 HB235
- 2014 HC235
- 2014 HG235
- 2014 HH235
- 2014 HJ235
- 2014 HK235
- 2014 HL235
- 2014 HM235
- 2014 HN235
- 2014 HO235
- 2014 HP235
- 2014 HS235
- 2014 HT235
- 2014 HV235
- 2014 HY235
- 2014 HA236
- 2014 HB236
- 2014 HC236
- 2014 HD236
- 2014 HF236
- 2014 HG236
- 2014 HH236
- 2014 HJ236
- 2014 HK236
- 2014 HL236
- 2014 HN236
- 2014 HT236
- 2014 HU236
- 2014 HV236
- 2014 HW236
- 2014 HX236
- 2014 HY236
- 2014 HZ236
- 2014 HA237
- 2014 HB237
- 2014 HD237
- 2014 HE237
- 2014 HF237
- 2014 HG237
- 2014 HH237
- 2014 HJ237
- 2014 HK237
- 2014 HL237
- 2014 HM237
- 2014 HN237
- 2014 HP237
- 2014 HS237
- 2014 HT237
- 2014 HV237
- 2014 HW237
- 2014 HX237
- 2014 HY237
- 2014 HZ237
- 2014 HA238
- 2014 HB238
- 2014 HC238
- 2014 HD238
- 2014 HE238
- 2014 HF238
- 2014 HG238
- 2014 HH238
- 2014 HJ238
- 2014 HK238
- 2014 HL238
- 2014 HN238
- 2014 HO238
- 2014 HP238
- 2014 HQ238
- 2014 HR238
- 2014 HS238
- 2014 HT238
- 2014 HU238
- 2014 HV238
- 2014 HW238
- 2014 HX238
- 2014 HY238
- 2014 HZ238
- 2014 HB239
- 2014 HD239
- 2014 HE239
- 2014 HF239
- 2014 HG239
- 2014 HH239
- 2014 HJ239
- 2014 HK239
- 2014 HM239
- 2014 HN239
- 2014 HO239
- 2014 HP239
- 2014 HS239
- 2014 HW239
- 2014 HY239
- 2014 HZ239
- 2014 HA240
- 2014 HB240
- 2014 HC240
- 2014 HD240
- 2014 HE240
- 2014 HF240
- 2014 HG240
- 2014 HH240
- 2014 HJ240
- 2014 HL240
- 2014 HM240
- 2014 HN240
- 2014 HO240
- 2014 HP240
- 2014 HQ240
- 2014 HR240
- 2014 HS240
- 2014 HT240
- 2014 HU240
- 2014 HV240
- 2014 HW240
- 2014 HX240
- 2014 HY240
- 2014 HZ240
- 2014 HB241
- 2014 HC241
- 2014 HD241
- 2014 HE241
- 2014 HF241
- 2014 HG241
- 2014 HH241
- 2014 HJ241
- 2014 HL241
- 2014 HM241
- 2014 HN241
- 2014 HO241
- 2014 HP241
- 2014 HQ241
- 2014 HR241
- 2014 HS241
- 2014 HT241
- 2014 HU241
- 2014 HV241
- 2014 HW241
- 2014 HX241
- 2014 HY241
- 2014 HZ241
- 2014 HA242
- 2014 HB242
- 2014 HD242
- 2014 HE242
- 2014 HF242
- 2014 HG242
- 2014 HH242
- 2014 HJ242
- 2014 HK242
- 2014 HL242
- 2014 HM242
- 2014 HN242
- 2014 HO242
- 2014 HP242
- 2014 HQ242
- 2014 HR242
- 2014 HS242
- 2014 HT242
- 2014 HU242
- 2014 HV242
- 2014 HZ242
- 2014 HA243
- 2014 HC243
- 2014 HD243
- 2014 HG243
- 2014 HH243
- 2014 HJ243
- 2014 HK243
- 2014 HL243
- 2014 HM243
- 2014 HN243
- 2014 HO243
- 2014 HP243
- 2014 HQ243
- 2014 HR243
- 2014 HS243
- 2014 HU243
- 2014 HV243
- 2014 HW243
- 2014 HY243
- 2014 HZ243
- 2014 HA244
- 2014 HC244
- 2014 HD244
- 2014 HE244
- 2014 HF244
- 2014 HG244
- 2014 HH244
- 2014 HJ244
- 2014 HK244
- 2014 HL244
- 2014 HN244
- 2014 HO244
- 2014 HP244
- 2014 HQ244
- 2014 HT244
- 2014 HU244
- 2014 HV244
- 2014 HW244
- 2014 HX244
- 2014 HY244
- 2014 HZ244
- 2014 HA245
- 2014 HC245
- 2014 HD245
- 2014 HE245
- 2014 HF245
- 2014 HG245
- 2014 HH245
- 2014 HJ245
- 2014 HK245
- 2014 HL245
- 2014 HM245
- 2014 HN245
- 2014 HO245
- 2014 HP245
- 2014 HR245
- 2014 HS245
- 2014 HT245
- 2014 HU245
- 2014 HV245
- 2014 HW245
- 2014 HX245
- 2014 HY245
- 2014 HB246
- 2014 HC246
- 2014 HD246
- 2014 HE246
- 2014 HF246
- 2014 HG246
- 2014 HH246
- 2014 HJ246
- 2014 HK246
- 2014 HL246
- 2014 HM246
- 2014 HN246
- 2014 HO246
- 2014 HP246
- 2014 HQ246
- 2014 HR246
- 2014 HS246
- 2014 HT246
- 2014 HU246
- 2014 HV246
- 2014 HW246
- 2014 HX246
- 2014 HY246
- 2014 HZ246
- 2014 HA247
- 2014 HB247
- 2014 HC247
- 2014 HD247
- 2014 HE247
- 2014 HG247
- 2014 HH247
- 2014 HJ247
- 2014 HK247
- 2014 HL247
- 2014 HM247
- 2014 HN247
- 2014 HO247
- 2014 HP247
- 2014 HQ247
- 2014 HR247
- 2014 HS247
- 2014 HT247
- 2014 HU247
- 2014 HV247
- 2014 HW247
- 2014 HX247
- 2014 HY247
- 2014 HZ247
- 2014 HA248
- 2014 HB248
- 2014 HC248
- 2014 HD248
- 2014 HE248
- 2014 HF248
- 2014 HG248
- 2014 HH248
- 2014 HJ248
- 2014 HK248
- 2014 HL248
- 2014 HM248
- 2014 HN248
- 2014 HO248
- 2014 HP248
- 2014 HQ248
- 2014 HR248
- 2014 HS248
- 2014 HT248
- 2014 HU248
- 2014 HV248
- 2014 HW248
- 2014 HX248
- 2014 HY248
- 2014 HZ248
- 2014 HA249
- 2014 HB249
- 2014 HC249
- 2014 HD249
- 2014 HE249
- 2014 HF249
- 2014 HG249
- 2014 HH249
- 2014 HJ249
- 2014 HK249
- 2014 HL249
- 2014 HM249
- 2014 HN249
- 2014 HP249
- 2014 HQ249
- 2014 HS249
- 2014 HT249
- 2014 HU249
- 2014 HV249
- 2014 HW249
- 2014 HX249
- 2014 HY249
- 2014 HZ249
- 2014 HA250
- 2014 HB250
- 2014 HC250
- 2014 HD250
- 2014 HE250
- 2014 HF250
- 2014 HG250
- 2014 HH250
- 2014 HJ250
- 2014 HK250
- 2014 HL250
- 2014 HM250
- 2014 HN250
- 2014 HO250
- 2014 HP250
- 2014 HQ250
- 2014 HR250
- 2014 HS250
- 2014 HT250
- 2014 HU250
- 2014 HV250
- 2014 HW250
- 2014 HX250
- 2014 HY250
- 2014 HZ250
- 2014 HA251
- 2014 HB251
- 2014 HC251
- 2014 HD251
- 2014 HE251
- 2014 HF251
- 2014 HG251
- 2014 HH251
- 2014 HJ251
- 2014 HL251
- 2014 HM251
- 2014 HN251
- 2014 HO251
- 2014 HP251
- 2014 HQ251
- 2014 HR251
- 2014 HS251
- 2014 HT251
- 2014 HU251
- 2014 HV251
- 2014 HX251
- 2014 HY251
- 2014 HZ251
- 2014 HA252
- 2014 HB252
- 2014 HC252
- 2014 HD252
- 2014 HE252
- 2014 HF252
- 2014 HG252
- 2014 HH252
- 2014 HJ252
- 2014 HK252
- 2014 HL252
- 2014 HM252
- 2014 HN252
- 2014 HO252
- 2014 HP252
- 2014 HQ252
- 2014 HR252
- 2014 HS252
- 2014 HT252
- 2014 HU252
- 2014 HV252
- 2014 HW252
- 2014 HX252
- 2014 HY252
- 2014 HZ252
- 2014 HA253
- 2014 HB253
- 2014 HC253
- 2014 HD253
- 2014 HE253
- 2014 HF253
- 2014 HG253
- 2014 HH253
- 2014 HJ253
- 2014 HK253
- 2014 HL253
- 2014 HN253
- 2014 HO253
- 2014 HP253
- 2014 HQ253
- 2014 HR253
- 2014 HS253
- 2014 HT253
- 2014 HU253
- 2014 HV253
- 2014 HW253
- 2014 HX253
- 2014 HY253
- 2014 HZ253
- 2014 HA254
- 2014 HB254
- 2014 HC254
- 2014 HD254
- 2014 HE254
- 2014 HF254
- 2014 HG254
- 2014 HH254
- 2014 HJ254
- 2014 HK254
- 2014 HL254
- 2014 HM254
- 2014 HN254
- 2014 HO254
- 2014 HP254
- 2014 HQ254
- 2014 HR254
- 2014 HS254
- 2014 HT254
- 2014 HU254
- 2014 HV254
- 2014 HW254
- 2014 HX254
- 2014 HY254
- 2014 HZ254
- 2014 HA255
- 2014 HB255
- 2014 HC255
- 2014 HE255
- 2014 HF255
- 2014 HG255
- 2014 HH255
- 2014 HJ255
- 2014 HK255
- 2014 HL255
- 2014 HM255
- 2014 HN255
- 2014 HO255
- 2014 HP255
- 2014 HQ255
- 2014 HR255
- 2014 HS255
- 2014 HT255
- 2014 HU255
- 2014 HV255
- 2014 HW255
- 2014 HX255
- 2014 HY255
- 2014 HZ255
- 2014 HA256
- 2014 HB256
- 2014 HC256
- 2014 HD256
- 2014 HE256
- 2014 HK256
- 2014 HM256
- 2014 HN256
- 2014 HO256
- 2014 HP256
- 2014 HQ256
- 2014 HR256
- 2014 HS256
- 2014 HT256
- 2014 HU256
- 2014 HV256
- 2014 HW256
- 2014 HX256
- 2014 HY256
- 2014 HA257
- 2014 HD257
- 2014 HE257
- 2014 HF257
- 2014 HG257
- 2014 HH257
- 2014 HJ257
- 2014 HK257
- 2014 HL257
- 2014 HM257
- 2014 HN257
- 2014 HO257
- 2014 HP257
- 2014 HR257
- 2014 HS257
- 2014 HT257
- 2014 HU257
- 2014 HV257
- 2014 HW257
- 2014 HX257
- 2014 HY257
- 2014 HZ257
- 2014 HA258
- 2014 HB258
- 2014 HC258
- 2014 HD258
- 2014 HE258
- 2014 HF258
- 2014 HG258
- 2014 HH258
- 2014 HJ258
- 2014 HK258
- 2014 HL258
- 2014 HM258
- 2014 HN258
- 2014 HO258
- 2014 HP258
- 2014 HQ258
- 2014 HR258
- 2014 HS258
- 2014 HT258
- 2014 HU258
- 2014 HV258
- 2014 HW258
- 2014 HX258
- 2014 HY258
- 2014 HZ258
- 2014 HA259
- 2014 HB259
- 2014 HC259
- 2014 HD259
- 2014 HE259
- 2014 HF259
- 2014 HG259
- 2014 HH259
- 2014 HJ259
- 2014 HK259
- 2014 HL259
- 2014 HM259
- 2014 HN259
- 2014 HO259
- 2014 HP259
- 2014 HQ259
- 2014 HR259
- 2014 HS259
- 2014 HT259
- 2014 HU259
- 2014 HV259
- 2014 HW259
- 2014 HX259
- 2014 HY259
- 2014 HZ259
- 2014 HA260
- 2014 HB260
- 2014 HC260
- 2014 HD260
- 2014 HE260
- 2014 HF260
- 2014 HG260
- 2014 HH260
- 2014 HJ260
- 2014 HK260
- 2014 HL260
- 2014 HM260
- 2014 HN260
- 2014 HO260
- 2014 HP260
- 2014 HQ260
- 2014 HR260
- 2014 HS260
- 2014 HT260
- 2014 HU260
- 2014 HV260
- 2014 HW260
- 2014 HX260
- 2014 HY260
- 2014 HZ260
- 2014 HA261
- 2014 HB261
- 2014 HC261
- 2014 HD261
- 2014 HE261
- 2014 HF261
- 2014 HG261
- 2014 HH261
- 2014 HJ261
- 2014 HK261
- 2014 HL261
- 2014 HM261
- 2014 HN261
- 2014 HO261
- 2014 HP261
- 2014 HS261
- 2014 HT261
- 2014 HV261
- 2014 HW261
- 2014 HX261
- 2014 HY261
- 2014 HZ261
- 2014 HA262
- 2014 HB262
- 2014 HC262
- 2014 HD262
- 2014 HE262
- 2014 HF262
- 2014 HG262
- 2014 HH262
- 2014 HJ262
- 2014 HK262
- 2014 HL262
- 2014 HN262
- 2014 HO262
- 2014 HP262
- 2014 HQ262
- 2014 HR262
- 2014 HS262
- 2014 HT262
- 2014 HU262
- 2014 HV262
- 2014 HW262
- 2014 HX262
- 2014 HY262
- 2014 HZ262
- 2014 HB263
- 2014 HC263
- 2014 HD263
- 2014 HE263
- 2014 HF263
- 2014 HG263
- 2014 HH263
- 2014 HJ263
- 2014 HK263
- 2014 HL263
- 2014 HM263
- 2014 HN263
- 2014 HO263
- 2014 HP263
- 2014 HQ263
- 2014 HR263
- 2014 HT263
- 2014 HU263
- 2014 HV263
- 2014 HW263
- 2014 HX263
- 2014 HY263
- 2014 HZ263
- 2014 HB264
- 2014 HC264
- 2014 HD264
- 2014 HE264
- 2014 HF264
- 2014 HG264
- 2014 HH264
- 2014 HJ264
- 2014 HK264
- 2014 HL264
- 2014 HM264
- 2014 HN264
- 2014 HO264
- 2014 HP264
- 2014 HQ264
- 2014 HR264
- 2014 HS264
- 2014 HT264
- 2014 HU264
- 2014 HV264
- 2014 HW264
- 2014 HX264
- 2014 HY264
- 2014 HZ264
- 2014 HA265
- 2014 HB265
- 2014 HC265
- 2014 HD265
- 2014 HE265
- 2014 HF265
- 2014 HG265
- 2014 HJ265
- 2014 HK265
- 2014 HL265
- 2014 HM265
- 2014 HO265
- 2014 HQ265
- 2014 HR265
- 2014 HS265
- 2014 HT265
- 2014 HU265
- 2014 HV265
- 2014 HW265
- 2014 HX265
- 2014 HZ265
- 2014 HA266
- 2014 HB266
- 2014 HC266
- 2014 HD266
- 2014 HE266
- 2014 HF266
- 2014 HG266
- 2014 HH266
- 2014 HJ266
- 2014 HK266
- 2014 HL266
- 2014 HN266
- 2014 HO266
- 2014 HP266
- 2014 HQ266
- 2014 HR266
- 2014 HS266
- 2014 HT266
- 2014 HU266
- 2014 HV266
- 2014 HW266
- 2014 HX266
- 2014 HY266
- 2014 HZ266
- 2014 HA267
- 2014 HC267
- 2014 HD267
- 2014 HE267
- 2014 HF267
- 2014 HG267
- 2014 HH267
- 2014 HJ267
- 2014 HK267
- 2014 HL267
- 2014 HM267
- 2014 HN267
- 2014 HO267
- 2014 HP267
- 2014 HQ267
- 2014 HR267
- 2014 HS267
- 2014 HT267
- 2014 HU267
- 2014 HV267
- 2014 HW267
- 2014 HX267
- 2014 HY267
- 2014 HZ267
- 2014 HA268
- 2014 HB268
- 2014 HC268
- 2014 HD268
- 2014 HE268
- 2014 HF268
- 2014 HG268
- 2014 HH268
- 2014 HJ268
- 2014 HK268
- 2014 HL268
- 2014 HM268
- 2014 HN268
- 2014 HO268
- 2014 HP268
- 2014 HQ268
- 2014 HR268
- 2014 HS268
- 2014 HT268
- 2014 HU268
- 2014 HV268
- 2014 HW268
- 2014 HX268
- 2014 HY268
- 2014 HZ268
- 2014 HA269
- 2014 HB269
- 2014 HC269
- 2014 HD269
- 2014 HE269
- 2014 HF269
- 2014 HG269
- 2014 HH269
- 2014 HJ269
- 2014 HK269
- 2014 HL269
- 2014 HM269
- 2014 HN269
- 2014 HO269
- 2014 HP269
- 2014 HR269
- 2014 HS269
- 2014 HT269
- 2014 HU269
- 2014 HV269
- 2014 HW269
- 2014 HX269
- 2014 HY269
- 2014 HZ269
- 2014 HA270
- 2014 HB270
- 2014 HC270
- 2014 HD270
- 2014 HE270
- 2014 HF270
- 2014 HG270
- 2014 HH270
- 2014 HK270
- 2014 HL270
- 2014 HM270
- 2014 HN270
- 2014 HO270
- 2014 HP270
- 2014 HQ270
- 2014 HR270
- 2014 HS270
- 2014 HT270
- 2014 HU270
- 2014 HV270
- 2014 HW270
- 2014 HX270
- 2014 HY270
- 2014 HZ270
- 2014 HB271
- 2014 HC271
- 2014 HD271
- 2014 HE271
- 2014 HF271
- 2014 HG271
- 2014 HJ271
- 2014 HK271
- 2014 HL271
- 2014 HM271
- 2014 HN271
- 2014 HO271
- 2014 HP271
- 2014 HQ271
- 2014 HR271
- 2014 HS271
- 2014 HT271
- 2014 HU271
- 2014 HV271
- 2014 HX271
- 2014 HZ271
- 2014 HA272
- 2014 HB272
- 2014 HC272
- 2014 HD272
- 2014 HE272
- 2014 HF272
- 2014 HG272
- 2014 HH272
- 2014 HJ272
- 2014 HK272
- 2014 HL272
- 2014 HM272
- 2014 HN272
- 2014 HO272
- 2014 HQ272
- 2014 HR272
- 2014 HS272
- 2014 HT272
- 2014 HU272
- 2014 HV272
- 2014 HW272
- 2014 HX272
- 2014 HY272
- 2014 HZ272
- 2014 HA273
- 2014 HB273
- 2014 HC273
- 2014 HD273
- 2014 HE273
- 2014 HF273
- 2014 HG273
- 2014 HH273
- 2014 HJ273
- 2014 HK273
- 2014 HL273
- 2014 HM273
- 2014 HN273
- 2014 HO273
- 2014 HP273
- 2014 HQ273
- 2014 HR273
- 2014 HS273
- 2014 HT273
- 2014 HU273
- 2014 HW273
- 2014 HX273
- 2014 HZ273
- 2014 HA274
- 2014 HB274
- 2014 HC274
- 2014 HD274
- 2014 HE274
- 2014 HF274
- 2014 HG274
- 2014 HH274
- 2014 HJ274
- 2014 HL274
- 2014 HM274
- 2014 HN274
- 2014 HO274
- 2014 HP274
- 2014 HQ274
- 2014 HR274
- 2014 HS274
- 2014 HT274
- 2014 HU274
- 2014 HV274
- 2014 HX274
- 2014 HZ274
- 2014 HA275
- 2014 HB275
- 2014 HC275
- 2014 HD275
- 2014 HE275
- 2014 HF275
- 2014 HG275
- 2014 HH275
- 2014 HJ275
- 2014 HK275
- 2014 HL275
- 2014 HM275
- 2014 HN275
- 2014 HO275
- 2014 HP275
- 2014 HQ275
- 2014 HR275
- 2014 HS275
- 2014 HT275
- 2014 HU275
- 2014 HV275
- 2014 HW275
- 2014 HX275
- 2014 HY275
- 2014 HZ275
- 2014 HA276
- 2014 HB276
- 2014 HD276
- 2014 HE276
- 2014 HG276
- 2014 HH276
- 2014 HJ276
- 2014 HL276
- 2014 HN276
- 2014 HP276
- 2014 HR276
- 2014 HS276
- 2014 HT276
- 2014 HU276
- 2014 HV276
- 2014 HW276
- 2014 HX276
- 2014 HY276
- 2014 HZ276
- 2014 HA277
- 2014 HB277
- 2014 HC277
- 2014 HD277
- 2014 HE277
- 2014 HF277
- 2014 HG277
- 2014 HH277
- 2014 HJ277
- 2014 HK277
- 2014 HL277
- 2014 HO277
- 2014 HP277
- 2014 HQ277
- 2014 HR277
- 2014 HS277
- 2014 HT277
- 2014 HU277
- 2014 HV277
- 2014 HW277
- 2014 HX277
- 2014 HY277
- 2014 HZ277
- 2014 HA278
- 2014 HB278
- 2014 HC278
- 2014 HD278
- 2014 HF278
- 2014 HG278
- 2014 HH278
- 2014 HJ278
- 2014 HK278
- 2014 HL278
- 2014 HM278
- 2014 HN278
- 2014 HO278
- 2014 HP278
- 2014 HQ278
- 2014 HR278
- 2014 HS278
- 2014 HT278
- 2014 HU278
- 2014 HV278
- 2014 HW278
- 2014 HX278
- 2014 HY278
- 2014 HZ278
- 2014 HA279
- 2014 HB279
- 2014 HD279
- 2014 HE279
- 2014 HF279
- 2014 HG279
- 2014 HH279
- 2014 HJ279
- 2014 HK279
- 2014 HL279
- 2014 HM279
- 2014 HO279
- 2014 HP279
- 2014 HQ279
- 2014 HR279
- 2014 HS279
- 2014 HT279
- 2014 HU279
- 2014 HV279
- 2014 HW279
- 2014 HX279
- 2014 HY279
- 2014 HZ279
- 2014 HA280
- 2014 HB280
- 2014 HD280
- 2014 HE280
- 2014 HF280
- 2014 HG280
- 2014 HH280
- 2014 HJ280
- 2014 HK280
- 2014 HL280
- 2014 HM280
- 2014 HN280
- 2014 HO280
- 2014 HP280
- 2014 HQ280
- 2014 HR280
- 2014 HS280
- 2014 HT280
- 2014 HU280
- 2014 HV280
- 2014 HW280
- 2014 HX280
- 2014 HY280
- 2014 HZ280
- 2014 HA281
- 2014 HB281
- 2014 HC281
- 2014 HD281
- 2014 HF281
- 2014 HG281
- 2014 HH281
- 2014 HJ281
- 2014 HK281
- 2014 HL281
- 2014 HM281
- 2014 HN281
- 2014 HO281
- 2014 HQ281
- 2014 HR281
- 2014 HS281
- 2014 HT281
- 2014 HY281
- 2014 HZ281
- 2014 HA282
- 2014 HB282
- 2014 HC282
- 2014 HD282
- 2014 HE282
- 2014 HF282
- 2014 HG282
- 2014 HH282
- 2014 HJ282
- 2014 HK282
- 2014 HL282
- 2014 HM282
- 2014 HN282
- 2014 HO282
- 2014 HQ282
- 2014 HS282
- 2014 HT282
- 2014 HU282
- 2014 HV282
- 2014 HW282
- 2014 HX282
- 2014 HY282
- 2014 HZ282
- 2014 HA283
- 2014 HB283
- 2014 HC283
- 2014 HD283
- 2014 HE283
- 2014 HF283
- 2014 HG283
- 2014 HH283
- 2014 HJ283
- 2014 HK283
- 2014 HL283
- 2014 HN283
- 2014 HO283
- 2014 HP283
- 2014 HQ283
- 2014 HR283
- 2014 HT283
- 2014 HU283
- 2014 HV283
- 2014 HW283
- 2014 HY283
- 2014 HZ283
- 2014 HA284
- 2014 HD284
- 2014 HE284
- 2014 HF284
- 2014 HG284
- 2014 HH284
- 2014 HJ284
- 2014 HK284
- 2014 HL284
- 2014 HM284
- 2014 HN284
- 2014 HO284
- 2014 HP284
- 2014 HQ284
- 2014 HR284
- 2014 HS284
- 2014 HT284
- 2014 HV284
- 2014 HW284
- 2014 HX284
- 2014 HY284
- 2014 HZ284
- 2014 HA285
- 2014 HB285
- 2014 HC285
- 2014 HD285
- 2014 HE285
- 2014 HF285
- 2014 HG285
- 2014 HJ285
- 2014 HK285
- 2014 HL285
- 2014 HM285
- 2014 HN285
- 2014 HO285
- 2014 HP285
- 2014 HQ285
- 2014 HR285
- 2014 HS285
- 2014 HT285
- 2014 HU285
- 2014 HV285
- 2014 HW285
- 2014 HX285
- 2014 HY285
- 2014 HZ285
- 2014 HA286
- 2014 HB286
- 2014 HD286
- 2014 HE286
- 2014 HF286
- 2014 HG286
- 2014 HH286
- 2014 HJ286
- 2014 HK286
- 2014 HL286
- 2014 HM286
- 2014 HN286
- 2014 HO286
- 2014 HP286
- 2014 HQ286
- 2014 HR286
- 2014 HS286
- 2014 HT286
- 2014 HU286
- 2014 HV286
- 2014 HW286
- 2014 HX286
- 2014 HY286
- 2014 HZ286
- 2014 HA287
- 2014 HB287
- 2014 HC287
- 2014 HD287
- 2014 HE287
- 2014 HF287
- 2014 HG287
- 2014 HH287
- 2014 HJ287
- 2014 HK287
- 2014 HL287
- 2014 HM287
- 2014 HN287
- 2014 HO287
- 2014 HP287
- 2014 HQ287
- 2014 HR287
- 2014 HS287
- 2014 HT287
- 2014 HU287
- 2014 HV287
- 2014 HW287
- 2014 HX287
- 2014 HY287
- 2014 HZ287
- 2014 HA288
- 2014 HB288
- 2014 HC288
- 2014 HD288
- 2014 HE288
- 2014 HF288
- 2014 HG288
- 2014 HH288
- 2014 HJ288
- 2014 HK288
- 2014 HL288
- 2014 HM288
- 2014 HN288
- 2014 HO288
- 2014 HP288
- 2014 HQ288
- 2014 HR288
- 2014 HS288
- 2014 HU288
- 2014 HV288
- 2014 HY288
- 2014 HA289
- 2014 HB289
- 2014 HC289
- 2014 HD289
- 2014 HE289
- 2014 HF289
- 2014 HH289
- 2014 HJ289
- 2014 HK289
- 2014 HL289
- 2014 HM289
- 2014 HN289
- 2014 HO289
- 2014 HP289
- 2014 HQ289
- 2014 HR289
- 2014 HS289
- 2014 HT289
- 2014 HU289
- 2014 HV289
- 2014 HW289
- 2014 HX289
- 2014 HY289
- 2014 HZ289
- 2014 HA290
- 2014 HB290
- 2014 HE290
- 2014 HF290
- 2014 HG290
- 2014 HH290
- 2014 HJ290
- 2014 HK290
- 2014 HL290
- 2014 HM290
- 2014 HN290
- 2014 HO290
- 2014 HP290
- 2014 HQ290
- 2014 HR290
- 2014 HS290
- 2014 HT290
- 2014 HU290
- 2014 HV290
- 2014 HW290
- 2014 HX290
- 2014 HY290
- 2014 HZ290
- 2014 HA291
- 2014 HB291
- 2014 HC291
- 2014 HD291
- 2014 HE291
- 2014 HF291
- 2014 HG291
- 2014 HH291
- 2014 HJ291
- 2014 HK291
- 2014 HL291
- 2014 HM291
- 2014 HN291
- 2014 HO291
- 2014 HP291
- 2014 HQ291
- 2014 HR291
- 2014 HS291
- 2014 HT291
- 2014 HU291
- 2014 HV291
- 2014 HW291
- 2014 HX291
- 2014 HZ291
- 2014 HA292
- 2014 HB292
- 2014 HC292
- 2014 HD292
- 2014 HF292
- 2014 HG292
- 2014 HH292
- 2014 HJ292
- 2014 HK292
- 2014 HL292
- 2014 HM292
- 2014 HN292
- 2014 HO292
- 2014 HQ292
- 2014 HR292
- 2014 HS292
- 2014 HT292
- 2014 HU292
- 2014 HV292
- 2014 HW292
- 2014 HX292
- 2014 HY292
- 2014 HZ292
- 2014 HA293
- 2014 HB293
- 2014 HC293
- 2014 HD293
- 2014 HE293
- 2014 HF293
- 2014 HG293
- 2014 HH293
- 2014 HK293
- 2014 HL293
- 2014 HM293
- 2014 HN293
- 2014 HO293
- 2014 HP293
- 2014 HR293
- 2014 HS293
- 2014 HT293
- 2014 HV293
- 2014 HW293
- 2014 HX293
- 2014 HY293
- 2014 HZ293
- 2014 HA294
- 2014 HB294
- 2014 HC294
- 2014 HD294
- 2014 HE294
- 2014 HF294
- 2014 HG294
- 2014 HH294
- 2014 HJ294
- 2014 HK294
- 2014 HL294
- 2014 HM294
- 2014 HN294
- 2014 HO294
- 2014 HP294
- 2014 HQ294
- 2014 HR294
- 2014 HT294
- 2014 HU294
- 2014 HX294
- 2014 HY294
- 2014 HZ294
- 2014 HA295
- 2014 HB295
- 2014 HC295
- 2014 HD295
- 2014 HE295
- 2014 HF295
- 2014 HG295
- 2014 HH295
- 2014 HJ295
- 2014 HK295
- 2014 HL295
- 2014 HM295
- 2014 HN295
- 2014 HO295
- 2014 HP295
- 2014 HQ295
- 2014 HR295
- 2014 HS295
- 2014 HT295
- 2014 HU295
- 2014 HV295
- 2014 HW295
- 2014 HX295
- 2014 HZ295
- 2014 HA296
- 2014 HB296
- 2014 HC296
- 2014 HE296
- 2014 HH296
- 2014 HK296
- 2014 HL296
- 2014 HM296
- 2014 HN296
- 2014 HO296
- 2014 HQ296
- 2014 HR296
- 2014 HS296
- 2014 HT296
- 2014 HW296
- 2014 HX296
- 2014 HY296
- 2014 HZ296
- 2014 HA297
- 2014 HB297
- 2014 HC297
- 2014 HD297
- 2014 HE297
- 2014 HF297
- 2014 HG297
- 2014 HH297
- 2014 HJ297
- 2014 HL297
- 2014 HO297
- 2014 HP297
- 2014 HQ297
- 2014 HR297
- 2014 HS297
- 2014 HT297
- 2014 HV297
- 2014 HW297
- 2014 HY297
- 2014 HZ297
- 2014 HA298
- 2014 HB298
- 2014 HC298
- 2014 HD298
- 2014 HE298
- 2014 HG298
- 2014 HH298
- 2014 HJ298
- 2014 HK298
- 2014 HL298
- 2014 HM298
- 2014 HN298
- 2014 HO298
- 2014 HP298
- 2014 HQ298
- 2014 HR298
- 2014 HS298
- 2014 HT298
- 2014 HU298
- 2014 HV298
- 2014 HW298
- 2014 HX298
- 2014 HY298
- 2014 HZ298
- 2014 HA299
- 2014 HB299
- 2014 HC299
- 2014 HD299
- 2014 HE299
- 2014 HF299
- 2014 HG299
- 2014 HH299
- 2014 HJ299
- 2014 HK299
- 2014 HL299
- 2014 HM299
- 2014 HN299
- 2014 HO299
- 2014 HP299
- 2014 HQ299
- 2014 HR299
- 2014 HT299
- 2014 HU299
- 2014 HV299
- 2014 HW299
- 2014 HX299
- 2014 HY299
- 2014 HZ299
- 2014 HA300
- 2014 HB300
- 2014 HC300
- 2014 HD300
- 2014 HE300
- 2014 HF300
- 2014 HG300
- 2014 HH300
- 2014 HJ300
- 2014 HK300
- 2014 HL300
- 2014 HM300
- 2014 HN300
- 2014 HP300
- 2014 HQ300
- 2014 HR300
- 2014 HS300
- 2014 HT300
- 2014 HU300
- 2014 HV300
- 2014 HW300
- 2014 HX300
- 2014 HY300
- 2014 HZ300
- 2014 HA301
- 2014 HB301
- 2014 HC301
- 2014 HD301
- 2014 HE301
- 2014 HF301
- 2014 HJ301
- 2014 HK301
- 2014 HL301
- 2014 HM301
- 2014 HN301
- 2014 HO301
- 2014 HP301
- 2014 HR301
- 2014 HS301
- 2014 HT301
- 2014 HU301
- 2014 HW301
- 2014 HX301
- 2014 HY301
- 2014 HZ301
- 2014 HA302
- 2014 HB302
- 2014 HC302
- 2014 HD302
- 2014 HF302
- 2014 HG302
- 2014 HH302
- 2014 HJ302
- 2014 HL302
- 2014 HM302
- 2014 HN302
- 2014 HO302
- 2014 HP302
- 2014 HQ302
- 2014 HS302
- 2014 HT302
- 2014 HU302
- 2014 HW302
- 2014 HX302
- 2014 HY302
- 2014 HA303
- 2014 HB303
- 2014 HC303
- 2014 HD303
- 2014 HE303
- 2014 HG303
- 2014 HH303
- 2014 HJ303
- 2014 HK303
- 2014 HL303
- 2014 HM303
- 2014 HO303
- 2014 HP303
- 2014 HQ303
- 2014 HS303
- 2014 HV303
- 2014 HX303
- 2014 HY303
- 2014 HZ303
- 2014 HA304
- 2014 HB304
- 2014 HC304
- 2014 HD304
- 2014 HE304
- 2014 HF304
- 2014 HG304
- 2014 HH304
- 2014 HJ304
- 2014 HL304
- 2014 HM304
- 2014 HN304
- 2014 HO304
- 2014 HR304
- 2014 HS304
- 2014 HT304
- 2014 HU304
- 2014 HV304
- 2014 HW304
- 2014 HY304
- 2014 HZ304
- 2014 HA305
- 2014 HB305
- 2014 HD305
- 2014 HF305
- 2014 HG305
- 2014 HH305
- 2014 HJ305
- 2014 HK305
- 2014 HL305
- 2014 HN305
- 2014 HO305
- 2014 HP305
- 2014 HQ305
- 2014 HR305
- 2014 HT305
- 2014 HU305
- 2014 HW305
- 2014 HX305
- 2014 HY305
- 2014 HZ305
- 2014 HA306
- 2014 HB306
- 2014 HC306
- 2014 HD306
- 2014 HE306
- 2014 HF306
- 2014 HG306
- 2014 HJ306
- 2014 HK306
- 2014 HL306
- 2014 HM306
- 2014 HN306
- 2014 HO306
- 2014 HP306
- 2014 HQ306
- 2014 HR306
- 2014 HS306
- 2014 HT306
- 2014 HU306
- 2014 HV306
- 2014 HW306
- 2014 HX306
- 2014 HY306
- 2014 HZ306
- 2014 HA307
- 2014 HB307
- 2014 HC307
- 2014 HD307
- 2014 HE307
- 2014 HF307
- 2014 HG307
- 2014 HH307
- 2014 HJ307
- 2014 HK307
- 2014 HL307
- 2014 HM307
- 2014 HO307
- 2014 HP307
- 2014 HQ307
- 2014 HS307
- 2014 HT307
- 2014 HV307
- 2014 HW307
- 2014 HX307
- 2014 HZ307
- 2014 HA308
- 2014 HB308
- 2014 HC308
- 2014 HF308
- 2014 HG308
- 2014 HH308
- 2014 HL308
- 2014 HM308
- 2014 HN308
- 2014 HO308
- 2014 HP308
- 2014 HQ308
- 2014 HR308
- 2014 HS308
- 2014 HT308
- 2014 HU308
- 2014 HV308
- 2014 HW308
- 2014 HX308
- 2014 HY308
- 2014 HZ308
- 2014 HB309
- 2014 HC309
- 2014 HD309
- 2014 HE309
- 2014 HF309
- 2014 HG309
- 2014 HH309
- 2014 HJ309
- 2014 HK309
- 2014 HL309
- 2014 HM309
- 2014 HN309
- 2014 HO309
- 2014 HP309
- 2014 HQ309
- 2014 HR309
- 2014 HT309
- 2014 HU309
- 2014 HV309
- 2014 HW309
- 2014 HX309
- 2014 HA310
- 2014 HB310
- 2014 HD310
- 2014 HE310
- 2014 HF310
- 2014 HG310
- 2014 HH310
- 2014 HJ310
- 2014 HK310
- 2014 HL310
- 2014 HM310
- 2014 HN310
- 2014 HO310
- 2014 HP310
- 2014 HQ310
- 2014 HR310
- 2014 HS310
- 2014 HT310
- 2014 HU310
- 2014 HV310
- 2014 HW310
- 2014 HX310
- 2014 HY310
- 2014 HZ310
- 2014 HA311
- 2014 HB311
- 2014 HC311
- 2014 HE311
- 2014 HF311
- 2014 HG311
- 2014 HH311
- 2014 HJ311
- 2014 HK311
- 2014 HL311
- 2014 HM311
- 2014 HN311
- 2014 HO311
- 2014 HP311
- 2014 HQ311
- 2014 HR311
- 2014 HS311
- 2014 HT311
- 2014 HU311
- 2014 HV311
- 2014 HW311
- 2014 HX311
- 2014 HZ311
- 2014 HA312
- 2014 HC312
- 2014 HD312
- 2014 HE312
- 2014 HF312
- 2014 HG312
- 2014 HH312
- 2014 HJ312
- 2014 HK312
- 2014 HM312
- 2014 HN312
- 2014 HO312
- 2014 HP312
- 2014 HQ312
- 2014 HR312
- 2014 HS312
- 2014 HT312
- 2014 HU312
- 2014 HV312
- 2014 HW312
- 2014 HX312
- 2014 HY312
- 2014 HZ312
- 2014 HA313
- 2014 HB313
- 2014 HC313
- 2014 HD313
- 2014 HE313
- 2014 HF313
- 2014 HG313
- 2014 HH313
- 2014 HJ313
- 2014 HK313
- 2014 HL313
- 2014 HM313
- 2014 HN313
- 2014 HO313
- 2014 HP313
- 2014 HQ313
- 2014 HR313
- 2014 HS313
- 2014 HT313
- 2014 HU313
- 2014 HV313
- 2014 HW313
- 2014 HX313
- 2014 HY313
- 2014 HZ313
- 2014 HA314
- 2014 HC314
- 2014 HD314
- 2014 HE314
- 2014 HF314
- 2014 HG314
- 2014 HH314
- 2014 HJ314
- 2014 HK314
- 2014 HL314
- 2014 HM314
- 2014 HN314
- 2014 HO314
- 2014 HQ314
- 2014 HR314
- 2014 HS314
- 2014 HT314
- 2014 HU314
- 2014 HW314
- 2014 HX314
- 2014 HY314
- 2014 HZ314
- 2014 HA315
- 2014 HB315
- 2014 HC315
- 2014 HD315
- 2014 HE315
- 2014 HG315
- 2014 HH315
- 2014 HJ315
- 2014 HK315
- 2014 HL315
- 2014 HM315
- 2014 HN315
- 2014 HO315
- 2014 HP315
- 2014 HQ315
- 2014 HR315
- 2014 HS315
- 2014 HT315
- 2014 HU315
- 2014 HW315
- 2014 HX315
- 2014 HY315
- 2014 HZ315
- 2014 HA316
- 2014 HB316
- 2014 HC316
- 2014 HD316
- 2014 HE316
- 2014 HG316
- 2014 HH316
- 2014 HJ316
- 2014 HK316
- 2014 HL316
- 2014 HM316
- 2014 HN316
- 2014 HO316
- 2014 HP316
- 2014 HQ316
- 2014 HR316
- 2014 HS316
- 2014 HT316
- 2014 HU316
- 2014 HV316
- 2014 HW316
- 2014 HX316
- 2014 HY316
- 2014 HZ316
- 2014 HA317
- 2014 HB317
- 2014 HC317
- 2014 HD317
- 2014 HE317
- 2014 HF317
- 2014 HG317
- 2014 HH317
- 2014 HK317
- 2014 HL317
- 2014 HM317
- 2014 HN317
- 2014 HO317
- 2014 HP317
- 2014 HQ317
- 2014 HR317
- 2014 HS317
- 2014 HT317
- 2014 HU317
- 2014 HV317
- 2014 HW317
- 2014 HX317
- 2014 HY317
- 2014 HZ317
- 2014 HA318
- 2014 HB318
- 2014 HC318
- 2014 HD318
- 2014 HE318
- 2014 HF318
- 2014 HG318
- 2014 HH318
- 2014 HJ318
- 2014 HK318
- 2014 HL318
- 2014 HM318
- 2014 HN318
- 2014 HO318
- 2014 HP318
- 2014 HQ318
- 2014 HR318
- 2014 HS318
- 2014 HT318
- 2014 HU318
- 2014 HV318
- 2014 HW318
- 2014 HX318
- 2014 HY318
- 2014 HZ318
- 2014 HA319
- 2014 HB319
- 2014 HC319
- 2014 HD319
- 2014 HE319
- 2014 HF319
- 2014 HG319
- 2014 HJ319
- 2014 HK319
- 2014 HM319
- 2014 HO319
- 2014 HP319
- 2014 HQ319
- 2014 HR319
- 2014 HS319
- 2014 HT319
- 2014 HV319
- 2014 HX319
- 2014 HY319
- 2014 HZ319
- 2014 HA320
- 2014 HB320
- 2014 HC320
- 2014 HD320
- 2014 HE320
- 2014 HF320
- 2014 HG320
- 2014 HH320
- 2014 HK320
- 2014 HL320
- 2014 HM320
- 2014 HN320
- 2014 HO320
- 2014 HP320
- 2014 HQ320
- 2014 HR320
- 2014 HS320
- 2014 HT320
- 2014 HU320
- 2014 HV320
- 2014 HW320
- 2014 HX320
- 2014 HY320
- 2014 HZ320
- 2014 HA321
- 2014 HB321
- 2014 HC321
- 2014 HD321
- 2014 HE321
- 2014 HF321
- 2014 HG321
- 2014 HH321
- 2014 HJ321
- 2014 HK321
- 2014 HL321
- 2014 HM321
- 2014 HN321
- 2014 HO321
- 2014 HP321
- 2014 HQ321
- 2014 HR321
- 2014 HS321
- 2014 HT321
- 2014 HU321
- 2014 HV321
- 2014 HW321
- 2014 HX321
- 2014 HY321
- 2014 HZ321
- 2014 HA322
- 2014 HB322
- 2014 HC322
- 2014 HD322
- 2014 HE322
- 2014 HF322
- 2014 HG322
- 2014 HH322
- 2014 HJ322
- 2014 HK322
- 2014 HL322
- 2014 HM322
- 2014 HN322
- 2014 HO322
- 2014 HP322
- 2014 HQ322
- 2014 HR322
- 2014 HS322
- 2014 HT322
- 2014 HU322
- 2014 HV322
- 2014 HW322
- 2014 HX322
- 2014 HY322
- 2014 HZ322
- 2014 HA323
- 2014 HB323
- 2014 HC323
- 2014 HD323
- 2014 HE323
- 2014 HF323
- 2014 HG323
- 2014 HH323
- 2014 HJ323
- 2014 HK323
- 2014 HL323
- 2014 HM323
- 2014 HN323
- 2014 HO323
- 2014 HP323
- 2014 HQ323
- 2014 HR323
- 2014 HS323
- 2014 HT323
- 2014 HU323
- 2014 HV323
- 2014 HW323
- 2014 HX323
- 2014 HY323
- 2014 HZ323
- 2014 HA324
- 2014 HB324
- 2014 HC324
- 2014 HD324
- 2014 HF324
- 2014 HG324
- 2014 HH324
- 2014 HJ324
- 2014 HK324
- 2014 HL324
- 2014 HM324
- 2014 HN324
- 2014 HO324
- 2014 HP324
- 2014 HQ324
- 2014 HR324
- 2014 HS324
- 2014 HT324
- 2014 HU324
- 2014 HV324
- 2014 HW324
- 2014 HX324
- 2014 HY324
- 2014 HZ324
- 2014 HA325
- 2014 HB325
- 2014 HC325
- 2014 HD325
- 2014 HE325
- 2014 HF325
- 2014 HG325
- 2014 HH325
- 2014 HJ325
- 2014 HK325
- 2014 HL325
- 2014 HM325
- 2014 HN325
- 2014 HO325
- 2014 HP325
- 2014 HQ325
- 2014 HR325
- 2014 HS325
- 2014 HT325
- 2014 HU325
- 2014 HV325
- 2014 HW325
- 2014 HX325
- 2014 HY325
- 2014 HZ325
- 2014 HA326
- 2014 HC326
- 2014 HD326
- 2014 HE326
- 2014 HF326
- 2014 HG326
- 2014 HH326
- 2014 HJ326
- 2014 HK326
- 2014 HM326
- 2014 HN326
- 2014 HO326
- 2014 HP326
- 2014 HQ326
- 2014 HR326
- 2014 HS326
- 2014 HT326
- 2014 HU326
- 2014 HV326
- 2014 HW326
- 2014 HX326
- 2014 HY326
- 2014 HZ326
- 2014 HA327
- 2014 HB327
- 2014 HC327
- 2014 HD327
- 2014 HE327
- 2014 HF327
- 2014 HG327
- 2014 HH327
- 2014 HJ327
- 2014 HK327
- 2014 HL327
- 2014 HM327
- 2014 HN327
- 2014 HO327
- 2014 HP327
- 2014 HQ327
- 2014 HS327
- 2014 HT327
- 2014 HV327
- 2014 HW327
- 2014 HX327
- 2014 HY327
- 2014 HZ327
- 2014 HA328
- 2014 HB328
- 2014 HC328
- 2014 HD328
- 2014 HF328
- 2014 HG328
- 2014 HH328
- 2014 HK328
- 2014 HL328
- 2014 HM328
- 2014 HN328
- 2014 HO328
- 2014 HP328
- 2014 HQ328
- 2014 HR328
- 2014 HS328
- 2014 HT328
- 2014 HU328
- 2014 HV328
- 2014 HW328
- 2014 HX328
- 2014 HY328
- 2014 HZ328
- 2014 HA329
- 2014 HB329
- 2014 HC329
- 2014 HD329
- 2014 HE329
- 2014 HF329
- 2014 HG329
- 2014 HH329
- 2014 HJ329
- 2014 HK329
- 2014 HL329
- 2014 HM329
- 2014 HN329
- 2014 HO329
- 2014 HP329
- 2014 HQ329
- 2014 HR329
- 2014 HS329
- 2014 HT329
- 2014 HV329
- 2014 HW329
- 2014 HX329
- 2014 HY329
- 2014 HZ329
- 2014 HA330
- 2014 HB330
- 2014 HC330
- 2014 HD330
- 2014 HE330
- 2014 HF330
- 2014 HG330
- 2014 HH330
- 2014 HL330
- 2014 HM330
- 2014 HN330
- 2014 HO330
- 2014 HP330
- 2014 HQ330
- 2014 HR330
- 2014 HS330
- 2014 HT330
- 2014 HU330
- 2014 HV330
- 2014 HW330
- 2014 HX330
- 2014 HY330
- 2014 HZ330
- 2014 HA331
- 2014 HB331
- 2014 HC331
- 2014 HD331
- 2014 HE331
- 2014 HF331
- 2014 HG331
- 2014 HH331
- 2014 HJ331
- 2014 HK331
- 2014 HL331
- 2014 HN331
- 2014 HO331
- 2014 HP331
- 2014 HQ331
- 2014 HR331
- 2014 HS331
- 2014 HT331
- 2014 HU331
- 2014 HV331
- 2014 HW331
- 2014 HX331
- 2014 HY331
- 2014 HZ331
- 2014 HA332
- 2014 HB332
- 2014 HC332
- 2014 HD332
- 2014 HE332
- 2014 HF332
- 2014 HG332
- 2014 HH332
- 2014 HJ332
- 2014 HK332
- 2014 HL332
- 2014 HM332
- 2014 HN332
- 2014 HO332
- 2014 HQ332
- 2014 HR332
- 2014 HS332
- 2014 HT332
- 2014 HU332
- 2014 HV332
- 2014 HW332
- 2014 HX332
- 2014 HZ332
- 2014 HA333
- 2014 HB333
- 2014 HC333
- 2014 HD333
- 2014 HE333
- 2014 HF333
- 2014 HG333
- 2014 HH333
- 2014 HJ333
- 2014 HK333
- 2014 HL333
- 2014 HM333
- 2014 HN333
- 2014 HO333
- 2014 HP333
- 2014 HQ333
- 2014 HR333
- 2014 HS333
- 2014 HT333
- 2014 HU333
- 2014 HV333
- 2014 HW333
- 2014 HX333
- 2014 HY333
- 2014 HZ333
- 2014 HA334
- 2014 HB334
- 2014 HC334
- 2014 HD334
- 2014 HE334
- 2014 HF334
- 2014 HG334
- 2014 HH334
- 2014 HJ334
- 2014 HK334
- 2014 HL334
- 2014 HM334
- 2014 HN334
- 2014 HO334
- 2014 HP334
- 2014 HQ334
- 2014 HR334
- 2014 HS334
- 2014 HT334
- 2014 HU334
- 2014 HV334
- 2014 HW334
- 2014 HX334
- 2014 HY334
- 2014 HZ334
- 2014 HA335
- 2014 HB335
- 2014 HC335
- 2014 HD335
- 2014 HE335
- 2014 HF335
- 2014 HG335
- 2014 HH335
- 2014 HJ335
- 2014 HK335
- 2014 HL335
- 2014 HM335
- 2014 HN335
- 2014 HO335
- 2014 HP335
- 2014 HQ335
- 2014 HR335
- 2014 HS335
- 2014 HT335
- 2014 HU335
- 2014 HV335
- 2014 HW335
- 2014 HX335
- 2014 HY335
- 2014 HZ335
- 2014 HA336
- 2014 HB336
- 2014 HC336
- 2014 HD336
- 2014 HE336
- 2014 HF336
- 2014 HG336
- 2014 HH336
- 2014 HJ336
- 2014 HK336
- 2014 HL336
- 2014 HM336
- 2014 HN336
- 2014 HO336
- 2014 HP336
- 2014 HQ336
- 2014 HR336
- 2014 HS336
- 2014 HT336
- 2014 HU336
- 2014 HV336
- 2014 HW336
- 2014 HX336
- 2014 HY336
- 2014 HZ336
- 2014 HA337
- 2014 HB337
- 2014 HC337
- 2014 HD337
- 2014 HE337
- 2014 HF337
- 2014 HG337
- 2014 HJ337
- 2014 HK337
- 2014 HL337
- 2014 HM337
- 2014 HN337
- 2014 HO337
- 2014 HP337
- 2014 HQ337
- 2014 HR337
- 2014 HS337
- 2014 HT337
- 2014 HU337
- 2014 HV337
- 2014 HW337
- 2014 HX337
- 2014 HZ337
- 2014 HA338
- 2014 HC338
- 2014 HD338
- 2014 HE338
- 2014 HF338
- 2014 HG338
- 2014 HH338
- 2014 HJ338
- 2014 HK338
- 2014 HM338
- 2014 HN338
- 2014 HO338
- 2014 HP338
- 2014 HQ338
- 2014 HR338
- 2014 HS338
- 2014 HT338
- 2014 HU338
- 2014 HV338
- 2014 HW338
- 2014 HX338
- 2014 HY338
- 2014 HZ338
- 2014 HA339
- 2014 HB339
- 2014 HC339
- 2014 HD339
- 2014 HE339
- 2014 HF339
- 2014 HG339
- 2014 HH339
- 2014 HJ339
- 2014 HK339
- 2014 HL339
- 2014 HM339
- 2014 HN339
- 2014 HO339
- 2014 HP339
- 2014 HQ339
- 2014 HR339
- 2014 HT339
- 2014 HU339
- 2014 HV339
- 2014 HW339
- 2014 HX339
- 2014 HY339
- 2014 HZ339
- 2014 HA340
- 2014 HD340
- 2014 HE340
- 2014 HF340
- 2014 HG340
- 2014 HH340
- 2014 HJ340
- 2014 HK340
- 2014 HL340
- 2014 HM340
- 2014 HN340
- 2014 HO340
- 2014 HP340
- 2014 HR340
- 2014 HS340
- 2014 HT340
- 2014 HV340
- 2014 HW340
- 2014 HX340
- 2014 HY340
- 2014 HZ340
- 2014 HA341
- 2014 HB341
- 2014 HC341
- 2014 HD341
- 2014 HE341
- 2014 HF341
- 2014 HG341
- 2014 HH341
- 2014 HJ341
- 2014 HK341
- 2014 HL341
- 2014 HM341
- 2014 HN341
- 2014 HO341
- 2014 HP341
- 2014 HQ341
- 2014 HR341
- 2014 HS341
- 2014 HT341
- 2014 HU341
- 2014 HV341
- 2014 HW341
- 2014 HX341
- 2014 HY341
- 2014 HZ341
- 2014 HA342
- 2014 HB342
- 2014 HC342
- 2014 HD342
- 2014 HE342
- 2014 HF342
- 2014 HG342
- 2014 HH342
- 2014 HJ342
- 2014 HK342
- 2014 HL342
- 2014 HM342
- 2014 HN342
- 2014 HO342
- 2014 HP342
- 2014 HQ342
- 2014 HR342
- 2014 HS342
- 2014 HT342
- 2014 HU342
- 2014 HV342
- 2014 HW342
- 2014 HX342
- 2014 HY342
- 2014 HZ342
- 2014 HA343
- 2014 HB343
- 2014 HC343
- 2014 HD343
- 2014 HE343
- 2014 HF343
- 2014 HG343
- 2014 HH343
- 2014 HJ343
- 2014 HK343
- 2014 HL343
- 2014 HM343
- 2014 HN343
- 2014 HO343
- 2014 HP343
- 2014 HQ343
- 2014 HR343
- 2014 HS343
- 2014 HT343
- 2014 HU343
- 2014 HV343
- 2014 HW343
- 2014 HX343
- 2014 HY343
- 2014 HZ343
- 2014 HA344
- 2014 HB344
- 2014 HC344
- 2014 HD344
- 2014 HE344
- 2014 HF344
- 2014 HG344
- 2014 HH344
- 2014 HJ344
- 2014 HK344
- 2014 HL344
- 2014 HM344
- 2014 HN344
- 2014 HO344
- 2014 HP344
- 2014 HQ344
- 2014 HR344
- 2014 HS344
- 2014 HT344
- 2014 HU344
- 2014 HV344
- 2014 HW344
- 2014 HX344
- 2014 HY344
- 2014 HZ344
- 2014 HA345
- 2014 HB345
- 2014 HC345
- 2014 HE345
- 2014 HF345
- 2014 HG345
- 2014 HH345
- 2014 HJ345
- 2014 HK345
- 2014 HL345
- 2014 HM345
- 2014 HN345
- 2014 HO345
- 2014 HP345
- 2014 HQ345
- 2014 HR345
- 2014 HS345
- 2014 HT345
- 2014 HU345
- 2014 HV345
- 2014 HW345
- 2014 HX345
- 2014 HY345
- 2014 HZ345
- 2014 HA346
- 2014 HB346
- 2014 HC346
- 2014 HD346
- 2014 HE346
- 2014 HF346
- 2014 HG346
- 2014 HH346
- 2014 HJ346
- 2014 HK346
- 2014 HL346
- 2014 HM346
- 2014 HN346
- 2014 HO346
- 2014 HP346
- 2014 HQ346
- 2014 HR346
- 2014 HS346
- 2014 HT346
- 2014 HU346
- 2014 HV346
- 2014 HW346
- 2014 HX346
- 2014 HY346
- 2014 HZ346
- 2014 HA347
- 2014 HB347
- 2014 HC347
- 2014 HD347
- 2014 HE347
- 2014 HF347
- 2014 HG347
- 2014 HH347
- 2014 HJ347
- 2014 HK347
- 2014 HL347
- 2014 HM347
- 2014 HN347
- 2014 HO347
- 2014 HP347
- 2014 HQ347
- 2014 HR347
- 2014 HS347
- 2014 HT347
- 2014 HU347
- 2014 HV347
- 2014 HW347
- 2014 HX347
- 2014 HY347
- 2014 HA348
- 2014 HB348
- 2014 HC348
- 2014 HD348
- 2014 HE348
- 2014 HF348
- 2014 HG348
- 2014 HH348
- 2014 HJ348
- 2014 HK348
- 2014 HL348
- 2014 HM348
- 2014 HN348
- 2014 HO348
- 2014 HP348
- 2014 HQ348
- 2014 HR348
- 2014 HS348
- 2014 HT348
- 2014 HV348
- 2014 HW348
- 2014 HX348
- 2014 HY348
- 2014 HZ348
- 2014 HA349
- 2014 HB349
- 2014 HC349
- 2014 HD349
- 2014 HE349
- 2014 HF349
- 2014 HG349
- 2014 HH349
- 2014 HJ349
- 2014 HK349
- 2014 HL349
- 2014 HM349
- 2014 HN349
- 2014 HO349
- 2014 HP349
- 2014 HQ349
- 2014 HR349
- 2014 HS349
- 2014 HT349
- 2014 HU349
- 2014 HV349
- 2014 HW349
- 2014 HX349
- 2014 HY349
- 2014 HZ349
- 2014 HA350
- 2014 HB350
- 2014 HC350
- 2014 HD350
- 2014 HF350
- 2014 HG350
- 2014 HH350
- 2014 HJ350
- 2014 HK350
- 2014 HL350
- 2014 HM350
- 2014 HO350
- 2014 HP350
- 2014 HQ350
- 2014 HR350
- 2014 HS350
- 2014 HT350
- 2014 HU350
- 2014 HV350
- 2014 HW350
- 2014 HX350
- 2014 HY350
- 2014 HZ350
- 2014 HA351
- 2014 HB351
- 2014 HC351
- 2014 HD351
- 2014 HE351
- 2014 HF351
- 2014 HG351
- 2014 HH351
- 2014 HJ351
- 2014 HK351
- 2014 HL351
- 2014 HM351
- 2014 HN351
- 2014 HO351
- 2014 HP351
- 2014 HQ351
- 2014 HR351
- 2014 HS351
- 2014 HT351
- 2014 HU351
- 2014 HV351
- 2014 HW351
- 2014 HX351
- 2014 HY351
- 2014 HZ351
- 2014 HA352
- 2014 HB352
- 2014 HC352
- 2014 HD352
- 2014 HE352
- 2014 HF352
- 2014 HG352
- 2014 HH352
- 2014 HJ352
- 2014 HK352
- 2014 HL352
- 2014 HM352
- 2014 HN352
- 2014 HO352
- 2014 HP352
- 2014 HQ352
- 2014 HR352
- 2014 HS352
- 2014 HT352
- 2014 HU352
- 2014 HV352
- 2014 HW352
- 2014 HX352
- 2014 HY352
- 2014 HZ352
- 2014 HA353
- 2014 HB353
- 2014 HC353
- 2014 HD353
- 2014 HE353
- 2014 HF353
- 2014 HG353
- 2014 HH353
- 2014 HJ353
- 2014 HK353
- 2014 HL353
- 2014 HM353
- 2014 HN353
- 2014 HO353
- 2014 HP353
- 2014 HQ353
- 2014 HR353
- 2014 HS353
- 2014 HT353
- 2014 HU353
- 2014 HV353
- 2014 HW353
- 2014 HX353
- 2014 HY353
- 2014 HZ353
- 2014 HA354
- 2014 HB354
- 2014 HC354
- 2014 HD354
- 2014 HE354
- 2014 HF354
- 2014 HH354
- 2014 HJ354
- 2014 HK354
- 2014 HL354
- 2014 HM354
- 2014 HN354
- 2014 HO354
- 2014 HP354
- 2014 HQ354
- 2014 HR354
- 2014 HS354
- 2014 HT354
- 2014 HU354
- 2014 HV354
- 2014 HW354
- 2014 HX354
- 2014 HY354
- 2014 HZ354
- 2014 HA355
- 2014 HB355
- 2014 HC355
- 2014 HD355
- 2014 HE355
- 2014 HF355
- 2014 HG355
- 2014 HH355
- 2014 HJ355
- 2014 HK355
- 2014 HL355
- 2014 HM355
- 2014 HN355
- 2014 HO355
- 2014 HP355
- 2014 HQ355
- 2014 HR355
- 2014 HT355
- 2014 HU355
- 2014 HV355
- 2014 HW355
- 2014 HX355
- 2014 HY355
- 2014 HZ355
- 2014 HA356
- 2014 HB356
- 2014 HD356
- 2014 HE356
- 2014 HF356
- 2014 HH356
- 2014 HJ356
- 2014 HK356
- 2014 HL356
- 2014 HM356
- 2014 HN356
- 2014 HO356
- 2014 HP356
- 2014 HQ356
- 2014 HR356
- 2014 HS356
- 2014 HT356
- 2014 HU356
- 2014 HV356
- 2014 HW356
- 2014 HX356
- 2014 HY356
- 2014 HZ356
- 2014 HA357
- 2014 HB357
- 2014 HC357
- 2014 HD357
- 2014 HF357
- 2014 HG357
- 2014 HH357
- 2014 HJ357
- 2014 HK357
- 2014 HL357
- 2014 HM357
- 2014 HN357
- 2014 HO357
- 2014 HP357
- 2014 HQ357
- 2014 HR357
- 2014 HS357
- 2014 HT357
- 2014 HU357
- 2014 HV357
- 2014 HX357
- 2014 HY357
- 2014 HZ357
- 2014 HA358
- 2014 HB358
- 2014 HC358
- 2014 HD358
- 2014 HE358
- 2014 HF358
- 2014 HG358
- 2014 HH358
- 2014 HJ358
- 2014 HK358
- 2014 HL358
- 2014 HM358
- 2014 HO358
- 2014 HP358
- 2014 HQ358
- 2014 HR358
- 2014 HS358
- 2014 HT358
- 2014 HU358
- 2014 HV358
- 2014 HW358
- 2014 HX358
- 2014 HY358
- 2014 HZ358
- 2014 HA359
- 2014 HB359
- 2014 HC359
- 2014 HD359
- 2014 HE359
- 2014 HF359
- 2014 HG359
- 2014 HH359
- 2014 HJ359
- 2014 HK359
- 2014 HL359
- 2014 HM359
- 2014 HN359
- 2014 HO359
- 2014 HP359
- 2014 HQ359
- 2014 HR359
- 2014 HS359
- 2014 HT359
- 2014 HU359
- 2014 HV359
- 2014 HW359
- 2014 HX359
- 2014 HY359
- 2014 HZ359
- 2014 HA360
- 2014 HB360
- 2014 HC360
- 2014 HD360
- 2014 HE360
- 2014 HF360
- 2014 HG360
- 2014 HH360
- 2014 HJ360
- 2014 HK360
- 2014 HL360
- 2014 HM360
- 2014 HN360
- 2014 HO360
- 2014 HP360
- 2014 HQ360
- 2014 HR360
- 2014 HS360
- 2014 HT360
- 2014 HU360
- 2014 HV360
- 2014 HW360
- 2014 HX360
- 2014 HY360
- 2014 HZ360
- 2014 HA361
- 2014 HB361
- 2014 HC361
- 2014 HD361
- 2014 HE361
- 2014 HF361
- 2014 HG361
- 2014 HH361
- 2014 HJ361
- 2014 HK361
- 2014 HL361
- 2014 HM361
- 2014 HN361
- 2014 HO361
- 2014 HP361
- 2014 HQ361
- 2014 HR361
- 2014 HS361
- 2014 HT361
- 2014 HU361
- 2014 HV361
- 2014 HW361
- 2014 HZ361
- 2014 HA362
- 2014 HB362
- 2014 HC362
- 2014 HD362
- 2014 HE362
- 2014 HF362
- 2014 HG362
- 2014 HH362
- 2014 HJ362
- 2014 HK362
- 2014 HL362
- 2014 HM362
- 2014 HN362
- 2014 HO362
- 2014 HP362
- 2014 HQ362
- 2014 HR362
- 2014 HS362
- 2014 HT362
- 2014 HU362
- 2014 HV362
- 2014 HW362
- 2014 HX362
- 2014 HY362
- 2014 HZ362
- 2014 HA363
- 2014 HB363
- 2014 HC363
- 2014 HD363
- 2014 HE363
- 2014 HF363
- 2014 HG363
- 2014 HH363
- 2014 HJ363
- 2014 HK363
- 2014 HL363
- 2014 HM363
- 2014 HN363
- 2014 HO363
- 2014 HP363
- 2014 HQ363
- 2014 HR363
- 2014 HS363
- 2014 HT363
- 2014 HU363
- 2014 HV363
- 2014 HW363
- 2014 HX363
- 2014 HY363
- 2014 HZ363
- 2014 HA364
- 2014 HB364
- 2014 HC364
- 2014 HD364
- 2014 HE364
- 2014 HF364
- 2014 HG364
- 2014 HH364
- 2014 HJ364
- 2014 HK364
- 2014 HL364
- 2014 HM364
- 2014 HN364
- 2014 HO364
- 2014 HP364
- 2014 HQ364
- 2014 HR364
- 2014 HS364
- 2014 HT364
- 2014 HU364
- 2014 HV364
- 2014 HW364
- 2014 HX364
- 2014 HY364
- 2014 HZ364
- 2014 HA365
- 2014 HB365
- 2014 HC365
- 2014 HD365
- 2014 HE365
- 2014 HF365
- 2014 HG365
- 2014 HH365
- 2014 HJ365
- 2014 HK365
- 2014 HL365
- 2014 HM365
- 2014 HN365
- 2014 HO365
- 2014 HP365
- 2014 HQ365
- 2014 HR365
- 2014 HS365
- 2014 HT365
- 2014 HU365
- 2014 HV365
- 2014 HX365
- 2014 HY365
- 2014 HZ365
- 2014 HB366
- 2014 HC366
- 2014 HD366
- 2014 HE366
- 2014 HF366
- 2014 HG366
- 2014 HJ366
- 2014 HK366
- 2014 HL366
- 2014 HM366
- 2014 HN366
- 2014 HO366
- 2014 HP366
- 2014 HQ366
- 2014 HR366
- 2014 HS366
- 2014 HT366
- 2014 HU366
- 2014 HV366
- 2014 HW366
- 2014 HX366
- 2014 HY366
- 2014 HZ366
- 2014 HA367
- 2014 HB367
- 2014 HC367
- 2014 HD367
- 2014 HE367
- 2014 HF367
- 2014 HG367
- 2014 HH367
- 2014 HJ367
- 2014 HK367
- 2014 HL367
- 2014 HM367
- 2014 HN367
- 2014 HO367
- 2014 HP367
- 2014 HQ367
- 2014 HR367
- 2014 HS367
- 2014 HT367
- 2014 HU367
- 2014 HV367
- 2014 HW367
- 2014 HX367
- 2014 HY367
- 2014 HZ367
- 2014 HA368
- 2014 HB368
- 2014 HC368
- 2014 HD368
- 2014 HE368
- 2014 HF368
- 2014 HG368
- 2014 HH368
- 2014 HJ368
- 2014 HK368
- 2014 HL368
- 2014 HM368
- 2014 HN368
- 2014 HO368
- 2014 HP368
- 2014 HQ368
- 2014 HR368
- 2014 HS368
- 2014 HT368
- 2014 HU368
- 2014 HV368
- 2014 HW368
- 2014 HX368
- 2014 HY368
- 2014 HZ368
- 2014 HA369
- 2014 HB369
- 2014 HC369
- 2014 HD369
- 2014 HE369
- 2014 HF369
- 2014 HG369
- 2014 HH369
- 2014 HJ369
- 2014 HK369
- 2014 HL369
- 2014 HM369
- 2014 HN369
- 2014 HO369
- 2014 HP369
- 2014 HQ369
- 2014 HR369
- 2014 HS369
- 2014 HT369
- 2014 HU369
- 2014 HV369
- 2014 HW369
- 2014 HX369
- 2014 HY369
- 2014 HZ369
- 2014 HA370
- 2014 HB370
- 2014 HC370
- 2014 HD370
- 2014 HE370
- 2014 HF370
- 2014 HG370
- 2014 HH370
- 2014 HJ370
- 2014 HK370
- 2014 HL370
- 2014 HM370
- 2014 HN370
- 2014 HO370
- 2014 HP370
- 2014 HQ370
- 2014 HR370
- 2014 HS370
- 2014 HT370
- 2014 HU370
- 2014 HV370
- 2014 HW370
- 2014 HX370
- 2014 HY370
- 2014 HZ370
- 2014 HA371
- 2014 HB371
- 2014 HC371
- 2014 HD371
- 2014 HE371
- 2014 HF371
- 2014 HG371
- 2014 HH371
- 2014 HJ371
- 2014 HK371
- 2014 HL371
- 2014 HM371
- 2014 HN371
- 2014 HO371
- 2014 HP371
- 2014 HQ371
- 2014 HR371
- 2014 HS371
- 2014 HT371
- 2014 HU371
- 2014 HV371
- 2014 HW371
- 2014 HX371
- 2014 HY371
- 2014 HZ371
- 2014 HA372
- 2014 HB372
- 2014 HC372
- 2014 HD372
- 2014 HE372
- 2014 HF372
- 2014 HG372
- 2014 HH372
- 2014 HJ372
- 2014 HK372
- 2014 HL372
- 2014 HM372
- 2014 HN372
- 2014 HO372
- 2014 HP372
- 2014 HQ372
- 2014 HR372
- 2014 HS372
- 2014 HT372
- 2014 HU372
- 2014 HV372
- 2014 HW372
- 2014 HX372
- 2014 HY372
- 2014 HZ372
- 2014 HA373
- 2014 HB373
- 2014 HC373
- 2014 HD373
- 2014 HE373
- 2014 HF373
- 2014 HG373
- 2014 HH373
- 2014 HJ373
- 2014 HK373
- 2014 HL373
- 2014 HM373
- 2014 HN373
- 2014 HO373
- 2014 HP373
- 2014 HQ373
- 2014 HR373
- 2014 HS373
- 2014 HT373
- 2014 HU373
- 2014 HV373
- 2014 HW373
- 2014 HX373
- 2014 HY373
- 2014 HZ373
- 2014 HA374
- 2014 HB374
- 2014 HC374
- 2014 HD374
- 2014 HE374
- 2014 HF374
- 2014 HG374
- 2014 HH374
- 2014 HK374
- 2014 HL374
- 2014 HM374
- 2014 HN374
- 2014 HO374
- 2014 HP374
- 2014 HQ374
- 2014 HR374
- 2014 HS374
- 2014 HT374
- 2014 HU374
- 2014 HV374
- 2014 HW374
- 2014 HX374
- 2014 HY374
- 2014 HZ374
- 2014 HA375
- 2014 HB375
- 2014 HC375
- 2014 HD375
- 2014 HE375
- 2014 HF375
- 2014 HG375
- 2014 HH375
- 2014 HJ375
- 2014 HK375
- 2014 HL375
- 2014 HM375
- 2014 HN375
- 2014 HO375
- 2014 HP375
- 2014 HQ375
- 2014 HR375
- 2014 HS375
- 2014 HT375
- 2014 HU375
- 2014 HV375
- 2014 HW375
- 2014 HX375
- 2014 HY375
- 2014 HZ375
- 2014 HA376
- 2014 HB376
- 2014 HC376
- 2014 HD376
- 2014 HE376
- 2014 HF376
- 2014 HG376
- 2014 HH376
- 2014 HJ376
- 2014 HK376
- 2014 HL376
- 2014 HM376
- 2014 HN376
- 2014 HO376
- 2014 HP376
- 2014 HQ376
- 2014 HR376
- 2014 HS376
- 2014 HT376
- 2014 HU376
- 2014 HV376
- 2014 HW376
- 2014 HX376
- 2014 HY376
- 2014 HZ376
- 2014 HA377
- 2014 HB377
- 2014 HC377
- 2014 HD377
- 2014 HE377
- 2014 HF377
- 2014 HG377
- 2014 HH377
- 2014 HJ377
- 2014 HK377
- 2014 HL377
- 2014 HM377
- 2014 HN377
- 2014 HO377
- 2014 HP377
- 2014 HQ377
- 2014 HR377
- 2014 HS377
- 2014 HT377
- 2014 HU377
- 2014 HV377
- 2014 HW377
- 2014 HX377
- 2014 HY377
- 2014 HZ377
- 2014 HA378
- 2014 HB378
- 2014 HC378
- 2014 HD378
- 2014 HE378
- 2014 HF378
- 2014 HG378
- 2014 HH378
- 2014 HJ378
- 2014 HK378
- 2014 HL378
- 2014 HM378
- 2014 HN378
- 2014 HO378
- 2014 HP378
- 2014 HQ378
- 2014 HR378
- 2014 HS378
- 2014 HT378
- 2014 HU378
- 2014 HV378
- 2014 HW378
- 2014 HX378
- 2014 HZ378
- 2014 HA379
- 2014 HB379
- 2014 HC379
- 2014 HD379
- 2014 HE379
- 2014 HF379
- 2014 HG379
- 2014 HH379
- 2014 HJ379
- 2014 HK379
- 2014 HL379
- 2014 HM379
- 2014 HN379
- 2014 HO379
- 2014 HP379
- 2014 HQ379
- 2014 HR379
- 2014 HS379
- 2014 HT379
- 2014 HU379
- 2014 HV379
- 2014 HW379
- 2014 HX379
- 2014 HY379
- 2014 HZ379
- 2014 HA380
- 2014 HB380
- 2014 HC380
- 2014 HD380
- 2014 HE380
- 2014 HF380
- 2014 HG380
- 2014 HH380
- 2014 HJ380
- 2014 HL380
- 2014 HM380
- 2014 HN380
- 2014 HO380
- 2014 HP380
- 2014 HQ380
- 2014 HR380
- 2014 HS380
- 2014 HT380
- 2014 HV380
- 2014 HW380
- 2014 HX380
- 2014 HY380
- 2014 HZ380
- 2014 HA381
- 2014 HB381
- 2014 HC381
- 2014 HD381
- 2014 HF381
- 2014 HG381
- 2014 HH381
- 2014 HJ381
- 2014 HL381
- 2014 HM381
- 2014 HN381
- 2014 HO381
- 2014 HP381
- 2014 HQ381
- 2014 HR381
- 2014 HS381
- 2014 HT381
- 2014 HU381
- 2014 HW381
- 2014 HX381
- 2014 HY381
- 2014 HZ381
- 2014 HA382
- 2014 HB382
- 2014 HC382
- 2014 HE382
- 2014 HF382
- 2014 HG382
- 2014 HH382
- 2014 HJ382
- 2014 HK382
- 2014 HL382
- 2014 HM382
- 2014 HN382
- 2014 HO382
- 2014 HP382
- 2014 HQ382
- 2014 HY382
- 2014 HG383
- 2014 HA384
- 2014 HF384
- 2014 HB385
- 2014 HQ387
- 2014 HA389
- 2014 HB389
- 2014 HC389
- 2014 HD389
- 2014 HE389
- 2014 HF389
- 2014 HG389
- 2014 HH389
- 2014 HJ389
- 2014 HK389
- 2014 HL389
- 2014 HM389
- 2014 HN389
- 2014 HO389
- 2014 HP389
- 2014 HQ389
- 2014 HR389
- 2014 HS389
- 2014 HT389
- 2014 HU389
- 2014 HV389
- 2014 HW389
- 2014 HX389
- 2014 HY389
- 2014 HZ389
- 2014 HA390
- 2014 HB390
- 2014 HC390
- 2014 HD390
- 2014 HE390
- 2014 HF390
- 2014 HG390
- 2014 HH390
- 2014 HJ390
- 2014 HK390
- 2014 HL390
- 2014 HM390
- 2014 HN390
- 2014 HO390
- 2014 HP390
- 2014 HQ390
- 2014 HR390
- 2014 HS390
- 2014 HT390
- 2014 HU390
- 2014 HV390
- 2014 HW390
- 2014 HX390
- 2014 HY390
- 2014 HZ390
- 2014 HA391
- 2014 HB391
- 2014 HC391
- 2014 HD391
- 2014 HE391
- 2014 HF391
- 2014 HG391
- 2014 HH391
- 2014 HJ391
- 2014 HK391
- 2014 HL391
- 2014 HM391
- 2014 HN391
- 2014 HO391
- 2014 HP391
- 2014 HQ391
- 2014 HR391
- 2014 HS391
- 2014 HT391
- 2014 HU391
- 2014 HV391
- 2014 HW391
- 2014 HX391
- 2014 HY391
- 2014 HZ391
- 2014 HA392
- 2014 HB392
- 2014 HC392
- 2014 HD392
- 2014 HE392
- 2014 HF392
- 2014 HG392
- 2014 HH392
- 2014 HJ392
- 2014 HK392
- 2014 HL392
- 2014 HM392
- 2014 HN392
- 2014 HO392
- 2014 HP392
- 2014 HQ392
- 2014 HR392
- 2014 HS392
- 2014 HT392
- 2014 HU392
- 2014 HV392
- 2014 HW392
- 2014 HX392
- 2014 HY392
- 2014 HZ392
- 2014 HA393
- 2014 HB393
- 2014 HC393
- 2014 HD393
- 2014 HE393
- 2014 HF393
- 2014 HG393
- 2014 HH393
- 2014 HJ393
- 2014 HK393
- 2014 HL393
- 2014 HM393
- 2014 HN393
- 2014 HO393
- 2014 HP393
- 2014 HQ393
- 2014 HR393
- 2014 HS393
- 2014 HT393
- 2014 HU393
- 2014 HV393
- 2014 HW393
- 2014 HX393
- 2014 HY393
- 2014 HZ393
- 2014 HA394
- 2014 HB394
- 2014 HC394
- 2014 HD394
- 2014 HE394
- 2014 HF394
- 2014 HG394
- 2014 HH394
- 2014 HJ394
- 2014 HK394
- 2014 HL394
- 2014 HM394
- 2014 HN394
- 2014 HO394
- 2014 HP394
- 2014 HQ394
- 2014 HR394
- 2014 HS394
- 2014 HT394
- 2014 HU394
- 2014 HV394
- 2014 HW394
- 2014 HX394
- 2014 HY394
- 2014 HZ394
- 2014 HA395
- 2014 HB395
- 2014 HC395
- 2014 HD395
- 2014 HE395
- 2014 HF395
- 2014 HG395
- 2014 HH395
- 2014 HJ395
- 2014 HK395
- 2014 HL395
- 2014 HM395
- 2014 HN395
- 2014 HO395
- 2014 HP395
- 2014 HQ395
- 2014 HR395
- 2014 HS395
- 2014 HT395
- 2014 HU395
- 2014 HV395
- 2014 HW395
- 2014 HX395
- 2014 HY395
- 2014 HZ395
- 2014 HA396
- 2014 HB396
- 2014 HC396
- 2014 HD396
- 2014 HE396
- 2014 HF396
- 2014 HG396
- 2014 HH396
- 2014 HJ396
- 2014 HK396
- 2014 HL396
- 2014 HM396
- 2014 HN396
- 2014 HO396
- 2014 HP396
- 2014 HQ396
- 2014 HR396
- 2014 HS396
- 2014 HT396
- 2014 HU396
- 2014 HV396
- 2014 HW396
- 2014 HX396
- 2014 HY396
- 2014 HZ396
- 2014 HA397
- 2014 HB397
- 2014 HC397
- 2014 HD397
- 2014 HE397
- 2014 HF397
- 2014 HG397
- 2014 HH397
- 2014 HJ397
- 2014 HK397
- 2014 HL397
- 2014 HN397
- 2014 HO397
- 2014 HP397
- 2014 HQ397
- 2014 HR397
- 2014 HS397
- 2014 HT397
- 2014 HU397
- 2014 HV397
- 2014 HW397
- 2014 HX397
- 2014 HY397
- 2014 HZ397
- 2014 HA398
- 2014 HB398
- 2014 HC398
- 2014 HD398
- 2014 HE398
- 2014 HF398
- 2014 HG398
- 2014 HJ398
- 2014 HL398
- 2014 HM398
- 2014 HN398
- 2014 HP398
- 2014 HQ398
- 2014 HR398
- 2014 HS398
- 2014 HT398
- 2014 HU398
- 2014 HV398
- 2014 HW398
- 2014 HX398
- 2014 HY398
- 2014 HZ398
- 2014 HA399
- 2014 HB399
- 2014 HC399
- 2014 HD399
- 2014 HE399
- 2014 HF399
- 2014 HG399
- 2014 HH399
- 2014 HJ399
- 2014 HK399
- 2014 HL399
- 2014 HM399
- 2014 HN399
- 2014 HO399
- 2014 HP399
- 2014 HQ399
- 2014 HR399
- 2014 HS399
- 2014 HT399
- 2014 HV399
- 2014 HW399
- 2014 HX399
- 2014 HY399
- 2014 HZ399
- 2014 HA400
- 2014 HB400
- 2014 HC400
- 2014 HD400
- 2014 HE400
- 2014 HF400
- 2014 HG400
- 2014 HH400
- 2014 HJ400
- 2014 HK400
- 2014 HL400
- 2014 HM400
- 2014 HN400
- 2014 HO400
- 2014 HP400
- 2014 HQ400
- 2014 HR400
- 2014 HS400
- 2014 HT400
- 2014 HU400
- 2014 HV400
- 2014 HW400
- 2014 HX400
- 2014 HY400
- 2014 HZ400
- 2014 HA401
- 2014 HB401
- 2014 HC401
- 2014 HD401
- 2014 HE401
- 2014 HF401
- 2014 HG401
- 2014 HH401
- 2014 HJ401
- 2014 HK401
- 2014 HL401
- 2014 HM401
- 2014 HN401
- 2014 HO401
- 2014 HP401
- 2014 HQ401
- 2014 HR401
- 2014 HS401
- 2014 HT401
- 2014 HU401
- 2014 HV401
- 2014 HW401
- 2014 HX401
- 2014 HY401
- 2014 HZ401
- 2014 HA402
- 2014 HB402
- 2014 HC402
- 2014 HD402
- 2014 HE402
- 2014 HF402
- 2014 HG402
- 2014 HH402
- 2014 HJ402
- 2014 HK402
- 2014 HL402
- 2014 HM402
- 2014 HN402
- 2014 HO402
- 2014 HP402
- 2014 HQ402
- 2014 HR402
- 2014 HS402
- 2014 HT402
- 2014 HU402
- 2014 HV402
- 2014 HW402
- 2014 HX402
- 2014 HY402
- 2014 HZ402
- 2014 HA403
- 2014 HB403
- 2014 HC403
- 2014 HD403
- 2014 HE403
- 2014 HF403
- 2014 HG403
- 2014 HH403
- 2014 HJ403
- 2014 HK403
- 2014 HL403
- 2014 HM403
- 2014 HN403
- 2014 HO403
- 2014 HP403
- 2014 HQ403
- 2014 HR403
- 2014 HS403
- 2014 HT403
- 2014 HU403
- 2014 HV403
- 2014 HW403
- 2014 HX403
- 2014 HY403
- 2014 HZ403
- 2014 HA404
- 2014 HB404
- 2014 HC404
- 2014 HD404
- 2014 HE404
- 2014 HG404
- 2014 HH404
- 2014 HJ404
- 2014 HK404
- 2014 HL404
- 2014 HM404
- 2014 HN404
- 2014 HO404
- 2014 HP404
- 2014 HQ404
- 2014 HR404
- 2014 HS404
- 2014 HT404
- 2014 HU404
- 2014 HV404
- 2014 HW404
- 2014 HX404
- 2014 HY404
- 2014 HZ404
- 2014 HA405
- 2014 HB405
- 2014 HC405
- 2014 HD405
- 2014 HE405
- 2014 HF405
- 2014 HG405
- 2014 HH405
- 2014 HJ405
- 2014 HK405
- 2014 HL405
- 2014 HM405
- 2014 HN405
- 2014 HO405
- 2014 HP405
- 2014 HQ405
- 2014 HR405
- 2014 HS405
- 2014 HT405
- 2014 HU405
- 2014 HV405
- 2014 HW405
- 2014 HX405
- 2014 HY405
- 2014 HZ405
- 2014 HA406
- 2014 HB406
- 2014 HC406
- 2014 HD406
- 2014 HE406
- 2014 HF406
- 2014 HG406
- 2014 HH406
- 2014 HJ406
- 2014 HK406
- 2014 HL406
- 2014 HM406
- 2014 HN406
- 2014 HO406
- 2014 HP406
- 2014 HQ406
- 2014 HR406
- 2014 HS406
- 2014 HT406
- 2014 HU406
- 2014 HV406
- 2014 HW406
- 2014 HX406
- 2014 HY406
- 2014 HZ406
- 2014 HA407
- 2014 HB407
- 2014 HC407
- 2014 HE407
- 2014 HF407
- 2014 HG407
- 2014 HH407
- 2014 HJ407
- 2014 HK407
- 2014 HL407
- 2014 HM407
- 2014 HN407
- 2014 HO407
- 2014 HP407
- 2014 HQ407
- 2014 HR407
- 2014 HS407
- 2014 HT407
- 2014 HU407
- 2014 HV407
- 2014 HW407
- 2014 HX407
- 2014 HY407
- 2014 HZ407
- 2014 HA408
- 2014 HB408
- 2014 HC408
- 2014 HD408
- 2014 HE408
- 2014 HF408
- 2014 HG408
- 2014 HH408
- 2014 HJ408
- 2014 HK408
- 2014 HL408
- 2014 HM408
- 2014 HN408
- 2014 HO408
- 2014 HP408
- 2014 HQ408
- 2014 HR408
- 2014 HS408
- 2014 HT408
- 2014 HU408
- 2014 HV408
- 2014 HW408
- 2014 HX408
- 2014 HY408
- 2014 HZ408
- 2014 HA409
- 2014 HB409
- 2014 HC409
- 2014 HD409
- 2014 HE409
- 2014 HF409
- 2014 HG409
- 2014 HH409
- 2014 HJ409
- 2014 HK409
- 2014 HL409
- 2014 HM409
- 2014 HN409
- 2014 HO409
- 2014 HP409
- 2014 HQ409
- 2014 HR409
- 2014 HS409
- 2014 HT409
- 2014 HU409
- 2014 HV409
- 2014 HW409
- 2014 HX409
- 2014 HY409
- 2014 HZ409
- 2014 HA410
- 2014 HB410
- 2014 HC410
- 2014 HD410
- 2014 HE410
- 2014 HF410
- 2014 HG410
- 2014 HH410
- 2014 HJ410
- 2014 HK410
- 2014 HL410
- 2014 HM410
- 2014 HN410
- 2014 HO410
- 2014 HP410
- 2014 HQ410
- 2014 HR410
- 2014 HS410
- 2014 HT410
- 2014 HU410
- 2014 HV410
- 2014 HW410
- 2014 HX410
- 2014 HY410
- 2014 HZ410
- 2014 HA411
- 2014 HB411
- 2014 HC411
- 2014 HD411
- 2014 HE411
- 2014 HF411
- 2014 HG411
- 2014 HH411
- 2014 HJ411
- 2014 HK411
- 2014 HL411
- 2014 HM411
- 2014 HN411
- 2014 HO411
- 2014 HP411
- 2014 HQ411
- 2014 HR411
- 2014 HS411
- 2014 HT411
- 2014 HU411
- 2014 HV411
- 2014 HW411
- 2014 HX411
- 2014 HY411
- 2014 HZ411
- 2014 HA412
- 2014 HB412
- 2014 HC412
- 2014 HD412
- 2014 HE412
- 2014 HF412
- 2014 HG412
- 2014 HH412
- 2014 HJ412
- 2014 HK412
- 2014 HL412
- 2014 HM412
- 2014 HN412
- 2014 HO412
- 2014 HP412
- 2014 HQ412
- 2014 HR412
- 2014 HS412
- 2014 HT412
- 2014 HU412
- 2014 HV412
- 2014 HW412
- 2014 HX412
- 2014 HY412
- 2014 HZ412
- 2014 HA413
- 2014 HB413
- 2014 HC413
- 2014 HD413
- 2014 HE413
- 2014 HG413
- 2014 HH413
- 2014 HJ413
- 2014 HK413
- 2014 HL413
- 2014 HM413
- 2014 HN413
- 2014 HO413
- 2014 HP413
- 2014 HQ413
- 2014 HS413
- 2014 HT413
- 2014 HU413
- 2014 HV413
- 2014 HW413
- 2014 HX413
- 2014 HY413
- 2014 HZ413
- 2014 HA414
- 2014 HB414
- 2014 HC414
- 2014 HD414
- 2014 HE414
- 2014 HF414
- 2014 HG414
- 2014 HH414
- 2014 HJ414
- 2014 HK414
- 2014 HL414
- 2014 HM414
- 2014 HN414
- 2014 HO414
- 2014 HP414
- 2014 HQ414
- 2014 HR414
- 2014 HS414
- 2014 HT414
- 2014 HU414
- 2014 HV414
- 2014 HW414
- 2014 HX414
- 2014 HY414
- 2014 HZ414
- 2014 HA415
- 2014 HB415
- 2014 HC415
- 2014 HD415
- 2014 HE415
- 2014 HF415
- 2014 HG415
- 2014 HH415
- 2014 HJ415
- 2014 HK415
- 2014 HL415
- 2014 HM415
- 2014 HN415
- 2014 HO415
- 2014 HP415
- 2014 HQ415
- 2014 HR415
- 2014 HS415
- 2014 HT415
- 2014 HU415
- 2014 HV415
- 2014 HW415
- 2014 HX415
- 2014 HY415
- 2014 HZ415
- 2014 HA416
- 2014 HB416
- 2014 HC416
- 2014 HD416
- 2014 HE416
- 2014 HF416
- 2014 HG416
- 2014 HH416
- 2014 HJ416
- 2014 HK416
- 2014 HL416
- 2014 HM416
- 2014 HN416
- 2014 HO416
- 2014 HP416
- 2014 HQ416
- 2014 HR416
- 2014 HS416
- 2014 HT416
- 2014 HU416
- 2014 HV416
- 2014 HW416
- 2014 HX416
- 2014 HY416
- 2014 HZ416
- 2014 HA417
- 2014 HB417
- 2014 HC417
- 2014 HD417
- 2014 HE417
- 2014 HF417
- 2014 HG417
- 2014 HH417
- 2014 HJ417
- 2014 HK417
- 2014 HL417
- 2014 HM417
- 2014 HN417
- 2014 HO417
- 2014 HP417
- 2014 HQ417
- 2014 HR417
- 2014 HS417
- 2014 HT417
- 2014 HU417
- 2014 HV417
- 2014 HW417
- 2014 HX417
- 2014 HY417
- 2014 HZ417
- 2014 HA418
- 2014 HB418
- 2014 HC418
- 2014 HD418
- 2014 HE418
- 2014 HF418
- 2014 HG418
- 2014 HH418
- 2014 HJ418
- 2014 HK418
- 2014 HL418
- 2014 HM418
- 2014 HN418
- 2014 HO418
- 2014 HP418
- 2014 HQ418
- 2014 HR418
- 2014 HS418
- 2014 HT418
- 2014 HU418
- 2014 HV418
- 2014 HW418
- 2014 HX418
- 2014 HY418
- 2014 HZ418
- 2014 HA419
- 2014 HB419
- 2014 HC419
- 2014 HD419
- 2014 HE419
- 2014 HF419
- 2014 HG419
- 2014 HH419
- 2014 HJ419
- 2014 HK419
- 2014 HL419
- 2014 HM419
- 2014 HN419
- 2014 HO419
- 2014 HP419
- 2014 HQ419
- 2014 HR419
- 2014 HS419
- 2014 HT419
- 2014 HU419
- 2014 HV419
- 2014 HW419
- 2014 HY419
- 2014 HZ419
- 2014 HA420
- 2014 HB420
- 2014 HC420
- 2014 HD420
- 2014 HE420
- 2014 HF420
- 2014 HG420
- 2014 HH420
- 2014 HJ420
- 2014 HK420
- 2014 HL420
- 2014 HM420
- 2014 HN420
- 2014 HO420
- 2014 HP420
- 2014 HQ420
- 2014 HR420
- 2014 HT420
- 2014 HU420
- 2014 HV420
- 2014 HW420
- 2014 HX420
- 2014 HY420
- 2014 HZ420
- 2014 HA421
- 2014 HB421
- 2014 HC421
- 2014 HD421
- 2014 HE421
- 2014 HF421
- 2014 HG421
- 2014 HH421
- 2014 HJ421
- 2014 HK421
- 2014 HL421
- 2014 HM421
- 2014 HN421
- 2014 HO421
- 2014 HP421
- 2014 HQ421
- 2014 HR421
- 2014 HS421
- 2014 HT421
- 2014 HU421
- 2014 HV421
- 2014 HW421
- 2014 HX421
- 2014 HY421
- 2014 HZ421
- 2014 HA422
- 2014 HB422
- 2014 HC422
- 2014 HD422
- 2014 HE422
- 2014 HF422
- 2014 HG422
- 2014 HH422
- 2014 HJ422
- 2014 HK422
- 2014 HL422
- 2014 HM422
- 2014 HN422
- 2014 HO422
- 2014 HP422
- 2014 HQ422
- 2014 HR422
- 2014 HS422
- 2014 HT422
- 2014 HU422
- 2014 HV422
- 2014 HW422
- 2014 HX422
- 2014 HY422
- 2014 HZ422
- 2014 HA423
- 2014 HB423
- 2014 HC423
- 2014 HD423
- 2014 HE423
- 2014 HF423
- 2014 HG423
- 2014 HH423
- 2014 HJ423
- 2014 HK423
- 2014 HL423
- 2014 HM423
- 2014 HN423
- 2014 HO423
- 2014 HP423
- 2014 HQ423
- 2014 HR423
- 2014 HS423
- 2014 HT423
- 2014 HU423
- 2014 HV423
- 2014 HW423
- 2014 HX423
- 2014 HY423
- 2014 HZ423
- 2014 HA424
- 2014 HB424
- 2014 HC424
- 2014 HD424
- 2014 HE424
- 2014 HF424
- 2014 HG424
- 2014 HH424
- 2014 HJ424
- 2014 HK424
- 2014 HL424
- 2014 HM424
- 2014 HN424
- 2014 HO424
- 2014 HP424
- 2014 HQ424
- 2014 HR424
- 2014 HS424
- 2014 HT424
- 2014 HU424
- 2014 HV424
- 2014 HW424
- 2014 HX424
- 2014 HY424
- 2014 HZ424
- 2014 HA425
- 2014 HB425
- 2014 HC425
- 2014 HD425
- 2014 HE425
- 2014 HF425
- 2014 HG425
- 2014 HH425
- 2014 HJ425
- 2014 HK425
- 2014 HL425
- 2014 HM425
- 2014 HN425
- 2014 HO425
- 2014 HP425
- 2014 HQ425
- 2014 HR425
- 2014 HS425
- 2014 HT425
- 2014 HU425
- 2014 HV425
- 2014 HW425
- 2014 HX425
- 2014 HY425
- 2014 HZ425
- 2014 HA426
- 2014 HB426
- 2014 HC426
- 2014 HD426
- 2014 HE426
- 2014 HF426
- 2014 HG426
- 2014 HH426
- 2014 HJ426
- 2014 HK426
- 2014 HL426
- 2014 HM426
- 2014 HN426
- 2014 HO426
- 2014 HP426
- 2014 HQ426
- 2014 HR426
- 2014 HS426
- 2014 HT426
- 2014 HU426
- 2014 HV426
- 2014 HW426
- 2014 HX426
- 2014 HY426
- 2014 HZ426
- 2014 HA427
- 2014 HB427
- 2014 HC427
- 2014 HD427
- 2014 HE427
- 2014 HF427
- 2014 HG427
- 2014 HH427
- 2014 HJ427
- 2014 HK427
- 2014 HL427
- 2014 HM427
- 2014 HN427
- 2014 HO427
- 2014 HP427
- 2014 HQ427
- 2014 HR427
- 2014 HS427
- 2014 HT427
- 2014 HU427
- 2014 HV427
- 2014 HW427
- 2014 HX427
- 2014 HY427
- 2014 HZ427
- 2014 HA428
- 2014 HB428
- 2014 HC428
- 2014 HD428
- 2014 HE428
- 2014 HF428
- 2014 HG428
- 2014 HH428
- 2014 HJ428
- 2014 HK428
- 2014 HL428
- 2014 HM428
- 2014 HN428
- 2014 HO428
- 2014 HP428
- 2014 HQ428
- 2014 HR428
- 2014 HS428
- 2014 HT428
- 2014 HU428
- 2014 HV428
- 2014 HW428
- 2014 HX428
- 2014 HY428
- 2014 HZ428
- 2014 HA429
- 2014 HB429
- 2014 HC429
- 2014 HD429
- 2014 HE429
- 2014 HF429
- 2014 HG429
- 2014 HH429
- 2014 HJ429
- 2014 HK429
- 2014 HL429
- 2014 HM429
- 2014 HN429
- 2014 HO429
- 2014 HP429
- 2014 HQ429
- 2014 HR429
- 2014 HS429
- 2014 HT429
- 2014 HU429
- 2014 HV429
- 2014 HW429
- 2014 HX429
- 2014 HY429
- 2014 HZ429
- 2014 HA430
- 2014 HB430
- 2014 HC430
- 2014 HD430
- 2014 HE430
- 2014 HF430
- 2014 HG430
- 2014 HH430
- 2014 HJ430
- 2014 HL430
- 2014 HM430
- 2014 HN430
- 2014 HO430
- 2014 HP430
- 2014 HQ430
- 2014 HR430
- 2014 HS430
- 2014 HT430
- 2014 HU430
- 2014 HV430
- 2014 HW430
- 2014 HX430
- 2014 HY430
- 2014 HZ430
- 2014 HA431
- 2014 HB431
- 2014 HC431
- 2014 HD431
- 2014 HE431
- 2014 HF431
- 2014 HG431
- 2014 HH431
- 2014 HJ431
- 2014 HK431
- 2014 HL431
- 2014 HM431
- 2014 HN431
- 2014 HO431
- 2014 HP431
- 2014 HQ431
- 2014 HR431
- 2014 HS431
- 2014 HT431
- 2014 HU431
- 2014 HV431
- 2014 HW431
- 2014 HX431
- 2014 HY431
- 2014 HZ431
- 2014 HA432
- 2014 HB432
- 2014 HC432
- 2014 HD432
- 2014 HE432
- 2014 HF432
- 2014 HG432
- 2014 HH432
- 2014 HJ432
- 2014 HK432
- 2014 HL432
- 2014 HM432
- 2014 HN432
- 2014 HO432
- 2014 HP432
- 2014 HQ432
- 2014 HR432
- 2014 HS432
- 2014 HT432
- 2014 HU432
- 2014 HV432
- 2014 HW432
- 2014 HX432
- 2014 HY432
- 2014 HZ432
- 2014 HA433
- 2014 HB433
- 2014 HC433
- 2014 HD433
- 2014 HE433
- 2014 HF433
- 2014 HG433
- 2014 HH433
- 2014 HJ433
- 2014 HK433
- 2014 HL433
- 2014 HM433
- 2014 HN433
- 2014 HO433
- 2014 HP433
- 2014 HQ433
- 2014 HR433
- 2014 HS433
- 2014 HT433
- 2014 HU433
- 2014 HV433
- 2014 HW433
- 2014 HX433
- 2014 HY433
- 2014 HZ433
- 2014 HA434
- 2014 HB434
- 2014 HC434
- 2014 HD434
- 2014 HE434
- 2014 HF434
- 2014 HG434
- 2014 HH434
- 2014 HJ434
- 2014 HK434
- 2014 HL434
- 2014 HM434
- 2014 HO434
- 2014 HP434
- 2014 HQ434
- 2014 HR434
- 2014 HS434
- 2014 HT434
- 2014 HU434
- 2014 HV434
- 2014 HW434
- 2014 HX434
- 2014 HY434
- 2014 HZ434
- 2014 HA435
- 2014 HB435
- 2014 HC435
- 2014 HD435
- 2014 HE435
- 2014 HF435
- 2014 HG435
- 2014 HH435
- 2014 HJ435
- 2014 HK435
- 2014 HL435
- 2014 HM435
- 2014 HN435
- 2014 HO435
- 2014 HP435
- 2014 HQ435
- 2014 HS435
- 2014 HT435
- 2014 HU435
- 2014 HV435
- 2014 HW435
- 2014 HX435
- 2014 HY435
- 2014 HZ435
- 2014 HA436
- 2014 HB436
- 2014 HC436
- 2014 HD436
- 2014 HE436
- 2014 HF436
- 2014 HG436
- 2014 HH436
- 2014 HJ436
- 2014 HK436
- 2014 HL436
- 2014 HM436
- 2014 HN436
- 2014 HO436
- 2014 HP436
- 2014 HQ436
- 2014 HR436
- 2014 HS436
- 2014 HT436
- 2014 HU436
- 2014 HV436
- 2014 HW436
- 2014 HX436
- 2014 HY436
- 2014 HZ436
- 2014 HA437
- 2014 HB437
- 2014 HC437
- 2014 HD437
- 2014 HE437
- 2014 HF437
- 2014 HG437
- 2014 HH437
- 2014 HJ437
- 2014 HK437
- 2014 HL437
- 2014 HM437
- 2014 HN437
- 2014 HO437
- 2014 HP437
- 2014 HQ437
- 2014 HR437
- 2014 HS437
- 2014 HU437
- 2014 HV437
- 2014 HW437
- 2014 HX437
- 2014 HY437
- 2014 HZ437
- 2014 HA438
- 2014 HB438
- 2014 HC438
- 2014 HD438
- 2014 HE438
- 2014 HF438
- 2014 HG438
- 2014 HH438
- 2014 HJ438
- 2014 HK438
- 2014 HL438
- 2014 HM438
- 2014 HN438
- 2014 HO438
- 2014 HP438
- 2014 HQ438
- 2014 HR438
- 2014 HS438
- 2014 HT438
- 2014 HU438
- 2014 HV438
- 2014 HW438
- 2014 HX438
- 2014 HY438
- 2014 HA439
- 2014 HB439
- 2014 HC439
- 2014 HD439
- 2014 HE439
- 2014 HF439
- 2014 HG439
- 2014 HH439
- 2014 HJ439
- 2014 HK439
- 2014 HL439
- 2014 HM439
- 2014 HN439
- 2014 HO439
- 2014 HP439
- 2014 HQ439
- 2014 HR439
- 2014 HS439
- 2014 HT439
- 2014 HU439
- 2014 HV439
- 2014 HW439
- 2014 HX439
- 2014 HY439
- 2014 HZ439
- 2014 HA440
- 2014 HB440
- 2014 HC440
- 2014 HD440
- 2014 HE440
- 2014 HF440
- 2014 HG440
- 2014 HH440
- 2014 HJ440
- 2014 HK440
- 2014 HL440
- 2014 HM440
- 2014 HN440
- 2014 HO440
- 2014 HP440
- 2014 HQ440
- 2014 HR440
- 2014 HS440
- 2014 HT440
- 2014 HU440
- 2014 HV440
- 2014 HW440
- 2014 HX440
- 2014 HY440
- 2014 HZ440
- 2014 HA441
- 2014 HB441
- 2014 HC441
- 2014 HD441
- 2014 HE441
- 2014 HF441
- 2014 HG441
- 2014 HH441
- 2014 HJ441
- 2014 HK441
- 2014 HL441
- 2014 HM441
- 2014 HN441
- 2014 HO441
- 2014 HP441
- 2014 HQ441
- 2014 HR441
- 2014 HS441
- 2014 HT441
- 2014 HU441
- 2014 HV441
- 2014 HW441
- 2014 HX441
- 2014 HY441
- 2014 HZ441
- 2014 HA442
- 2014 HB442
- 2014 HC442
- 2014 HD442
- 2014 HE442
- 2014 HF442
- 2014 HG442
- 2014 HH442
- 2014 HJ442
- 2014 HK442
- 2014 HL442
- 2014 HM442
- 2014 HN442
- 2014 HO442
- 2014 HP442
- 2014 HQ442
- 2014 HR442
- 2014 HS442
- 2014 HT442
- 2014 HU442
- 2014 HV442
- 2014 HW442
- 2014 HX442
- 2014 HY442
- 2014 HZ442
- 2014 HA443
- 2014 HB443
- 2014 HC443
- 2014 HD443
- 2014 HE443
- 2014 HF443
- 2014 HG443
- 2014 HH443
- 2014 HJ443
- 2014 HK443
- 2014 HL443
- 2014 HM443
- 2014 HN443
- 2014 HO443
- 2014 HP443
- 2014 HQ443
- 2014 HR443
- 2014 HS443
- 2014 HT443
- 2014 HU443
- 2014 HV443
- 2014 HW443
- 2014 HX443
- 2014 HY443
- 2014 HZ443
- 2014 HA444
- 2014 HB444
- 2014 HC444
- 2014 HD444
- 2014 HE444
- 2014 HF444
- 2014 HG444
- 2014 HH444
- 2014 HJ444
- 2014 HK444
- 2014 HL444
- 2014 HM444
- 2014 HN444
- 2014 HO444
- 2014 HP444
- 2014 HQ444
- 2014 HR444
- 2014 HS444
- 2014 HT444
- 2014 HU444
- 2014 HV444
- 2014 HW444
- 2014 HX444
- 2014 HY444
- 2014 HZ444
- 2014 HA445
- 2014 HB445
- 2014 HC445
- 2014 HD445
- 2014 HE445
- 2014 HF445
- 2014 HG445
- 2014 HH445
- 2014 HJ445
- 2014 HK445
- 2014 HL445
- 2014 HM445
- 2014 HN445
- 2014 HO445
- 2014 HP445
- 2014 HQ445
- 2014 HR445
- 2014 HS445
- 2014 HT445
- 2014 HU445
- 2014 HV445
- 2014 HW445
- 2014 HX445
- 2014 HY445
- 2014 HZ445
- 2014 HA446
- 2014 HB446
- 2014 HC446
- 2014 HD446
- 2014 HE446
- 2014 HF446
- 2014 HG446
- 2014 HH446
- 2014 HJ446
- 2014 HK446
- 2014 HL446
- 2014 HM446
- 2014 HN446
- 2014 HO446
- 2014 HP446
- 2014 HQ446
- 2014 HR446
- 2014 HS446
- 2014 HT446
- 2014 HU446
- 2014 HV446
- 2014 HW446
- 2014 HX446
- 2014 HY446
- 2014 HZ446
- 2014 HA447
- 2014 HB447
- 2014 HC447
- 2014 HD447
- 2014 HE447
- 2014 HF447
- 2014 HG447
- 2014 HH447
- 2014 HJ447
- 2014 HK447
- 2014 HL447
- 2014 HM447
- 2014 HN447
- 2014 HO447
- 2014 HP447
- 2014 HQ447
- 2014 HR447
- 2014 HS447
- 2014 HT447
- 2014 HU447
- 2014 HV447
- 2014 HW447
- 2014 HX447
- 2014 HY447
- 2014 HZ447
- 2014 HA448
- 2014 HB448
- 2014 HC448
- 2014 HD448
- 2014 HE448
- 2014 HF448
- 2014 HG448
- 2014 HH448
- 2014 HJ448
- 2014 HK448
- 2014 HL448
- 2014 HM448
- 2014 HN448
- 2014 HO448
- 2014 HP448
- 2014 HQ448
- 2014 HR448
- 2014 HS448
- 2014 HT448
- 2014 HU448
- 2014 HV448
- 2014 HW448
- 2014 HX448
- 2014 HY448
- 2014 HZ448
- 2014 HA449
- 2014 HB449
- 2014 HC449
- 2014 HD449
- 2014 HE449
- 2014 HF449
- 2014 HG449
- 2014 HH449
- 2014 HJ449
- 2014 HK449
- 2014 HL449
- 2014 HM449
- 2014 HN449
- 2014 HO449
- 2014 HP449
- 2014 HQ449
- 2014 HR449
- 2014 HS449
- 2014 HT449
- 2014 HU449
- 2014 HV449
- 2014 HW449
- 2014 HX449
- 2014 HY449
- 2014 HZ449
- 2014 HA450
- 2014 HB450
- 2014 HC450
- 2014 HD450
- 2014 HE450
- 2014 HF450
- 2014 HG450
- 2014 HH450
- 2014 HJ450
- 2014 HK450
- 2014 HL450
- 2014 HM450
- 2014 HN450
- 2014 HO450
- 2014 HP450
- 2014 HQ450
- 2014 HR450
- 2014 HS450
- 2014 HT450
- 2014 HU450
- 2014 HV450
- 2014 HW450
- 2014 HX450
- 2014 HY450
- 2014 HZ450
- 2014 HA451
- 2014 HB451
- 2014 HC451
- 2014 HD451
- 2014 HE451
- 2014 HF451
- 2014 HG451
- 2014 HH451
- 2014 HJ451
- 2014 HK451
- 2014 HL451
- 2014 HM451
- 2014 HN451
- 2014 HO451
- 2014 HP451
- 2014 HQ451
- 2014 HR451
- 2014 HS451
- 2014 HT451
- 2014 HU451
- 2014 HV451
- 2014 HW451
- 2014 HX451
- 2014 HY451
- 2014 HZ451
- 2014 HA452
- 2014 HB452
- 2014 HC452
- 2014 HD452
- 2014 HE452
- 2014 HF452
- 2014 HG452
- 2014 HH452
- 2014 HJ452
- 2014 HK452
- 2014 HL452
- 2014 HM452
- 2014 HN452
- 2014 HO452
- 2014 HP452
- 2014 HQ452
- 2014 HR452
- 2014 HS452
- 2014 HT452
- 2014 HU452
- 2014 HV452
- 2014 HW452
- 2014 HX452
- 2014 HY452
- 2014 HZ452
- 2014 HA453
- 2014 HB453
- 2014 HC453
- 2014 HD453
- 2014 HE453
- 2014 HF453
- 2014 HG453
- 2014 HH453
- 2014 HJ453
- 2014 HK453
- 2014 HL453
- 2014 HM453
- 2014 HN453
- 2014 HO453
- 2014 HP453
- 2014 HQ453
- 2014 HR453
- 2014 HS453
- 2014 HT453
- 2014 HU453
- 2014 HV453
- 2014 HW453
- 2014 HX453
- 2014 HY453
- 2014 HZ453
- 2014 HA454
- 2014 HB454
- 2014 HC454
- 2014 HD454
- 2014 HE454
- 2014 HF454
- 2014 HG454
- 2014 HH454
- 2014 HK454
- 2014 HL454
- 2014 HM454
- 2014 HN454
- 2014 HO454
- 2014 HP454
- 2014 HQ454
- 2014 HR454
- 2014 HS454
- 2014 HT454
- 2014 HU454
- 2014 HV454
- 2014 HW454
- 2014 HX454
- 2014 HY454
- 2014 HZ454
- 2014 HA455
- 2014 HB455
- 2014 HC455
- 2014 HD455
- 2014 HE455
- 2014 HF455
- 2014 HG455
- 2014 HH455
- 2014 HJ455
- 2014 HK455
- 2014 HL455
- 2014 HM455
- 2014 HN455
- 2014 HO455
- 2014 HP455
- 2014 HQ455
- 2014 HR455
- 2014 HS455
- 2014 HT455
- 2014 HU455
- 2014 HV455
- 2014 HW455
- 2014 HX455
- 2014 HY455
- 2014 HZ455
- 2014 HA456
- 2014 HB456
- 2014 HC456
- 2014 HD456
- 2014 HE456
- 2014 HF456
- 2014 HG456
- 2014 HH456
- 2014 HJ456
- 2014 HK456
- 2014 HL456
- 2014 HM456
- 2014 HN456
- 2014 HO456
- 2014 HP456
- 2014 HQ456
- 2014 HR456
- 2014 HS456
- 2014 HT456
- 2014 HU456
- 2014 HV456
- 2014 HW456
- 2014 HX456
- 2014 HY456
- 2014 HZ456
- 2014 HA457
- 2014 HB457
- 2014 HC457
- 2014 HD457
- 2014 HE457
- 2014 HF457
- 2014 HG457
- 2014 HH457
- 2014 HJ457
- 2014 HK457
- 2014 HL457
- 2014 HM457
- 2014 HN457
- 2014 HO457
- 2014 HP457
- 2014 HQ457
- 2014 HR457
- 2014 HS457
- 2014 HT457
- 2014 HU457
- 2014 HV457
- 2014 HW457
- 2014 HX457
- 2014 HY457
- 2014 HZ457
- 2014 HA458
- 2014 HB458
- 2014 HC458
- 2014 HD458
- 2014 HE458
- 2014 HF458
- 2014 HG458
- 2014 HH458
- 2014 HJ458
- 2014 HK458
- 2014 HL458
- 2014 HM458
- 2014 HN458
- 2014 HO458
- 2014 HP458
- 2014 HQ458
- 2014 HR458
- 2014 HS458
- 2014 HT458
- 2014 HU458
- 2014 HV458
- 2014 HW458
- 2014 HX458
- 2014 HY458
- 2014 HZ458
- 2014 HA459
- 2014 HB459
- 2014 HC459
- 2014 HD459
- 2014 HE459
- 2014 HF459
- 2014 HG459
- 2014 HH459
- 2014 HJ459
- 2014 HK459
- 2014 HL459
- 2014 HM459
- 2014 HN459
- 2014 HO459
- 2014 HP459
- 2014 HQ459
- 2014 HR459
- 2014 HS459
- 2014 HT459
- 2014 HU459
- 2014 HV459
- 2014 HW459
- 2014 HX459
- 2014 HY459
- 2014 HZ459
- 2014 HA460
- 2014 HB460
- 2014 HC460
- 2014 HD460
- 2014 HE460
- 2014 HF460
- 2014 HG460
- 2014 HH460
- 2014 HJ460
- 2014 HK460
- 2014 HL460
- 2014 HM460
- 2014 HN460
- 2014 HO460
- 2014 HP460
- 2014 HQ460
- 2014 HR460
- 2014 HS460
- 2014 HT460
- 2014 HU460
- 2014 HV460
- 2014 HW460
- 2014 HX460
- 2014 HY460
- 2014 HZ460
- 2014 HA461
- 2014 HB461
- 2014 HC461
- 2014 HD461
- 2014 HE461
- 2014 HF461
- 2014 HG461
- 2014 HH461
- 2014 HJ461
- 2014 HK461
- 2014 HL461
- 2014 HM461
- 2014 HN461
- 2014 HO461
- 2014 HP461
- 2014 HQ461
- 2014 HR461
- 2014 HS461
- 2014 HT461
- 2014 HU461
- 2014 HV461
- 2014 HW461
- 2014 HX461
- 2014 HY461
- 2014 HZ461
- 2014 HA462
- 2014 HB462
- 2014 HC462
- 2014 HD462
- 2014 HE462
- 2014 HF462
- 2014 HG462
- 2014 HH462
- 2014 HJ462
- 2014 HK462
- 2014 HL462
- 2014 HM462
- 2014 HN462
- 2014 HO462
- 2014 HP462
- 2014 HQ462
- 2014 HR462
- 2014 HS462
- 2014 HT462
- 2014 HU462
- 2014 HV462
- 2014 HW462
- 2014 HX462
- 2014 HY462
- 2014 HZ462
- 2014 HA463
- 2014 HB463
- 2014 HC463
- 2014 HD463
- 2014 HE463
- 2014 HF463
- 2014 HG463
- 2014 HH463
- 2014 HJ463
- 2014 HK463
- 2014 HL463
- 2014 HM463
- 2014 HN463
- 2014 HO463
- 2014 HP463
- 2014 HQ463
- 2014 HR463
- 2014 HT463
- 2014 HU463
- 2014 HV463
- 2014 HW463
- 2014 HX463
- 2014 HY463
- 2014 HZ463
- 2014 HA464
- 2014 HB464
- 2014 HC464
- 2014 HD464
- 2014 HE464
- 2014 HF464
- 2014 HG464
- 2014 HH464
- 2014 HJ464
- 2014 HK464
- 2014 HL464
- 2014 HM464
- 2014 HN464
- 2014 HO464
- 2014 HP464
- 2014 HQ464
- 2014 HR464
- 2014 HS464
- 2014 HT464
- 2014 HU464
- 2014 HV464
- 2014 HW464
- 2014 HX464
- 2014 HY464
- 2014 HZ464
- 2014 HA465
- 2014 HB465
- 2014 HC465
- 2014 HD465
- 2014 HE465
- 2014 HF465
- 2014 HG465
- 2014 HH465
- 2014 HJ465
- 2014 HK465
- 2014 HL465
- 2014 HM465
- 2014 HN465
- 2014 HO465
- 2014 HP465
- 2014 HQ465
- 2014 HR465
- 2014 HS465
- 2014 HT465
- 2014 HU465
- 2014 HV465
- 2014 HW465
- 2014 HX465
- 2014 HY465
- 2014 HZ465
- 2014 HA466
- 2014 HB466
- 2014 HC466
- 2014 HD466
- 2014 HE466
- 2014 HF466
- 2014 HG466
- 2014 HH466
- 2014 HJ466
- 2014 HK466
- 2014 HL466
- 2014 HM466
- 2014 HN466
- 2014 HO466
- 2014 HP466
- 2014 HQ466
- 2014 HR466
- 2014 HS466
- 2014 HT466
- 2014 HU466
- 2014 HV466
- 2014 HW466
- 2014 HX466
- 2014 HY466
- 2014 HZ466
- 2014 HA467
- 2014 HC467
- 2014 HD467
- 2014 HE467
- 2014 HF467
- 2014 HG467
- 2014 HH467
- 2014 HJ467
- 2014 HK467
- 2014 HL467
- 2014 HM467
- 2014 HN467
- 2014 HO467
- 2014 HP467
- 2014 HQ467
- 2014 HR467
- 2014 HS467
- 2014 HT467
- 2014 HU467
- 2014 HV467
- 2014 HW467
- 2014 HX467
- 2014 HY467
- 2014 HZ467
- 2014 HA468
- 2014 HB468
- 2014 HC468
- 2014 HD468
- 2014 HE468
- 2014 HF468
- 2014 HG468
- 2014 HH468
- 2014 HJ468
- 2014 HK468
- 2014 HL468
- 2014 HM468
- 2014 HN468
- 2014 HO468
- 2014 HP468
- 2014 HQ468
- 2014 HR468
- 2014 HS468
- 2014 HT468
- 2014 HU468
- 2014 HV468
- 2014 HW468
- 2014 HX468
- 2014 HY468
- 2014 HZ468
- 2014 HA469
- 2014 HB469
- 2014 HC469
- 2014 HD469
- 2014 HE469
- 2014 HF469
- 2014 HG469
- 2014 HH469
- 2014 HJ469
- 2014 HK469
- 2014 HL469
- 2014 HM469
- 2014 HN469
- 2014 HO469
- 2014 HP469
- 2014 HR469
- 2014 HS469
- 2014 HT469
- 2014 HU469
- 2014 HV469
- 2014 HW469
- 2014 HX469
- 2014 HB470
- 2014 HC470
- 2014 HD470
- 2014 HE470
- 2014 HF470
- 2014 HG470
- 2014 HH470
- 2014 HJ470
- 2014 HK470
- 2014 HL470
- 2014 HM470
- 2014 HN470
- 2014 HO470
- 2014 HP470
- 2014 HQ470
- 2014 HR470
- 2014 HS470
- 2014 HT470
- 2014 HU470
- 2014 HV470
- 2014 HW470
- 2014 HX470
- 2014 HY470
- 2014 HZ470
- 2014 HA471
- 2014 HB471
- 2014 HD471
- 2014 HE471
- 2014 HF471
- 2014 HG471
- 2014 HH471
- 2014 HJ471
- 2014 HK471
- 2014 HM471
- 2014 HN471
- 2014 HO471
- 2014 HP471
- 2014 HQ471
- 2014 HR471
- 2014 HS471
- 2014 HT471
- 2014 HU471
- 2014 HW471
- 2014 HX471
- 2014 HZ471
- 2014 HA472
- 2014 HB472
- 2014 HC472
- 2014 HD472
- 2014 HE472
- 2014 HG472
- 2014 HH472
- 2014 HJ472
- 2014 HK472
- 2014 HL472
- 2014 HM472
- 2014 HN472
- 2014 HO472
- 2014 HP472
- 2014 HQ472
- 2014 HR472
- 2014 HS472
- 2014 HU472
- 2014 HV472
- 2014 HW472
- 2014 HX472
- 2014 HY472
- 2014 HZ472
- 2014 HA473
- 2014 HB473
- 2014 HC473
- 2014 HD473
- 2014 HE473
- 2014 HF473
- 2014 HG473
- 2014 HH473
- 2014 HJ473
- 2014 HK473
- 2014 HL473
- 2014 HM473
- 2014 HN473
- 2014 HO473
- 2014 HP473
- 2014 HQ473
- 2014 HR473
- 2014 HS473
- 2014 HT473
- 2014 HU473
- 2014 HV473
- 2014 HW473
- 2014 HX473
- 2014 HY473
- 2014 HZ473
- 2014 HA474
- 2014 HC474
- 2014 HD474
- 2014 HE474
- 2014 HF474
- 2014 HG474
- 2014 HH474
- 2014 HJ474
- 2014 HK474
- 2014 HL474
- 2014 HM474
- 2014 HN474
- 2014 HO474
- 2014 HP474
- 2014 HQ474
- 2014 HR474
- 2014 HS474
- 2014 HT474
- 2014 HU474
- 2014 HV474
- 2014 HW474
- 2014 HX474
- 2014 HY474
- 2014 HZ474
- 2014 HA475
- 2014 HB475
- 2014 HC475
- 2014 HD475
- 2014 HE475
- 2014 HF475
- 2014 HG475
- 2014 HH475
- 2014 HJ475
- 2014 HK475
- 2014 HL475
- 2014 HM475
- 2014 HN475
- 2014 HO475
- 2014 HP475
- 2014 HQ475
- 2014 HR475
- 2014 HS475
- 2014 HT475
- 2014 HU475
- 2014 HV475
- 2014 HW475
- 2014 HX475
- 2014 HY475
- 2014 HZ475
- 2014 HA476
- 2014 HB476
- 2014 HC476
- 2014 HD476
- 2014 HE476
- 2014 HF476
- 2014 HG476
- 2014 HH476
- 2014 HJ476
- 2014 HK476
- 2014 HL476
- 2014 HM476
- 2014 HN476
- 2014 HO476
- 2014 HP476
- 2014 HQ476
- 2014 HR476
- 2014 HS476
- 2014 HT476
- 2014 HU476
- 2014 HV476
- 2014 HW476
- 2014 HX476
- 2014 HY476
- 2014 HZ476
- 2014 HA477
- 2014 HB477
- 2014 HC477
- 2014 HD477
- 2014 HE477
- 2014 HF477
- 2014 HG477
- 2014 HH477
- 2014 HJ477
- 2014 HK477
- 2014 HL477
- 2014 HM477
- 2014 HN477
- 2014 HO477
- 2014 HP477
- 2014 HQ477
- 2014 HR477
- 2014 HS477
- 2014 HT477
- 2014 HU477
- 2014 HV477
- 2014 HW477
- 2014 HX477
- 2014 HY477
- 2014 HZ477
- 2014 HA478
- 2014 HB478
- 2014 HC478
- 2014 HD478
- 2014 HE478
- 2014 HF478
- 2014 HG478
- 2014 HH478
- 2014 HJ478
- 2014 HK478
- 2014 HL478
- 2014 HM478
- 2014 HN478
- 2014 HO478
- 2014 HP478
- 2014 HQ478
- 2014 HR478
- 2014 HS478
- 2014 HT478
- 2014 HU478
- 2014 HV478
- 2014 HW478
- 2014 HX478
- 2014 HY478
- 2014 HZ478
- 2014 HA479
- 2014 HB479
- 2014 HC479
- 2014 HD479
- 2014 HE479
- 2014 HF479
- 2014 HG479
- 2014 HH479
- 2014 HJ479
- 2014 HK479
- 2014 HL479
- 2014 HM479
- 2014 HN479
- 2014 HO479
- 2014 HP479
- 2014 HQ479
- 2014 HR479
- 2014 HS479
- 2014 HT479
- 2014 HU479
- 2014 HV479
- 2014 HW479
- 2014 HX479
- 2014 HY479
- 2014 HZ479
- 2014 HA480
- 2014 HB480
- 2014 HC480
- 2014 HD480
- 2014 HE480
- 2014 HF480
- 2014 HG480
- 2014 HH480
- 2014 HJ480
- 2014 HK480
- 2014 HL480
- 2014 HM480
- 2014 HN480
- 2014 HO480
- 2014 HP480
- 2014 HQ480
- 2014 HR480
- 2014 HS480
- 2014 HT480
- 2014 HU480
- 2014 HV480
- 2014 HW480
- 2014 HX480
- 2014 HY480
- 2014 HZ480
- 2014 HA481
- 2014 HB481
- 2014 HC481
- 2014 HD481
- 2014 HE481
- 2014 HF481
- 2014 HG481
- 2014 HH481
- 2014 HJ481
- 2014 HK481
- 2014 HL481
- 2014 HM481
- 2014 HN481
- 2014 HO481
- 2014 HP481
- 2014 HQ481
- 2014 HR481
- 2014 HS481
- 2014 HT481
- 2014 HU481
- 2014 HV481
- 2014 HW481
- 2014 HX481
- 2014 HY481
- 2014 HZ481
- 2014 HA482
- 2014 HB482
- 2014 HC482
- 2014 HD482
- 2014 HE482
- 2014 HF482
- 2014 HG482
- 2014 HH482
- 2014 HJ482
- 2014 HK482
- 2014 HL482
- 2014 HM482
- 2014 HN482
- 2014 HO482
- 2014 HP482
- 2014 HQ482
- 2014 HR482
- 2014 HS482
- 2014 HT482
- 2014 HU482
- 2014 HV482
- 2014 HW482
- 2014 HX482
- 2014 HY482
- 2014 HZ482
- 2014 HA483
- 2014 HB483
- 2014 HC483
- 2014 HD483
- 2014 HE483
- 2014 HF483
- 2014 HG483
- 2014 HH483
- 2014 HJ483
- 2014 HK483
- 2014 HL483
- 2014 HM483
- 2014 HN483
- 2014 HO483
- 2014 HP483
- 2014 HQ483
- 2014 HR483
- 2014 HS483
- 2014 HT483
- 2014 HU483
- 2014 HV483
- 2014 HW483
- 2014 HX483
- 2014 HY483
- 2014 HZ483
- 2014 HA484
- 2014 HB484
- 2014 HC484
- 2014 HD484
- 2014 HE484
- 2014 HF484
- 2014 HG484
- 2014 HH484
- 2014 HJ484
- 2014 HK484
- 2014 HL484
- 2014 HM484
- 2014 HN484
- 2014 HO484
- 2014 HP484
- 2014 HQ484
- 2014 HR484
- 2014 HS484
- 2014 HT484
- 2014 HU484
- 2014 HV484
- 2014 HW484
- 2014 HX484
- 2014 HY484
- 2014 HZ484
- 2014 HA485
- 2014 HB485
- 2014 HC485
- 2014 HD485
- 2014 HE485
- 2014 HF485
- 2014 HG485
- 2014 HH485
- 2014 HJ485
- 2014 HK485
- 2014 HL485
- 2014 HM485
- 2014 HN485
- 2014 HO485
- 2014 HP485
- 2014 HQ485
- 2014 HR485
- 2014 HS485
- 2014 HT485
- 2014 HU485
- 2014 HV485
- 2014 HW485
- 2014 HX485
- 2014 HY485
- 2014 HZ485
- 2014 HA486
- 2014 HB486
- 2014 HC486
- 2014 HD486
- 2014 HE486
- 2014 HF486
- 2014 HG486
- 2014 HH486
- 2014 HJ486
- 2014 HK486
- 2014 HL486
- 2014 HM486
- 2014 HN486
- 2014 HO486
- 2014 HP486
- 2014 HQ486
- 2014 HR486
- 2014 HS486
- 2014 HT486
- 2014 HU486
- 2014 HV486
- 2014 HW486
- 2014 HX486
- 2014 HY486
- 2014 HZ486
- 2014 HA487
- 2014 HB487
- 2014 HC487
- 2014 HD487
- 2014 HE487
- 2014 HF487
- 2014 HG487
- 2014 HH487
- 2014 HJ487
- 2014 HK487
- 2014 HL487
- 2014 HM487
- 2014 HN487
- 2014 HO487
- 2014 HP487
- 2014 HQ487
- 2014 HR487
- 2014 HS487
- 2014 HT487
- 2014 HU487
- 2014 HV487
- 2014 HW487
- 2014 HX487
- 2014 HY487
- 2014 HZ487
- 2014 HA488
- 2014 HB488
- 2014 HC488
- 2014 HD488
- 2014 HE488
- 2014 HF488
- 2014 HG488
- 2014 HH488
- 2014 HJ488
- 2014 HK488
- 2014 HL488
- 2014 HM488
- 2014 HN488
- 2014 HO488
- 2014 HP488
- 2014 HQ488
- 2014 HR488
- 2014 HS488
- 2014 HT488
- 2014 HU488
- 2014 HV488
- 2014 HW488
- 2014 HX488
- 2014 HY488
- 2014 HZ488
- 2014 HA489
- 2014 HB489
- 2014 HC489
- 2014 HD489
- 2014 HE489
- 2014 HF489
- 2014 HG489
- 2014 HH489
- 2014 HJ489
- 2014 HK489
- 2014 HL489
- 2014 HM489
- 2014 HN489
- 2014 HO489
- 2014 HP489
- 2014 HQ489
- 2014 HR489
- 2014 HS489
- 2014 HT489
- 2014 HU489
- 2014 HV489
- 2014 HW489
- 2014 HX489
- 2014 HY489
- 2014 HZ489
- 2014 HA490
- 2014 HB490
- 2014 HC490
- 2014 HD490
- 2014 HE490
- 2014 HF490
- 2014 HG490
- 2014 HH490
- 2014 HJ490
- 2014 HK490
- 2014 HL490
- 2014 HM490
- 2014 HN490
- 2014 HO490
- 2014 HP490
- 2014 HQ490
- 2014 HR490
- 2014 HS490
- 2014 HT490
- 2014 HU490
- 2014 HV490
- 2014 HW490
- 2014 HX490
- 2014 HY490
- 2014 HZ490
- 2014 HA491
- 2014 HB491
- 2014 HC491
- 2014 HD491
- 2014 HE491
- 2014 HF491
- 2014 HG491
- 2014 HH491
- 2014 HJ491
- 2014 HK491
- 2014 HL491
- 2014 HM491
- 2014 HN491
- 2014 HO491
- 2014 HP491
- 2014 HQ491
- 2014 HR491
- 2014 HS491
- 2014 HT491
- 2014 HU491
- 2014 HV491
- 2014 HW491
- 2014 HX491
- 2014 HY491
- 2014 HZ491
- 2014 HA492
- 2014 HB492
- 2014 HC492
- 2014 HD492
- 2014 HE492
- 2014 HF492
- 2014 HG492
- 2014 HH492
- 2014 HJ492
- 2014 HK492
- 2014 HL492
- 2014 HM492
- 2014 HN492
- 2014 HO492
- 2014 HP492
- 2014 HQ492
- 2014 HR492
- 2014 HS492
- 2014 HT492
- 2014 HU492
- 2014 HV492
- 2014 HW492
- 2014 HX492
- 2014 HY492
- 2014 HZ492
- 2014 HA493
- 2014 HB493
- 2014 HC493
- 2014 HD493
- 2014 HE493
- 2014 HF493
- 2014 HG493
- 2014 HH493
- 2014 HJ493
- 2014 HK493
- 2014 HL493
- 2014 HM493
- 2014 HN493
- 2014 HO493
- 2014 HP493
- 2014 HQ493
- 2014 HR493
- 2014 HS493
- 2014 HT493
- 2014 HU493
- 2014 HV493
- 2014 HW493
- 2014 HX493
- 2014 HY493
- 2014 HZ493
- 2014 HA494
- 2014 HB494
- 2014 HC494
- 2014 HD494
- 2014 HE494
- 2014 HF494
- 2014 HG494
- 2014 HH494
- 2014 HJ494
- 2014 HK494
- 2014 HL494
- 2014 HM494
- 2014 HN494
- 2014 HO494
- 2014 HP494
- 2014 HQ494
- 2014 HR494
- 2014 HS494
- 2014 HT494
- 2014 HU494
- 2014 HV494
- 2014 HW494
- 2014 HX494
- 2014 HY494
- 2014 HZ494
- 2014 HA495
- 2014 HB495
- 2014 HC495
- 2014 HD495
- 2014 HE495
- 2014 HF495
- 2014 HG495
- 2014 HH495
- 2014 HJ495
- 2014 HK495
- 2014 HL495
- 2014 HM495
- 2014 HN495
- 2014 HO495
- 2014 HP495
- 2014 HQ495
- 2014 HR495
- 2014 HS495
- 2014 HT495
- 2014 HU495
- 2014 HV495
- 2014 HW495
- 2014 HX495
- 2014 HY495
- 2014 HZ495
- 2014 HA496
- 2014 HB496
- 2014 HC496
- 2014 HD496
- 2014 HE496
- 2014 HF496
- 2014 HG496
- 2014 HH496
- 2014 HJ496
- 2014 HK496
- 2014 HL496
- 2014 HM496
- 2014 HN496
- 2014 HO496
- 2014 HP496
- 2014 HQ496
- 2014 HR496
- 2014 HS496
- 2014 HT496
- 2014 HU496
- 2014 HV496
- 2014 HW496
- 2014 HX496
- 2014 HY496
- 2014 HZ496
- 2014 HA497
- 2014 HB497
- 2014 HC497
- 2014 HD497
- 2014 HE497
- 2014 HF497
- 2014 HG497
- 2014 HH497
- 2014 HJ497
- 2014 HK497
- 2014 HL497
- 2014 HM497
- 2014 HN497
- 2014 HO497
- 2014 HP497
- 2014 HQ497
- 2014 HR497
- 2014 HS497
- 2014 HT497
- 2014 HU497
- 2014 HV497
- 2014 HW497
- 2014 HX497
- 2014 HY497
- 2014 HZ497
- 2014 HA498
- 2014 HB498
- 2014 HC498
- 2014 HD498
- 2014 HE498
- 2014 HF498
- 2014 HG498
- 2014 HH498
- 2014 HJ498
- 2014 HK498
- 2014 HL498
- 2014 HM498
- 2014 HN498
- 2014 HO498
- 2014 HP498
- 2014 HQ498
- 2014 HR498
- 2014 HS498
- 2014 HT498
- 2014 HU498
- 2014 HV498
- 2014 HW498
- 2014 HX498
- 2014 HY498
- 2014 HZ498
- 2014 HA499
- 2014 HB499
- 2014 HD499
- 2014 HE499
- 2014 HF499
- 2014 HG499
- 2014 HH499
- 2014 HJ499
- 2014 HK499
- 2014 HL499
- 2014 HM499
- 2014 HN499
- 2014 HO499
- 2014 HP499
- 2014 HQ499
- 2014 HR499
- 2014 HS499
- 2014 HT499
- 2014 HU499
- 2014 HV499
- 2014 HW499
- 2014 HX499
- 2014 HY499
- 2014 HZ499
- 2014 HA500
- 2014 HB500
- 2014 HC500
- 2014 HD500
- 2014 HE500
- 2014 HF500
- 2014 HG500
- 2014 HH500
- 2014 HJ500
- 2014 HK500
- 2014 HL500
- 2014 HM500
- 2014 HN500
- 2014 HO500
- 2014 HP500
- 2014 HQ500
- 2014 HR500
- 2014 HS500
- 2014 HT500
- 2014 HU500
- 2014 HV500
- 2014 HW500
- 2014 HX500
- 2014 HY500
- 2014 HZ500
- 2014 HA501
- 2014 HB501
- 2014 HC501
- 2014 HD501
- 2014 HE501
- 2014 HF501
- 2014 HG501
- 2014 HH501
- 2014 HJ501
- 2014 HK501
- 2014 HL501
- 2014 HM501
- 2014 HN501
- 2014 HO501
- 2014 HP501
- 2014 HQ501
- 2014 HR501
- 2014 HS501
- 2014 HT501
- 2014 HU501
- 2014 HV501
- 2014 HW501
- 2014 HX501
- 2014 HY501
- 2014 HZ501
- 2014 HA502
- 2014 HB502
- 2014 HC502
- 2014 HD502
- 2014 HE502
- 2014 HF502
- 2014 HH502
- 2014 HJ502
- 2014 HK502
- 2014 HL502
- 2014 HM502
- 2014 HN502
- 2014 HO502
- 2014 HP502
- 2014 HQ502
- 2014 HR502
- 2014 HS502
- 2014 HT502
- 2014 HU502
- 2014 HV502
- 2014 HW502
- 2014 HX502
- 2014 HY502
- 2014 HZ502
- 2014 HA503
- 2014 HB503
- 2014 HC503
- 2014 HD503
- 2014 HE503
- 2014 HF503
- 2014 HG503
- 2014 HH503
- 2014 HJ503
- 2014 HK503
- 2014 HL503
- 2014 HM503
- 2014 HN503
- 2014 HO503
- 2014 HP503
- 2014 HQ503
- 2014 HR503
- 2014 HS503
- 2014 HT503
- 2014 HU503
- 2014 HV503
- 2014 HW503
- 2014 HX503
- 2014 HY503
- 2014 HZ503
- 2014 HA504
- 2014 HB504
- 2014 HC504
- 2014 HD504
- 2014 HE504
- 2014 HF504
- 2014 HG504
- 2014 HH504
- 2014 HJ504
- 2014 HK504
- 2014 HL504
- 2014 HM504
- 2014 HN504
- 2014 HO504
- 2014 HP504
- 2014 HQ504
- 2014 HR504
- 2014 HS504
- 2014 HT504
- 2014 HU504
- 2014 HV504
- 2014 HW504
- 2014 HX504
- 2014 HY504
- 2014 HZ504
- 2014 HA505
- 2014 HB505
- 2014 HC505
- 2014 HD505
- 2014 HE505
- 2014 HF505
- 2014 HG505
- 2014 HH505
- 2014 HJ505
- 2014 HK505
- 2014 HL505
- 2014 HM505
- 2014 HN505
- 2014 HO505
- 2014 HP505
- 2014 HQ505
- 2014 HR505
- 2014 HS505
- 2014 HT505
- 2014 HU505
- 2014 HV505
- 2014 HW505
- 2014 HX505
- 2014 HY505
- 2014 HZ505
- 2014 HA506
- 2014 HB506
- 2014 HC506
- 2014 HD506
- 2014 HE506
- 2014 HF506
- 2014 HG506
- 2014 HH506
- 2014 HJ506
- 2014 HK506
- 2014 HL506
- 2014 HM506
- 2014 HN506
- 2014 HO506
- 2014 HP506
- 2014 HQ506
- 2014 HR506
- 2014 HS506
- 2014 HT506
- 2014 HU506
- 2014 HV506
- 2014 HW506
- 2014 HX506
- 2014 HY506
- 2014 HZ506
- 2014 HA507
- 2014 HB507
- 2014 HC507
- 2014 HD507
- 2014 HE507
- 2014 HF507
- 2014 HG507
- 2014 HH507
- 2014 HJ507
- 2014 HK507
- 2014 HL507
- 2014 HM507
- 2014 HN507
- 2014 HO507
- 2014 HP507
- 2014 HQ507
- 2014 HR507
- 2014 HS507
- 2014 HT507
- 2014 HU507
- 2014 HV507
- 2014 HW507
- 2014 HX507
- 2014 HY507
- 2014 HZ507
- 2014 HA508
- 2014 HB508
- 2014 HC508
- 2014 HD508
- 2014 HE508
- 2014 HF508
- 2014 HG508
- 2014 HH508
- 2014 HJ508
- 2014 HK508
- 2014 HL508
- 2014 HM508
- 2014 HN508
- 2014 HO508
- 2014 HP508
- 2014 HQ508
- 2014 HR508
- 2014 HS508
- 2014 HU508
- 2014 HV508
- 2014 HW508
- 2014 HX508
- 2014 HY508
- 2014 HZ508
- 2014 HA509
- 2014 HB509
- 2014 HC509
- 2014 HD509
- 2014 HE509
- 2014 HF509
- 2014 HG509
- 2014 HH509
- 2014 HJ509
- 2014 HK509
- 2014 HL509
- 2014 HM509
- 2014 HN509
- 2014 HO509
- 2014 HP509
- 2014 HQ509
- 2014 HR509
- 2014 HS509
- 2014 HT509
- 2014 HU509
- 2014 HV509
- 2014 HW509
- 2014 HX509
- 2014 HY509
- 2014 HZ509
- 2014 HA510
- 2014 HB510
- 2014 HC510
- 2014 HD510
- 2014 HE510
- 2014 HF510
- 2014 HG510
- 2014 HH510
- 2014 HJ510
- 2014 HK510
- 2014 HL510
- 2014 HM510
- 2014 HN510
- 2014 HO510
- 2014 HP510
- 2014 HQ510
- 2014 HR510
- 2014 HS510
- 2014 HT510
- 2014 HU510
- 2014 HV510
- 2014 HW510
- 2014 HX510
- 2014 HY510
- 2014 HZ510
- 2014 HA511
- 2014 HB511
- 2014 HC511
- 2014 HD511
- 2014 HE511
- 2014 HF511
- 2014 HG511
- 2014 HH511
- 2014 HJ511
- 2014 HK511
- 2014 HL511
- 2014 HM511
- 2014 HN511
- 2014 HO511
- 2014 HP511
- 2014 HQ511
- 2014 HR511
- 2014 HS511
- 2014 HT511
- 2014 HU511
- 2014 HW511
- 2014 HX511
- 2014 HY511
- 2014 HZ511
- 2014 HA512
- 2014 HB512
- 2014 HC512
- 2014 HD512
- 2014 HE512
- 2014 HF512
- 2014 HG512
- 2014 HH512
- 2014 HJ512
- 2014 HK512
- 2014 HL512
- 2014 HM512
- 2014 HN512
- 2014 HO512
- 2014 HP512
- 2014 HQ512
- 2014 HR512
- 2014 HS512
- 2014 HT512
- 2014 HU512
- 2014 HV512
- 2014 HW512
- 2014 HX512
- 2014 HY512
- 2014 HZ512
- 2014 HA513
- 2014 HB513
- 2014 HC513
- 2014 HD513
- 2014 HE513
- 2014 HF513
- 2014 HG513
- 2014 HH513
- 2014 HJ513
- 2014 HK513
- 2014 HL513
- 2014 HM513
- 2014 HN513
- 2014 HO513
- 2014 HP513
- 2014 HQ513
- 2014 HR513
- 2014 HS513
- 2014 HT513
- 2014 HU513
- 2014 HV513
- 2014 HW513
- 2014 HX513
- 2014 HY513
- 2014 HZ513
- 2014 HA514
- 2014 HB514
- 2014 HC514
- 2014 HD514
- 2014 HE514
- 2014 HF514
- 2014 HG514
- 2014 HH514
- 2014 HJ514
- 2014 HK514
- 2014 HL514
- 2014 HM514
- 2014 HN514
- 2014 HO514
- 2014 HP514
- 2014 HQ514
- 2014 HR514
- 2014 HS514
- 2014 HT514
- 2014 HU514
- 2014 HV514
- 2014 HW514
- 2014 HX514
- 2014 HY514
- 2014 HA515
- 2014 HB515
- 2014 HC515
- 2014 HD515
- 2014 HE515
- 2014 HF515
- 2014 HG515
- 2014 HH515
- 2014 HJ515
- 2014 HK515
- 2014 HL515
- 2014 HM515
- 2014 HN515
- 2014 HO515
- 2014 HP515
- 2014 HQ515
- 2014 HR515
- 2014 HS515
- 2014 HT515
- 2014 HU515
- 2014 HV515
- 2014 HW515
- 2014 HX515
- 2014 HY515
- 2014 HZ515
- 2014 HA516
- 2014 HB516
- 2014 HC516
- 2014 HD516
- 2014 HE516
- 2014 HF516
- 2014 HG516
- 2014 HH516
- 2014 HJ516
- 2014 HK516
- 2014 HL516
- 2014 HM516
- 2014 HN516
- 2014 HO516
- 2014 HP516
- 2014 HQ516
- 2014 HR516
- 2014 HS516
- 2014 HT516
- 2014 HU516
- 2014 HV516
- 2014 HW516
- 2014 HX516
- 2014 HY516
- 2014 HZ516
- 2014 HA517
- 2014 HB517
- 2014 HC517
- 2014 HD517
- 2014 HE517
- 2014 HF517
- 2014 HG517
- 2014 HH517
- 2014 HJ517
- 2014 HK517
- 2014 HL517
- 2014 HM517
- 2014 HN517
- 2014 HO517
- 2014 HP517
- 2014 HQ517
- 2014 HR517
- 2014 HS517
- 2014 HT517
- 2014 HU517
- 2014 HV517
- 2014 HW517
- 2014 HX517
- 2014 HY517
- 2014 HZ517
- 2014 HA518
- 2014 HB518
- 2014 HC518
- 2014 HD518
- 2014 HE518
- 2014 HF518
- 2014 HG518
- 2014 HH518
- 2014 HJ518
- 2014 HK518
- 2014 HL518
- 2014 HM518
- 2014 HN518
- 2014 HO518
- 2014 HP518
- 2014 HQ518
- 2014 HR518
- 2014 HS518
- 2014 HT518
- 2014 HU518
- 2014 HV518
- 2014 HW518
- 2014 HX518
- 2014 HY518
- 2014 HZ518
- 2014 HA519
- 2014 HB519
- 2014 HC519
- 2014 HD519
- 2014 HE519
- 2014 HF519
- 2014 HG519
- 2014 HH519
- 2014 HJ519
- 2014 HK519
- 2014 HL519
- 2014 HM519
- 2014 HN519
- 2014 HO519
- 2014 HP519
- 2014 HQ519
- 2014 HR519
- 2014 HS519
- 2014 HT519
- 2014 HU519
- 2014 HV519
- 2014 HW519
- 2014 HX519
- 2014 HY519
- 2014 HZ519
- 2014 HA520
- 2014 HB520
- 2014 HC520
- 2014 HD520
- 2014 HE520
- 2014 HF520
- 2014 HG520
- 2014 HH520
- 2014 HJ520
- 2014 HK520
- 2014 HL520
- 2014 HM520
- 2014 HN520
- 2014 HO520
- 2014 HP520
- 2014 HQ520
- 2014 HR520
- 2014 HS520
- 2014 HT520
- 2014 HU520
- 2014 HV520
- 2014 HW520
- 2014 HX520
- 2014 HY520
- 2014 HZ520
- 2014 HA521
- 2014 HB521
- 2014 HC521
- 2014 HD521
- 2014 HE521
- 2014 HF521
- 2014 HG521
- 2014 HJ521
- 2014 HK521
- 2014 HL521
- 2014 HM521
- 2014 HN521
- 2014 HO521
- 2014 HP521
- 2014 HQ521
- 2014 HR521
- 2014 HS521
- 2014 HT521
- 2014 HU521
- 2014 HV521
- 2014 HW521
- 2014 HX521
- 2014 HY521
- 2014 HZ521
- 2014 HA522
- 2014 HB522
- 2014 HC522
- 2014 HD522
- 2014 HE522
- 2014 HF522
- 2014 HG522
- 2014 HH522
- 2014 HJ522
- 2014 HK522
- 2014 HL522
- 2014 HM522
- 2014 HN522
- 2014 HO522
- 2014 HP522
- 2014 HQ522
- 2014 HR522
- 2014 HS522
- 2014 HT522
- 2014 HU522
- 2014 HV522
- 2014 HW522
- 2014 HX522
- 2014 HY522
- 2014 HZ522
- 2014 HA523
- 2014 HB523
- 2014 HC523
- 2014 HD523
- 2014 HE523
- 2014 HF523
- 2014 HG523
- 2014 HH523
- 2014 HJ523
- 2014 HK523
- 2014 HL523
- 2014 HM523
- 2014 HN523
- 2014 HO523
- 2014 HP523
- 2014 HQ523
- 2014 HR523
- 2014 HS523
- 2014 HT523
- 2014 HU523
- 2014 HV523
- 2014 HW523
- 2014 HX523
- 2014 HY523
- 2014 HZ523
- 2014 HA524
- 2014 HB524
- 2014 HC524
- 2014 HD524
- 2014 HE524
- 2014 HF524
- 2014 HG524
- 2014 HH524
- 2014 HK524
- 2014 HL524
- 2014 HM524
- 2014 HN524
- 2014 HO524
- 2014 HP524
- 2014 HQ524
- 2014 HR524
- 2014 HS524
- 2014 HT524
- 2014 HU524
- 2014 HV524
- 2014 HW524
- 2014 HX524
- 2014 HY524
- 2014 HZ524
- 2014 HA525
- 2014 HB525
- 2014 HC525
- 2014 HD525
- 2014 HE525
- 2014 HF525
- 2014 HG525
- 2014 HH525
- 2014 HJ525
- 2014 HK525
- 2014 HL525
- 2014 HM525
- 2014 HN525
- 2014 HO525
- 2014 HP525
- 2014 HQ525
- 2014 HR525
- 2014 HS525
- 2014 HT525
- 2014 HU525
- 2014 HV525
- 2014 HW525
- 2014 HX525
- 2014 HY525
- 2014 HZ525
- 2014 HA526
- 2014 HB526
- 2014 HC526
- 2014 HD526
- 2014 HE526
- 2014 HF526
- 2014 HG526
- 2014 HH526
- 2014 HJ526
- 2014 HK526
- 2014 HL526
- 2014 HM526
- 2014 HN526
- 2014 HO526
- 2014 HP526
- 2014 HQ526
- 2014 HR526
- 2014 HS526
- 2014 HT526
- 2014 HU526
- 2014 HV526
- 2014 HW526
- 2014 HX526
- 2014 HY526
- 2014 HZ526
- 2014 HA527
- 2014 HB527
- 2014 HC527
- 2014 HD527
- 2014 HE527
- 2014 HF527
- 2014 HG527
- 2014 HH527
- 2014 HJ527
- 2014 HK527
- 2014 HL527
- 2014 HM527
- 2014 HN527
- 2014 HO527
- 2014 HP527
- 2014 HQ527
- 2014 HR527
- 2014 HS527
- 2014 HT527
- 2014 HU527
- 2014 HV527
- 2014 HW527
- 2014 HX527
- 2014 HY527
- 2014 HZ527
- 2014 HA528
- 2014 HB528
- 2014 HC528
- 2014 HD528
- 2014 HE528
- 2014 HF528
- 2014 HG528
- 2014 HH528
- 2014 HJ528
- 2014 HK528
- 2014 HL528
- 2014 HM528
- 2014 HO528
- 2014 HP528
- 2014 HQ528
- 2014 HS528
- 2014 HT528
- 2014 HU528
- 2014 HV528
- 2014 HW528
- 2014 HX528
- 2014 HZ528
- 2014 HA529
- 2014 HB529
- 2014 HC529
- 2014 HD529
- 2014 HE529
- 2014 HG529
- 2014 HH529
- 2014 HJ529
- 2014 HK529
- 2014 HL529
- 2014 HM529
- 2014 HN529
- 2014 HO529
- 2014 HP529
- 2014 HQ529
- 2014 HR529
- 2014 HS529
- 2014 HT529
- 2014 HU529
- 2014 HV529
- 2014 HW529
- 2014 HX529
- 2014 HY529
- 2014 HZ529
- 2014 HA530
- 2014 HB530
- 2014 HC530
- 2014 HD530
- 2014 HE530
- 2014 HF530
- 2014 HG530
- 2014 HH530
- 2014 HJ530
- 2014 HK530
- 2014 HL530
- 2014 HM530
- 2014 HN530
- 2014 HO530
- 2014 HP530
- 2014 HQ530
- 2014 HR530
- 2014 HS530
- 2014 HT530
- 2014 HU530
- 2014 HV530
- 2014 HW530
- 2014 HX530
- 2014 HY530
- 2014 HZ530
- 2014 HA531
- 2014 HB531
- 2014 HC531
- 2014 HD531
- 2014 HE531
- 2014 HF531
- 2014 HG531
- 2014 HH531
- 2014 HJ531
- 2014 HK531
- 2014 HL531
- 2014 HM531
- 2014 HN531
- 2014 HO531
- 2014 HP531
- 2014 HQ531
- 2014 HR531
- 2014 HS531
- 2014 HT531
- 2014 HU531
- 2014 HV531
- 2014 HW531
- 2014 HX531
- 2014 HY531
- 2014 HZ531
- 2014 HA532
- 2014 HB532
- 2014 HC532
- 2014 HD532
- 2014 HE532
- 2014 HF532
- 2014 HG532
- 2014 HH532
- 2014 HJ532
- 2014 HK532
- 2014 HL532
- 2014 HM532
- 2014 HN532
- 2014 HO532
- 2014 HP532
- 2014 HQ532
- 2014 HR532
- 2014 HS532
- 2014 HT532
- 2014 HU532
- 2014 HV532
- 2014 HW532
- 2014 HX532
- 2014 HY532
- 2014 HZ532
- 2014 HA533
- 2014 HB533
- 2014 HC533
- 2014 HD533
- 2014 HE533
- 2014 HF533
- 2014 HG533